# Annexion der Krim 2014
Die Annexion der Krim 2014 bezeichnet eine Abfolge historischer Ereignisse auf der Halbinsel Krim im März 2014, in deren Folge Russland zur Ukraine gehörendes Staatsgebiet annektierte.
Im März 2014 besetzten russische Truppen völkerrechtswidrig die ukrainische Halbinsel. Am 16. März wurde ein „Referendum“ über den Status der Krim abgehalten und durch Russland am 18. März 2014 eine Annexion erzwungen. Die Geschehnisse folgten den Euromaidan-Ereignissen, die im Februar 2014 zum Fall der pro-russischen ukrainischen Regierung geführt hatten. Russlands Bruch völkerrechtlicher Verträge wie des Budapester Memorandums von 1994 über die Achtung der bestehenden Grenzen der Ukraine sowie weiterer Grundsätze der KSZE-Schlussakte von 1975, der Charta von Paris 1990 und der NATO-Russland-Grundakte von 1997 verursachte eine internationale Krise. Auch der 2008 verlängerte russisch-ukrainische Freundschaftsvertrag hatte die territoriale Integrität garantiert. In Resolution 68/262 der UN-Generalversammlung wurde am 27. März 2014 die territoriale Integrität der Ukraine und die Ungültigkeit des von Russland initiierten Referendums festgehalten und eine friedliche Beilegung des Konflikts gefordert. Die durch Russland verursachten Spannungen entwickelten sich in der Folge zum Russisch-Ukrainischen Krieg.

## Hintergrund

### Zugehörigkeit zu der Ukraine und Ansprüche Russlands
Die Krim machte im Laufe der Geschichte eine wechselvolle politische Entwicklung durch; vor der 300-jährigen Osmanischen Herrschaft ab 1475 war sie mongolisches, genuesisches sowie mit dem Fürstentum Theodoro letztes verbliebenes Gebiet des Byzantinischen Reichs. Im Russisch-Türkischen Krieg (1768–1774) geriet die Halbinsel unter russische Kontrolle; auch der Krimkrieg 1853 bis 1856 änderte trotz der russischen Niederlage an der Zugehörigkeit zum Russischen Reich nichts.
Auch Phasen der Autonomie gab es immer wieder – so 1917/18 als Volksrepublik Krim und von 1921 bis 1946 als Autonome Sozialistische Sowjetrepublik der Krim. Von 1946 bis 1954 gehörte die Halbinsel innerhalb der Sowjetunion als Oblast zur russischen, danach bis 1991 zur ukrainischen Sowjetrepublik.
Im Zuge des Zerfalls der Sowjetunion wurde die Ukrainische Sozialistische Sowjetrepublik im August 1991 zum unabhängigen ukrainischen Staat, zu dem im Rahmen der Rechtsnachfolge auch weiterhin die autonome Krim gehörte. Beim späteren Referendum über die Unabhängigkeit der Ukraine vom Dezember 1991 stimmten 54 Prozent der Wähler in der zur Ukraine gehörenden Autonomen Sozialistischen Sowjetrepublik der Krim mit „Ja“.
Der Krim, die ihrerseits ein Unabhängigkeitsreferendum anstrebte, das Kiew mit erheblichem Druck verhinderte, wurde als Kompromiss 1992 der Status als Autonome Republik Krim innerhalb der Ukraine mit Hoheitsrechten in Finanzen, Verwaltung und Recht zugestanden.
Mit dem Budapester Memorandum von 1994 über die Achtung der bestehenden Grenzen der Ukraine sowie weiterer Grundsätze der KSZE-Schlussakte von 1975, der Charta von Paris 1990 und der NATO-Russland-Grundakte von 1997 durch Russland erkannte Russland die Zugehörigkeit der Krim zu der Ukraine an. Auch der 2008 verlängerte russisch-ukrainische Freundschaftsvertrag hatte die territoriale Integrität der Ukraine garantiert.
Aber bereits in den Jahren 1992 bis 1994 gab es wegen russischer Abspaltungsversuche der Krim eine Krise zwischen der Ukraine und der Russischen Föderation, welche als erster postsowjetischer Konflikt gilt. In diesem Rahmen verabschiedete das Parlament der Krim 1992 zwei unterschiedliche Fassungen des Verfassungstextes. Die damalige Sprecherin des russischen Föderationsrates Walentina Matwijenko sprach 2014 von Annexionsplänen für das Jahr 1992, aber ein Referendum sei damals zu schwierig zu organisieren gewesen.

### Bevölkerung der Krim

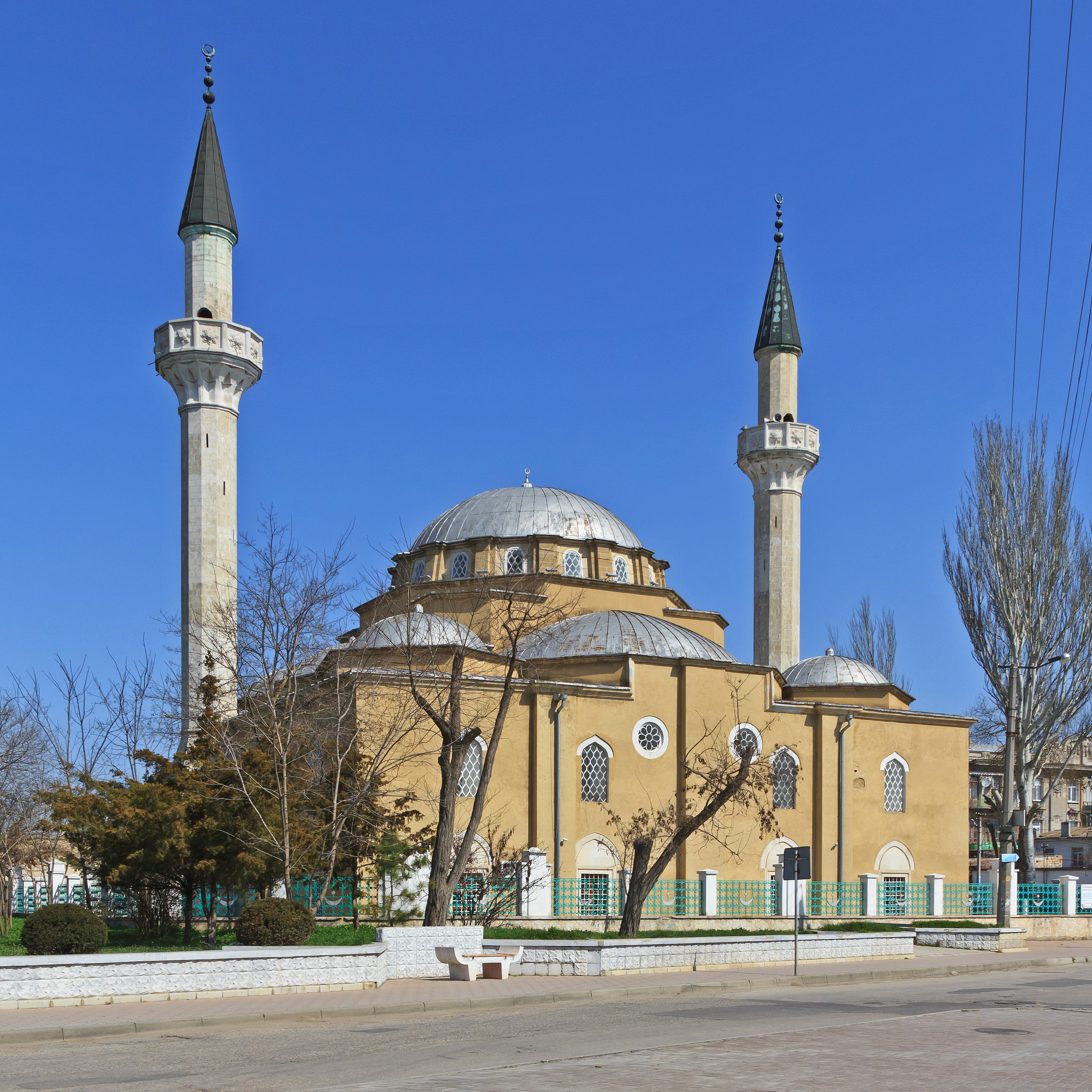
Dschuma-Dschami-Moschee in Jewpatorija

Anteil der russischen Muttersprachler an der Gesamtbevölkerung in den Regionen der Ukraine (2001)

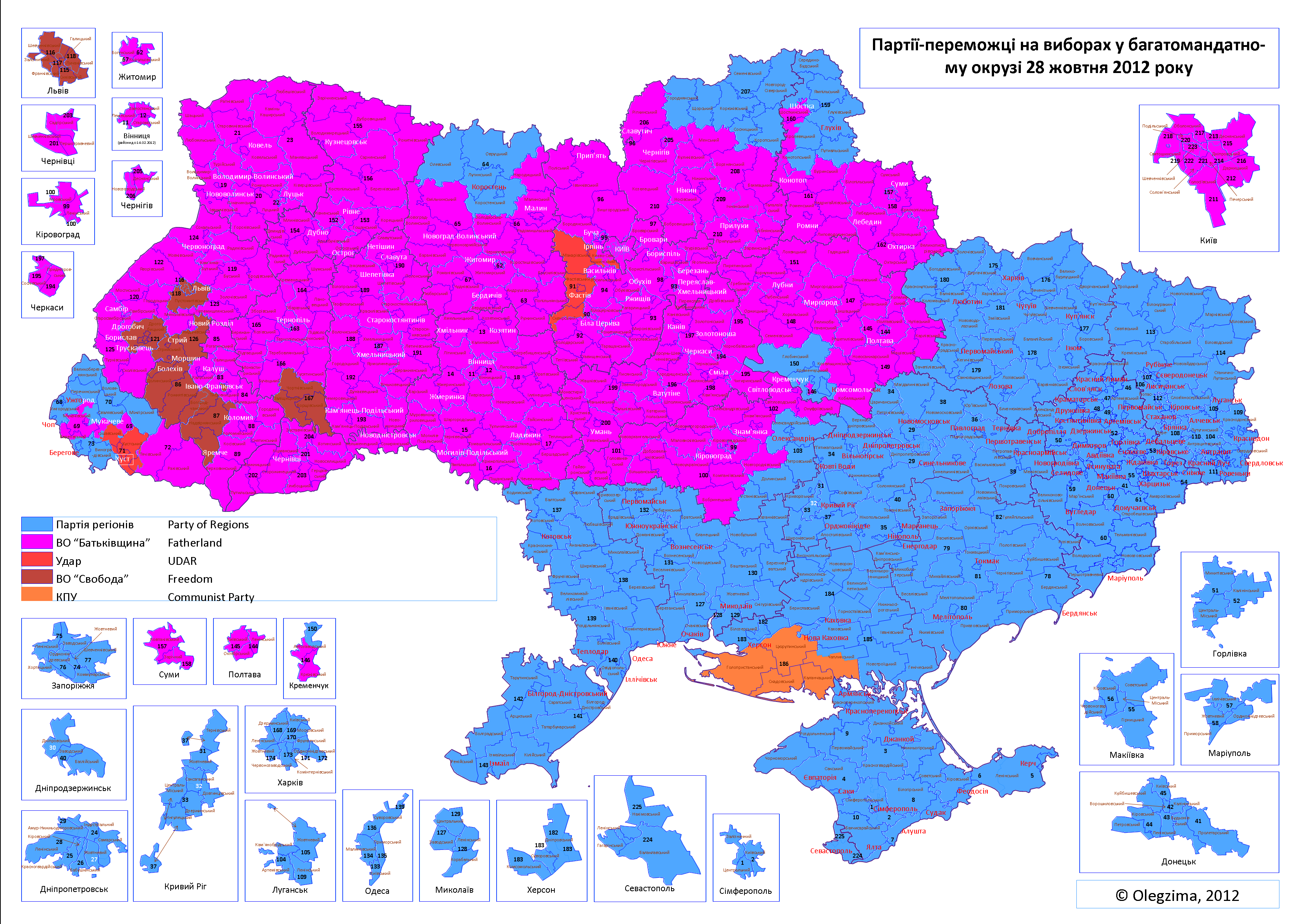
Stimmenanteil der Partei der Regionen (blau) bei der Parlamentswahl 2012

Nach der russischen Eroberung der Krim im 18. Jahrhundert siedelten sich zunehmend Russen und Ukrainer auf der Krim an. Bis Ende des 19. Jahrhunderts stellten die vorwiegend sunnitischen Krimtataren noch die Bevölkerungsmehrheit.
Im Zweiten Weltkrieg besetzten Truppen der Wehrmacht die Krim, bis sowjetische Truppen sie im April und Mai 1944 (Schlacht um die Krim) vertrieben. Josef Stalin, der langjährige Diktator der Sowjetunion, bezichtigte anschließend die gesamte tatarische Bevölkerung pauschal der Kollaboration mit den deutschen Invasoren, ließ sie deportieren (in die Uralregion, nach Sibirien und nach Usbekistan) und ließ Russen auf der Krim ansiedeln. Tatarische Historiker schätzen, dass bei den Deportationen und Zwangsansiedlungen bis zu 45 Prozent der tatarischen Bevölkerung starben.
Den überlebenden Krimtataren und ihren Nachkommen wurde erst 1988 erlaubt, in ihre Heimat zurückzukehren. Ihr Bevölkerungsanteil stieg von 1,9 % im Jahr 1989 auf 12,1 % im Jahr 2001 an. Bei der Volkszählung von 2001 waren die Russen mit 58,5 % die größte ethnische Gruppe, gefolgt von den Ukrainern mit 24,4 %. Neben den Krimtataren zählten laut der Volkszählung von 2001 auch Belarussen, Tataren, Juden, Deutsche, Armenier, Bulgaren, Griechen, Koreaner u. a. zu den Minderheiten. Russisch ist die dominierende Sprache der Krim; etwa 5 % der Schüler besuchten 2005 ukrainischsprachige Schulen.

### Russischer Flottenstützpunkt und NITKA in Saky

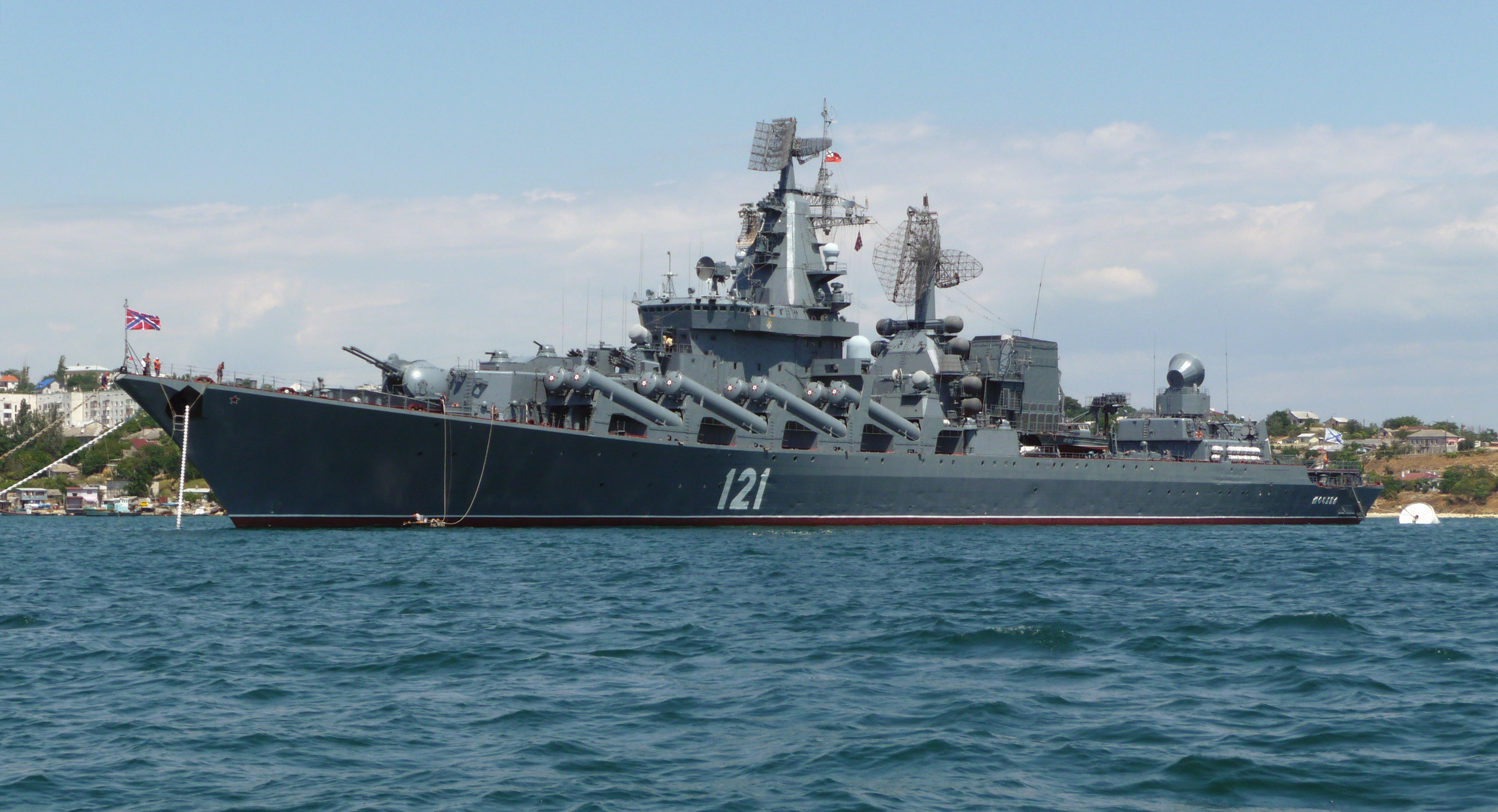
Ehemaliger Lenkwaffenkreuzer Moskwa (2009) in Sewastopol

Die russische Schwarzmeerflotte ist seit ihrer Gründung 1783 auf der Halbinsel Krim stationiert. Nach der Auflösung der Sowjetunion im Jahr 1991 ging ein kleiner Teil der Flotte an die Ukraine und das Land schloss mit Russland 1997 einen Pachtvertrag zur Fortführung des Aufenthalts russischer Streitkräfte auf der Krim. Trotz Bedenken wurde der Vertrag im März 1999 vom ukrainischen Parlament ratifiziert, auch weil er die territoriale Integrität der Ukraine bekräftigte. 2010 wurde der ursprüngliche Pachtvertrag, der 2017 abgelaufen wäre, mit den Charkiw-Verträgen bis 2042 verlängert. Im Jahr 2008 hatte der damalige Präsident Wiktor Juschtschenko während des Kaukasuskrieges Russland mit der Sperrung der Krimhäfen gedroht.
Obergrenzen des Vertrags sind 388 Schiffe, 161 Fluggeräte und 25.000 Soldaten. Im Jahr 2010 zählten mehr als 16.000 Soldaten und über 40 Schiffe zur russischen Schwarzmeerflotte. Nach Schätzungen des ukrainischen Außenministeriums befanden sich am 10. März 2014 rund 19.000 russische Soldaten auf der Krim, bei Anwesenheit von nicht mehr als einer Brigade mit 3500 Mann der ukrainischen Armee. Die russische Marine verfügt auf der Krim über 180 km² Fläche, davon 30 km² Hafengelände in Sewastopol.
In Saky, ca. 60 Kilometer nördlich von Sevastopol, befindet sich der Militärflugplatz Saky mit einer Übungsanlage für Marineflieger (NITKA), auf dem Piloten das Starten und Landen auf einem Flugzeugträger der Admiral-Kusnezow-Klasse lernen können. Diese Anlage war und ist einzigartig in der Sowjetunion bzw. Russland und ist unverzichtbar für Russland. Trotzdem begannen die Planungsarbeiten für eine Ersatzanlage auf russischem Boden erst 2009. 2014 und 2022 war die Anlage noch nicht fertiggestellt.

### Politischer Umbruch in der Ukraine 2014

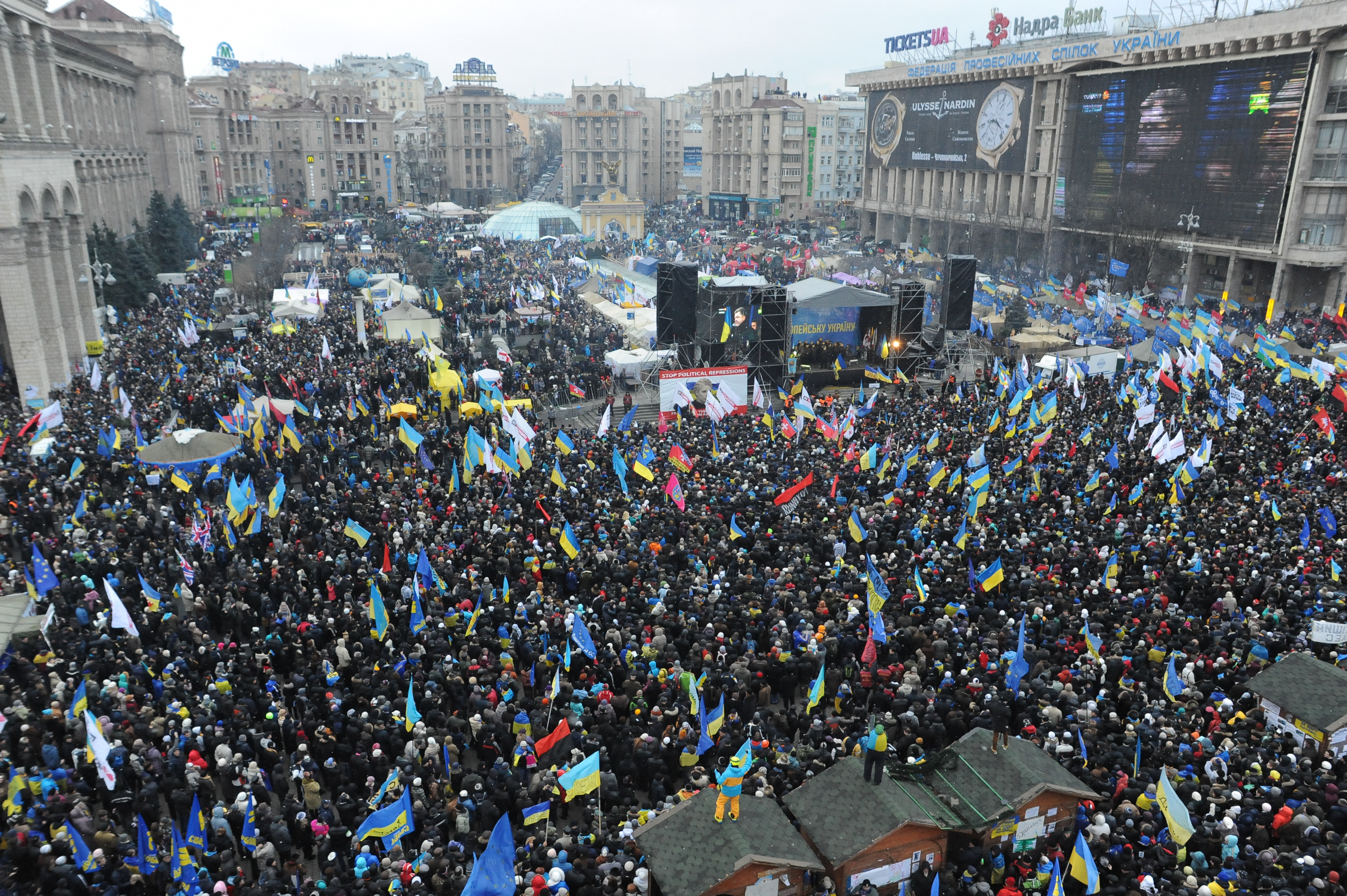
Die Massenproteste in der Ukraine auf dem Majdan Nesaleschnosti am 8. Dezember 2013

Am 21. Februar 2014, nach der Eskalation der Euromaidan-Proteste, unterzeichnete der ukrainische Präsident Wiktor Janukowytsch eine Vereinbarung zur Beilegung der Krise mit den Oppositionsführern Vitali Klitschko, Oleh Tjahnybok und Arsenij Jazenjuk. Die von den Außenministern Deutschlands, Polens und Frankreichs, Frank-Walter Steinmeier, Radosław Sikorski und Laurent Fabius vermittelte Vereinbarung sah neben der Entwaffnung rechtsextremer Milizen auch eine Rückkehr zur Verfassung von 2004, die Bildung einer Regierung der nationalen Einheit und eine vorgezogene Präsidentschaftswahl vor. Obwohl Putin den Westen später scharf dafür kritisierte, das Abkommen ausgesetzt zu haben, wurde es vom russischen Vermittler Wladimir Lukin nicht unterzeichnet. Lukin deutete an, Putin habe die Vereinbarung nicht gebilligt. Der „Maidan-Rat“ stimmte dem Abkommen mit 34:2 Stimmen zu, dieses wurde am nächsten Tag von der auf dem Maidan versammelten Menge jedoch abgelehnt und Janukowytsch wurde von einem Redner ein Ultimatum gestellt, bis spätestens am nächsten Tag zurückzutreten. In der Folge verließ ein großer Teil der Polizei und der Sicherheitskräfte ihren Posten.
Am 22. Februar 2014 erklärte das amtierende ukrainische Parlament Janukowytsch für abgesetzt. Unter rein staatsrechtlichen Aspekten betrachtet war das Vorgehen nicht verfassungsgemäß, da der vom Parlament genannte Grund der „Verwirkung der Präsidentschaft durch Verlassen des Landes“ in der Verfassung nicht vorgesehen war. Dennoch erkannten auch alle ehemaligen sowjetischen Republiken außerhalb Russlands die ukrainische Übergangsregierung zumindest implizit an. Russland lehnte eine Anerkennung der Übergangsregierung hingegen explizit ab.
Am selben Tag zeichnete Janukowytsch eine Rede auf, in der er seine Absetzung anprangerte und erklärte, dass er nicht von seinem Amt zurücktreten werde. Janukowytsch bat Putin um ein Treffen, der dafür Rostow am Don vorschlug, doch auf Anweisung der neuen Regierung verhinderten Grenzbeamte seinen Abflug vom Flughafen Donezk. Daraufhin entschied er sich, auf die Krim zu fahren und bat unterwegs Putin um Unterstützung. Die russischen Sicherheitsdienste informierten während der Fahrt Janukowytsch, dass ein Hinterhalt auf ihn lauern würde. Es gibt bis heute (Stand 2023) keine Hinweise auf einen möglichen Überfall auf Janukowytsch, dieser ließ jedoch seine Autokolonne anhalten und wurde von drei russischen Militärhubschraubern auf ukrainischem Gebiet noch vor Erreichen der Krim abgeholt, von denen er zu seiner Überraschung nach Russland und nicht auf die Krim geflogen wurde. Putin erklärte später: „Wir trafen Vorkehrungen, um ihn direkt aus Donezk herauszubringen, auf dem Land-, See- oder Luftweg.“ Janukowytsch forderte, auf die Krim gebracht zu werden und wurde von Anapa an der russischen Schwarzmeerküste auf einen Militärstützpunkt auf der Krim geflogen. Dort traf er auf eine unübersichtliche Situation und als dort die ukrainischen Sicherheitsbehörden mit einem Haftbefehl nach ihm fahndeten, beschloss Janukowytsch die Krim wieder zu verlassen. „Ich fasste den Entschluss, außer Landes zu gehen, als mir klar wurde, dass mein Leben in Gefahr wäre, wenn ich in der Ukraine bliebe“, erklärte Janukowytsch später. Er verließ die Ukraine am Abend des 23. Februar auf einem Schiff nach Russland. Wie später bekannt wurde, hatte Janukowytsch schon am 19. Februar begonnen, Vorbereitungen für seine Flucht zu treffen, noch vor der Eskalation der Gewalt und vor der Unterzeichnung der Vereinbarung mit der Opposition. Videoaufnahmen zeigten, wie er auf seinem Anwesen Bargeld und Wertgegenstände in bereitstehende Lieferwagen verlud.
Arsenij Jazenjuk wurde am 27. Februar vom Parlament als Ministerpräsident der Übergangsregierung bestätigt. Auch drei Mitglieder der rechtspopulistischen Swoboda-Partei wurden ins Kabinett aufgenommen.
Das ukrainische Parlament beschloss anschließend eine Reihe von Gesetzesänderungen. Ein Gesetzesentwurf zur Abschaffung des Sprachengesetzes von 2012 wurde durch Übergangspräsident Oleksandr Turtschynow mit einem Veto verworfen. Dieses schon zuvor politisch instrumentalisierte Sprachengesetz berief sich auf die Europäische Charta der Regional- oder Minderheitensprachen, obwohl das Russische nie eine „allmählich zu verschwinden drohende […] Regional- oder Minderheitensprache“ gemäß deren Präambel war.
Zudem garantierte die Verfassung der Autonomen Republik Krim von 1998 die Verwendung der russischen Sprache in allen Bereichen des öffentlichen Lebens, weswegen dort nie vom Sprachengesetz Gebrauch gemacht wurde.
Die dennoch entstehende Unsicherheit wurde durch russische Medien durch propagandistische Berichterstattung verstärkt, die sich auch offensichtlicher Fälschungen bediente.
Nach Meinungsumfragen von Februar bis April 2014 gab es auch auf der Krim keine Mehrheit für einen Anschluss an Russland. Eine Umfrage der „Stiftung für Demokratische Initiativen“ und des „Kiewer Internationalen Institutes für Soziologie“ im Februar ergab, dass landesweit 12 % der Bevölkerung und auf der Krim 41 % einen Anschluss an Russland befürworteten.

### Russische Propaganda
Russische Unterstützung von Separatismusbestrebungen sei auf der Krim bis auf zehn Jahre zurück bekannt gewesen, so Mykola Rjabtschuk, begann sich jedoch im November 2013 zu einem Informationskrieg zu entwickeln.
Das UN-Hochkommissariat für Menschenrechte schrieb im Bericht über die Situation der Menschenrechte in der Ukraine im April 2014, die Propaganda im Fernsehen der Russischen Föderation habe parallel zu den Entwicklungen auf der Krim signifikant zugenommen, darunter auch völkerrechtlich geächtete Hass-Propaganda.
Der deutsche Politikwissenschaftler Andreas Umland sagte Anfang März 2014, die ersten 20 Minuten der russischen Nachrichten seien „teilweise reine Hasspropaganda“ gewesen.

### Wirtschaftliche Situation
Die Unterstützung der Bevölkerung der Krim für das Vorgehen Russlands, aber auch in ganz Russland, war direkt von den Erwartungen der wirtschaftlichen Situation abhängig, wie auch vom Versprechen, die bisherigen Renten den russischen anzupassen und somit zu verdoppeln. In der Ukraine waren gar Altersrenten wegen des drohenden ukrainischen Staatsbankrotts nicht mehr vollständig ausbezahlt worden. Das Pro-Kopf-Einkommen auf der Krim betrug vor der Annexion weniger als ein Drittel des russischen; der ukrainische Staat hatte gemäß Kritikern zu wenig in die Region investiert. Das jährliche Haushaltsdefizit der Krim wurde im Frühjahr 2014 auf umgerechnet 55 Milliarden Rubel (etwa 1,1 Milliarden Euro) geschätzt.

### Öl- und Gasfelder im Schwarzen Meer
Vor der Küste der Krim liegen große, noch nicht erschlossene Öl- und Gasvorkommen. Zur Erschließung des Gasfelds Skifska hatte die ukrainische Regierung Ende 2013 ein Abkommen mit einem internationalen Konsortium angeführt von ExxonMobil geplant, dessen Unterzeichnung jedoch verschoben wurde. Deren russischer Konkurrent Lukoil war 2012 in einem Bieterverfahren unterlegen. Ab 2017 sollten jährlich bis zu zehn Milliarden Kubikmeter Gas gefördert werden; die Ausbeutung aller Offshore-Vorräte hätte etwa ein Fünftel der ukrainischen Gasimporte ersetzen können. Die gesamten Vorräte werden vom ukrainischen Ministerium für Ökologie und natürliche Rohstoffe auf insgesamt bis zu acht Billionen Kubikmeter geschätzt.

## Verlauf

### Russische Intervention auf der Krim

#### Machtverlust der Lokalregierung und Russlands Entscheidung zur militärischen Intervention

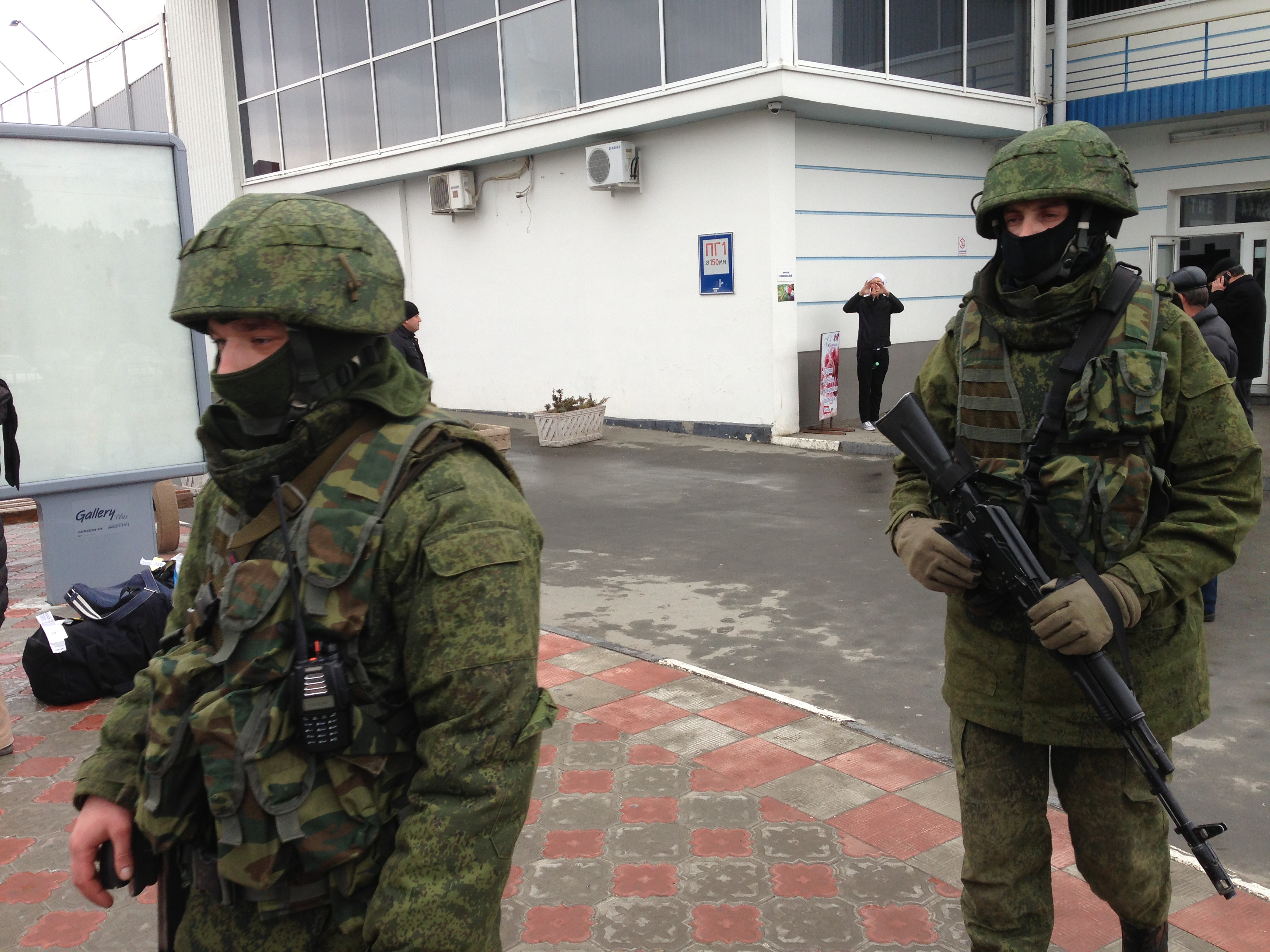
Russische Soldaten ohne Hoheitszeichen am Flughafen Simferopol am 28. Februar 2014

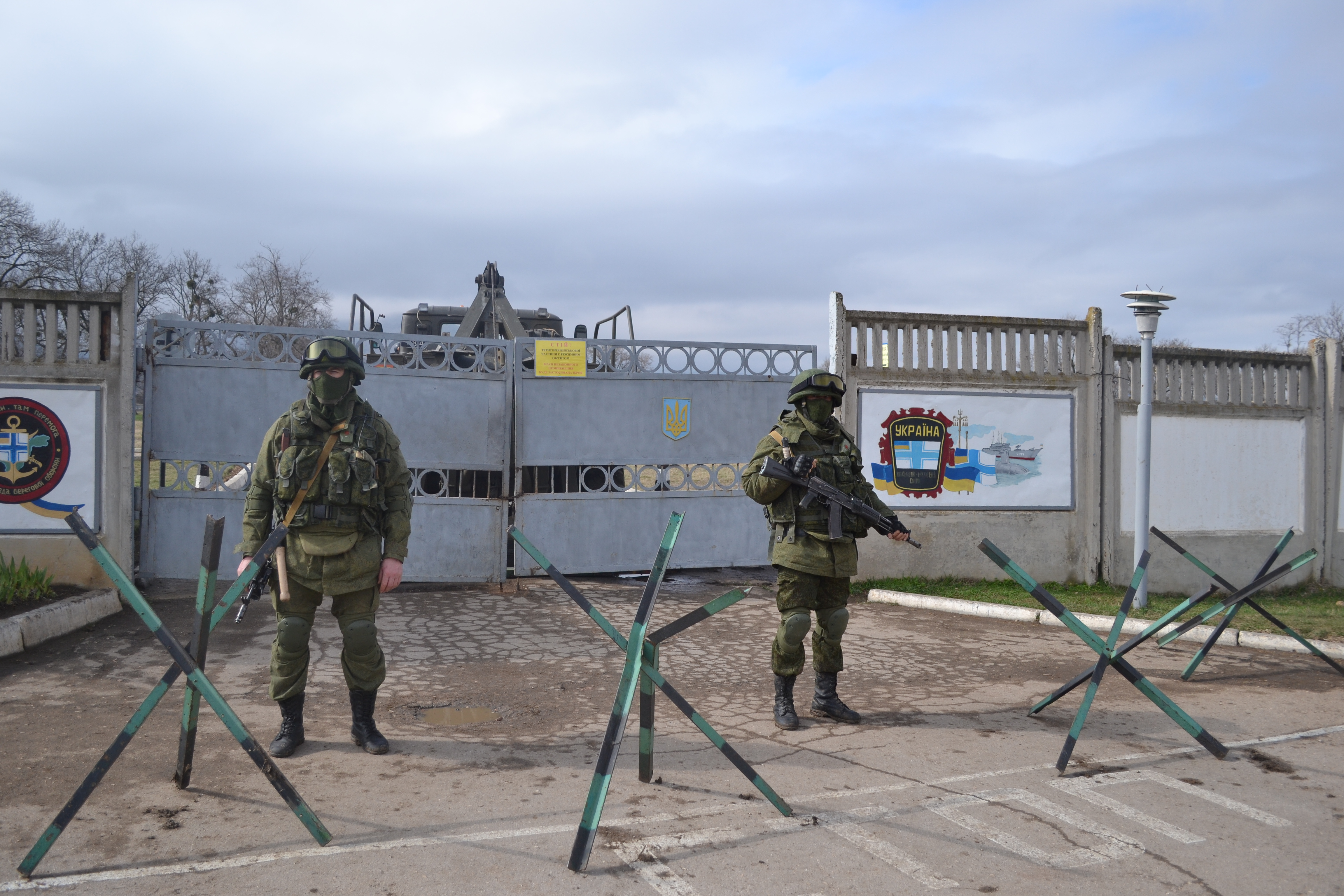
Militärstützpunkt in Perewalne am 9. März 2014

Am 19. Februar 2014 wurde im Parlament der Autonomen Republik Krim über eine mögliche Verfassungsänderung der Ukraine gesprochen. Das Parlament verabschiedete eine Erklärung, laut der „die aktive Teilnahme der Regionen der Ukraine“ bei den Vorbereitungen für eine Verfassungsänderung zweckmäßig sei. Ein Abgeordneter forderte darüber hinaus die Rückkehr der Krim zu Russland, „wenn sich die Situation in der Ukraine nicht regelt“. Am gleichen Tag reiste der Präsident des Parlaments, Wladimir Andrejewitsch Konstantinow, nach Moskau. Dort sprach er über die Abspaltung der Krim aus der Ukraine per „Aufkündigung der Entscheidung von 1954“ (Beschlusses des Präsidiums des ZK der KPdSU über die Übergabe der Halbinsel Krim von der RSFSR an die ukrainische Unionsrepublik), „wenn das Land auseinanderfällt“. Es bestünde noch die Chance, das Land zu retten. Aktuell würde nicht um die Krim, sondern um Kiew gekämpft; nur wenn dieser Kampf verloren würde, werde die Autonomieregierung der Krim über deren Zukunft entscheiden. Konstantinow behauptete, in Kiew sei faktisch eine ausländische Armee von 5000 Mann zugange, welche praktisch die ganze russische Welt herausfordere. Die Ukraine sei hierbei lediglich eine Etappe. Er sagte, er bitte um ein Eingreifen Russlands, um die Zentralgewalt zu retten. „Ein Referendum werde ‚in der ersten Etappe‘ für den Austritt aus der Ukraine nicht erforderlich sein“, sagte Konstantinow, der aktuell aber nicht anstünde. „Sollten wir uns jetzt mit dem Austritt befassen, werden wir das Land zugrunde richten.“
Weil am 21. Februar 2014 in Kiew gewalttätige Auseinandersetzungen weitergingen, wollten sich am selben Tag Teile des Parlaments der Krim in einer Sitzung an Russlands Präsidenten Wladimir Putin wenden, um Unterstützung zu erbitten. Der parlamentarische Aufruf wurde von außerparlamentarisch organisierten Krimtataren verhindert, indem diese zuvor die Besetzung des Parlaments und die Behinderung der Parlamentsarbeit androhten. In der Folge wurde eine parlamentarische Bitte an Russland nicht ausgesprochen. Auch die Frage einer möglichen Abspaltung der Krim von der Ukraine wurde während der gesamten Parlamentssitzung von keinem Abgeordneten angesprochen.
Am 22. Februar versammelten sich in Putins Amtssitz in Nowo-Ogarjowo Wladimir Putin, der Sekretär des Sicherheitsrates der Russischen Föderation Nikolai Patruschew, Verteidigungsminister Sergei Schoigu und der Stabschef der Russischen Präsidialverwaltung Sergei Iwanow. Nach Angaben von Putin wurde die Entscheidung, russische Truppen auf die Krim zu entsenden, am nächsten Morgen getroffen. Angeblich waren Schoigu, Wladislaw Surkow und das russische Außenministerium gegen eine Militäroperation. Laut dem Politikwissenschaftler Daniel Treisman gibt es Zweifel an der Darstellung Putins, die Entscheidung sei am 23. Februar gefällt worden. Nach Angaben einer Quelle im Umfeld des Kommandeurs der Operation seien russische Spezialkräfte im Hafen von Noworossijsk und der Schwarzmeerflotte in Sewastopol schon am 18. Februar in Alarmbereitschaft versetzt worden. Am 20. Februar erhielten sie den Befehl, in einer „friedenssichernden“ Operation ukrainische Militärstützpunkte auf der Krim zu blockieren. Teilnehmern der Operation wurde später eine Medaille für die Rückholung der Krim überreicht, auf der als Zeitraum der Operation 20. Februar bis 18. März eingraviert war. Durch einen Hackerangriff auf das Mailkonto eines Putin-Beraters wurde später bekannt, dass diese Medaillen schon im Herbst 2013 hergestellt worden waren. In der Nacht vom 21. auf den 22. Februar wurden Marine- und Speznas-Einheiten auf die Krim entsandt und der Flughafen Anapa wurde zum Logistikzentrum der Invasion. Ein Internetportal berichtete, dass 11.000 russische Soldaten per Schiff auf der Krim ankamen. Am 23. Februar wurde der russische Botschafter aus Kiew zurückgezogen und am Tag darauf behaupteten das Außenministerium und Ministerpräsident Dmitri Medwedew, der Euromaidan sei ein vom Westen geförderter Umsturz militanter Ultranationalisten. Die Legitimität des Parlaments und der einige Tage später gewählten Regierung wurden bestritten. Das Leben „unserer Landsleute“ im Osten der Ukraine und auf der Krim sei bedroht und die russische Sprache sei „fast vollständig verboten“ worden.
Öffentlich antwortete Putin noch im März 2014 auf die Frage, ob er erwäge, dass die Krim sich Russland anschließe: „Nein, das erwägen wir nicht.“ Und weiter: „Wir werden eine solche Entscheidung nicht herbeiführen oder solche Gefühle wecken.“ Im Mai 2014 bestritt Putin, dass überhaupt russische Armeeangehörige in das Geschehen dort eingegriffen hätten. Im Juni 2014 gab er es jedoch zu.
Am 26. Februar 2014 kam es beim Parlamentsgebäude in Simferopol zu Zusammenstößen zwischen Anhängern der neuen ukrainischen Führung und prorussischen Demonstranten. Zwei Menschen starben und mehrere dutzend wurden verletzt. Russlands Präsident Putin leugnete die Verstrickung russischer Armeeangehöriger anfangs. Im Juni 2014 wurde bekannt, dass er Landsleute ehrte, die sich um den Anschluss der Krim „verdient gemacht hatten“. Viele hatten eine kriminelle Vergangenheit und waren wegen Wohnungseinbrüchen, Raubüberfällen oder Betrugs einschlägig vorbestraft.

#### Besetzung des Parlaments
Im Januar 2014 bildeten sich auf der Krim als Reaktion auf die Unruhen auf dem Maidan sogenannte „Selbstverteidigungs“-Gruppen. Ende Februar überquerten fast eintausend Kosaken aus dem Kuban-Gebiet die Grenze und schlossen sich den Gruppen an. Zudem verstärkten mehrere tausend russische Soldaten in Zivilkleidung die Milizen. Die Aktivitäten dieser Gruppen waren eng mit den russischen Streitkräften abgestimmt und wurden von russischen Offiziellen geplant. Der ehemalige FSB-Offizier Igor Girkin war für die operative Kontrolle einiger dieser Einheiten und deren Koordinierung mit russischen Sicherheitskräften verantwortlich. Nach verschiedenen Berichten schlossen sich fast 10.000 Männer den Milizen an, der genaue Anteil von Einheimischen ist jedoch unbekannt.
Mitglieder dieser Milizen besetzten am 27. Februar 2014 das Parlamentsgebäude. Sie forderten von den Abgeordneten die umgehende Festsetzung eines Termins für ein Referendum über die staatliche Zugehörigkeit der Krim. Die folgende Sondersitzung war nicht öffentlich, Journalisten wurden ausgeschlossen. Zutritt erhielten nur Abgeordnete, die vom erst im Verlaufe jener Sitzung überhaupt als Chef gewählten, damals noch gewöhnlichen Parlamentsabgeordneten Sergei Aksjonow „eingeladen“ worden waren. Sie wurden durchsucht und mussten ihre Mobiltelefone abgeben. Während der Sitzung waren Bewaffnete mit Panzerfäusten im Saal. Der russische Feldkommandeur Igor Girkin teilte dazu mit: „Es waren die Kämpfer, welche die Abgeordneten zusammengetrommelt und zum Abstimmen gezwungen haben. Ja, ich war einer der Kommandeure dieser Kämpfer.“
Gemäß einer telefonisch und per parlamentarischer Webseite verbreiteten Verlautbarung stimmten 61 von 64 anwesenden Abgeordneten für ein Referendum über die Unabhängigkeit der Krim, welches am 25. Mai 2014 zeitgleich mit den Präsidentschaftswahlen in der Ukraine abgehalten werden sollte. Medienrecherchen ergaben jedoch, dass zu wenige Abstimmungsberechtigte anwesend gewesen waren, um das Quorum von 51 Mitgliedern für die Beschlussfähigkeit zu erfüllen; es wurden Stimmen von Parlamentsmitgliedern gezählt, die nach eigenen Angaben nicht anwesend waren. Dies betraf demnach mindestens 10 der abgegebenen Stimmen, für die aus dem Safe des Parlaments entwendete Duplikate der Stimmkarten verwendet worden seien. Manche Abgeordnete, deren Stimmen registriert wurden, seien nach eigenen Angaben nicht einmal in Simferopol gewesen. Die norwegische Zeitung Aftenposten sprach von 36 Anwesenden, ukrainische Quellen von 43 anwesenden Abgeordneten.
In der gleichen Sitzung wurde Anatolij Mohiljow von der Partei der Regionen, seit 8. November 2011 amtierender Ministerpräsident der Krim, abgesetzt und Sergei Aksjonow von der marginalen Partei Russische Einheit zum neuen Ministerpräsidenten ernannt. Aksjonow wurde von der ukrainischen Übergangsregierung nicht als Ministerpräsident der Krim anerkannt; er selbst betrachtete Janukowytsch weiterhin als rechtmäßigen Präsidenten der Ukraine und bat Russland um „Schutz vor gewaltbereiten ukrainischen Nationalisten und Extremisten“.

#### Ukraine und Russland im Konflikt um die russische Militärpräsenz
Der ukrainische Innenminister Arsen Awakow (Kabinett Jazenjuk I) bewertete die Ereignisse auf der Krim als bewaffnete Invasion und Besetzung durch die russischen Streitkräfte. Ihm zufolge hätten bewaffnete Einheiten der russischen Schwarzmeerflotte auch den Flughafen Belbek bei Sewastopol blockiert. Der russische Vertreter bei der UNO erklärte in einer Dringlichkeitssitzung des Sicherheitsrates in New York, alle Aktivitäten der russischen Truppen bewegten sich im Rahmen des Abkommens über die Stationierung der Schwarzmeerflotte. Der ukrainische Übergangspräsident Oleksandr Turtschynow rief Russlands Präsidenten Wladimir Putin dazu auf, die „nackte Aggression gegen die Ukraine“ umgehend zu stoppen. Turtschynows Sprecher Serhij Kunitsyn sagte am 28. Februar in einem TV-Interview, dieser werde als Interimspräsident sein Veto gegen die Abschaffung des Sprachengesetzes einlegen.
Am frühen Morgen des 28. Februar drangen Bewaffnete in den Flughafen Simferopol ein und besetzten ihn kurzzeitig. Der Flugbetrieb wurde nicht beeinträchtigt. Am selben Tag wurden etwa 1400 Speznas-Soldaten von Russland auf die Krim eingeflogen. Am 28. Februar bat das ukrainische Parlament den UNO-Sicherheitsrat um Hilfe. Jurij Serhejew, Vertreter der Ukraine bei der UNO, forderte den Sicherheitsrat auf, alles in seiner Macht Stehende zu tun, um die „brutale Aggression der Russischen Föderation“ zu stoppen.
Am 1. März 2014 bat der russische Präsident Putin den Föderationsrat um die Erlaubnis für einen Einsatz der russischen Streitkräfte in der Ukraine. Dies sei angesichts der außergewöhnlichen Situation notwendig, um russische Bürger sowie die auf der Krim stationierten Streitkräfte zu schützen, bis sich die Lage normalisiert habe. Der Föderationsrat ermächtigte Putin am gleichen Tag zum Einsatz von Truppen.
Der ukrainische Interimspräsident Turtschynow ordnete am Abend des 1. März in einer im Fernsehen direkt übertragenen Rede die Alarmbereitschaft aller ukrainischen Militäreinheiten an. Russland habe für seinen „Akt der Aggression“ keine Grundlage. Meldungen über Gefahren für russische Staatsbürger oder russischsprachige Ukrainer auf der Krim seien frei erfunden. Die ab dem 1. März begonnene russische Abriegelung ukrainischer Militär- und Polizeistationen in offenkundiger Okkupationsabsicht stand nicht im Einklang mit dem russisch-ukrainischen Flottenvertrag, der Einmischungen in innere Angelegenheiten der Ukraine ausschloss. Das ukrainische Parlament forderte daher am 2. März den Rückzug der russischen Truppen. Am 4. März behauptete Putin in einem TV-Interview, nicht russische Truppen, sondern „örtliche Selbstverteidigungskräfte“ hätten die Kontrolle auf der Krim übernommen. Ein Einsatz russischer Truppen in der Ukraine sei bisher nicht notwendig. Verteidigungsminister Sergei Schoigu sagte zu am 5. März vorgehaltenen Bildern russischen Kriegsgerätes der „unbekannten“ Soldaten: „Das ist eine Provokation“. Auf ein Video angesprochen, auf dem sich Uniformierte als Russen bezeichnen, äußerte er „Das ist reiner Quatsch“, und auf die Frage, woher die Panzerwagen Tigr und „Luchs“ kämen, sagte er: „Ich habe keine Ahnung.“
Die Menschenrechtsorganisation Human Rights Watch dokumentierte mehrere Fälle, in denen prorussische Milizen, die den sogenannten „Selbstverteidigungskräften“ der Krim zugeordnet wurden, Zivilpersonen misshandelt und proukrainische Aktivisten verschleppt hatten. Nach seiner Verschleppung durch unbekannte Paramilitärs auf dem Leninplatz in Simferopol am 3. März wurde die gefesselte Leiche eines der vermissten Aktivisten am 16. März in einem Waldstück bei Bilohirsk aufgefunden. Die Menschenrechtler forderten Aufklärung über das Schicksal der übrigen Verschleppten und verlangten die Auflösung der Selbstverteidigungskräfte oder ihre Einbindung in die Kommandostruktur und Operationen der regulären Sicherheitsbehörden der Krim, die bis zum Referendum am 16. März nicht gegeben schien.
Russische und ukrainische Medien berichteten am 2. März 2014, das Flaggschiff der ukrainischen Marine, die Fregatte Hetman Sahaidatschnyj, habe auf dem Rückweg von Somalia nach Sewastopol die Sankt-Andreas-Flagge der russischen Marine gehisst. Der neue ukrainische Ministerpräsident Arsenij Jazenjuk habe die Türkei aufgefordert, das Schiff nicht durch den Bosporus ins Schwarze Meer fahren zu lassen. Das ukrainische Verteidigungsministerium widersprach dieser Darstellung. Die Besatzung des Schiffs habe zu keinem Zeitpunkt ihren Eid auf die Ukraine verletzt oder eine andere Flagge gehisst. Die Fregatte befinde sich auf Kreta und werde wie geplant in den nächsten Tagen in ihren Heimathafen zurückkehren. Der vom ukrainischen Übergangspräsidenten Turtschynow am Vortag zum neuen Befehlshaber der ukrainischen Marine ernannte Konteradmiral Denys Beresowskyj unterstellte sich allerdings am 2. März der Regierung der Krim. Die ukrainische Regierung erklärte, ein Verfahren wegen Landesverrats gegen Beresowskyj eröffnet zu haben. Die russische Regierung gab am 3. März dem staatlichen russischen Infrastrukturunternehmen Avtodor den Auftrag zur Gründung einer Tochtergesellschaft zum Bau der Kertsch-Brücke.
Am 4. März 2014 beschloss die OSZE auf Anfrage der Ukraine unbewaffnete Militärbeobachter zu entsenden. Der Zutritt zur Krim wurde den Beobachtern verwehrt.
Am 6. März 2014 wurde der im August 2011 außer Dienst gestellte russische U-Jagd-Kreuzer Otschakow der Kara-Klasse von russischen Streitkräften in der Einfahrt des ukrainischen Marinestützpunkts Nowooserne auf der Krim selbstversenkt, um die Einfahrt zu blockieren. Lediglich die Kostjantyn Olschanskyj und zwei Minensucher entzogen sich zunächst dem Zugriff der russischen Truppen, während die übrigen ukrainischen Schiffe im Hafen von Nowooserne gestürmt oder ihre Mannschaften zum Überlaufen aufgefordert wurden. Am 12. März schloss Turtschynow einen Militäreinsatz auf der Krim aus, damit würde die ukrainische Ostgrenze bloßgelegt.
Nach ukrainischen Angaben seien am 15. März russische Truppen auf der Arabat-Nehrung in die ukrainische Oblast Cherson vorgedrungen. 60 bis 80 Soldaten sollen mit Hubschraubern gelandet sein und eine Erdgasstation bei Strilkowe besetzt haben. Nach Angaben der Regierung der Republik Krim handelte es sich dagegen um Selbstverteidigungskräfte, die die ukrainische Station vor Überfällen schützen wollten. Am 24. März erklärte Turtschynow, die ukrainische Regierung habe den Rückzug ihrer Truppen von der Krim angeordnet.
Nach Angaben des ukrainischen Verteidigungsministers Ihor Tenjuch entschlossen sich 4.300 der insgesamt 18.000 ukrainischen Soldaten auf der Krim, sich nicht den russischen Streitkräften anzuschließen, sondern ihren Dienst bei den ukrainischen Streitkräften fortzusetzen.
Am 28. März erklärte der russische Verteidigungsminister Schoigu, dass die letzten Kiew-treuen ukrainischen Soldaten die Krim verlassen haben und der Austausch der Staatssymbole von zu Russland gewechselten ukrainischen Schiffen und Militäreinheiten abgeschlossen sei. Am 6. April erschossen russische Soldaten jedoch einen Major der ukrainischen Armee nach einem Streit, während dieser sich mit seiner Familie auf die Abreise in die Ukraine vorbereitete.
Eine Weichenstellung in den innenpolitischen Auseinandersetzungen über den Verbleib der Autonomen Republik Krim und der Stadt Sewastopol sowie des Donbass im ukrainischen Staatsverband markierte am 14. April 2014 der Erlass № 405/2014 des Präsidenten der Ukraine, der den Übergang der Ukraine zur militärischen Anti-Terror-Operation (ATO) gegen die Autonomisten auf der Krim und in Sewastopol sowie im Donbass erklärte. Der Erlass wurde von Oleksandr Turtschynow unterzeichnet, der als Rada-Vorsitzender nach dem Sturz von Wiktor Janukowytsch als Präsident der Ukraine amtierte.
Am 16. April 2014 räumte Russlands Präsident Putin in einer Fernsehfragestunde ein, dass russische Truppen auf der Krim einheimische „Selbstverteidigungskräfte“ aktiv unterstützt hatten. Am 21. April übergab Russland 13 der 70 ehemals ukrainischen Kriegsschiffe wieder an die Ukraine. Die Schiffe wurden in neutralen Gewässern an die ukrainischen Besatzungen übergeben und nach Odessa überführt. Zuvor waren schon drei Kriegsschiffe an die Ukraine übergeben worden.
Die 76. russische Luftlandedivision erhielt am 18. August 2014 für die Ausführung von Kommandoaufgaben den Suworoworden.

Die Gruppe Wagner hatte ihren ersten Einsatz während der Eroberung der Krim.

### Referendum und Abspaltung

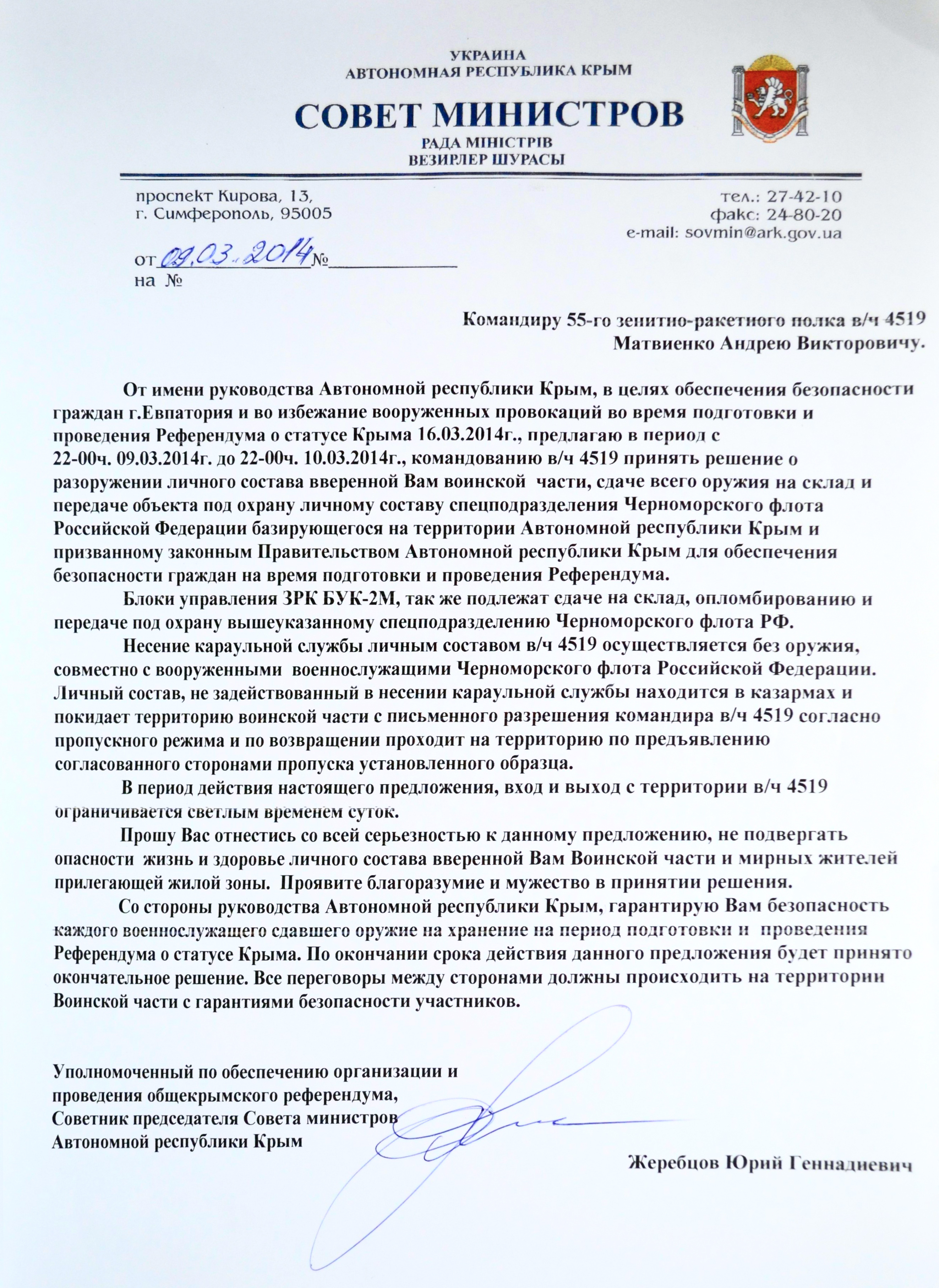
Aufforderung der Krim-Behörden an ein ukrainisches Flugabwehrregiment, bis zum Referendum seine Waffen unter die Kontrolle der Schwarzmeerflotte zu stellen

Der am 27. Februar an die Macht gekommene Ministerpräsident der Krim Aksjonow verkündete am 1. März 2014, das Unabhängigkeitsreferendum bereits am 30. März 2014 abhalten zu wollen. Am 6. März beschloss das Parlament der Autonomen Republik Krim dann eine erneute Vorverlegung des Termins auf den 16. März 2014.

#### Einschränkungen der Pressefreiheit
Bis zum 7. März wurden auf der Krim die Übertragungen des regionalen ukrainischen Fernsehsenders Black Sea TV auf gleicher Frequenz durch solche von Rossija 24 ersetzt, auch die terrestrischen Signale der Sender Inter, Briz, 1+1, 5 Kanal, Perschyj Natsionalnyj und STB wurden abgeschaltet und durch russische Programme ausgetauscht. Journalisten wurden auf der Krim bedroht, eingeschüchtert und entführt, Ausrüstung beschlagnahmt oder beschädigt. Die Organisation Reporter ohne Grenzen berichtete in der Zeit vor dem Referendum von einem zunehmenden Klima der Zensur auf der Krim.
In Russland wurden mehrere regierungskritische Internetseiten abgeschaltet, darunter der Blog des Oppositionellen Alexei Nawalny. Nawalnys Blog wurde am 13. März wieder freigeschaltet. Bereits im Dezember 2013 hatte Putin RIA Novosti als eigenständige Nachrichtenagentur aufgelöst und der staatlich gelenkten Rossija Sewodnja unter Dmitri Kisseljow, der als ideologischer Hardliner und als Verfechter präsidialer autokratischer Tendenzen gilt, eingegliedert.
Russischen Fernsehsendern wurde die Verbreitung von Falschmeldungen über Feuergefechte in Kiew, Überfälle auf prorussische Zivilisten und die Massenflucht russischer Ukrainer vorgeworfen, während sie die Präsenz russischer Truppen auf der Krim in ihren Berichterstattungen ignoriert haben sollen. Daraufhin untersagte die ukrainische Aufsichtsbehörde am 11. März die Verbreitung der russischen Fernsehsender Rossija 1, Perwy kanal, NTW und Rossija 24 im ganzen Land. Das russische Außenministerium beklagte, dass man einigen russischen Journalisten die Einreise in die Ukraine verweigert habe. Auch sei gegen russische Journalisten in der Ukraine Druck und Gewalt ausgeübt worden.
Sowohl die Eingriffe in die Pressefreiheit auf der Krim, das Vorgehen gegen unabhängige Medien in Russland und die Abschaltung russischer Fernsehsender in der Ukraine lösten gleichermaßen Kritik internationaler Organisationen aus.
Krimtatarische Medien wurden schikaniert und mit Schließung bedroht. Das Selbstvertretungsorgan der Krimtataren – der Medschlis – wurde systematisch handlungsunfähig gemacht.

#### Entwicklungen bis zum Referendum
Die ukrainische Regierung unter Ministerpräsident Arsenij Jazenjuk (Allukrainische Vereinigung „Vaterland“) in Kiew erklärte den Machtwechsel in Simferopol für illegal. Sie bezeichnete das geplante Referendum der Krim ebenfalls als illegal und nicht mit der ukrainischen Verfassung vereinbar – die Regierung der Krim überschreite damit ihre verfassungsmäßigen Kompetenzen. Interimspräsident Oleksandr Turtschynow erließ daher ein Dekret zur Annullierung der Entscheidung des Parlaments der Autonomen Republik Krim, worauf dieses mit dem Hinweis reagierte, nur das Verfassungsgericht der Ukraine sei befugt, seine Beschlüsse außer Kraft zu setzen. Der deutsche Völkerrechtler Stefan Talmon bezeichnete die Entscheidung des Krimparlaments als „verfassungs- und völkerrechtlich unerheblich, weil sie nicht mit der Verfassung der Ukraine in Einklang steht“.
Russlands Präsident Wladimir Putin erklärte zuvor, dass sein Land zwar keinen Anschluss der Krim plane, aber das Volk der Halbinsel darüber frei entscheiden könne. Das Referendum wurde von Moskau und nicht von Simferopol aus organisiert, was vom russischen Außenminister Sergei Lawrow in einem Interview bestätigt wurde, in dem er die Eile wahrheitswidrig mit einem drohenden Krieg erklärte: „Die Banditen kamen bewaffnet in Eisenbahnzügen angereist, mit der Absicht, alle Russen von hier zu vertreiben.“ Am 28. Februar brachte die Partei Gerechtes Russland eine Gesetzesvorlage in die russische Duma ein, die die Aufnahme ausländischer Gebiete vereinfachen soll, bei denen keine funktionierende Zentralregierung vorhanden ist. Der Stadtrat von Sewastopol, das der Autonomen Republik Krim nicht angehört, stimmte am 6. März 2014 ebenfalls für den Beitritt zu Russland und für die Teilnahme am Referendum vom 16. März.
Am 11. März 2014 beschloss das Krimparlament die Schritte, die eingeleitet werden sollen, sollte in dem Referendum für eine Abspaltung von der Ukraine gestimmt werden. Die Unabhängigkeit der Krim inklusive Sewastopols als Republik Krim sollte zunächst erklärt werden, um dann ein Aufnahmegesuch an die Russische Föderation zu stellen. Man wolle ein demokratischer, säkularer und multiethnischer Staat werden und berief sich unter anderem auf das Kosovo-Gutachten des Internationalen Gerichtshofs vom 22. Juli 2010 (Rechtsgutachten zur Gültigkeit der Unabhängigkeitserklärung Kosovos), wonach eine einseitige Unabhängigkeitserklärung nicht gegen das Völkerrecht verstoße. Das in dem Gutachten geforderte Allgemeine Gewaltverbot wird dabei von der neuen Führung der Krim nicht erwähnt. Die Regierung der Krim kündigte zudem an, im Falle einer Loslösung von der Ukraine die auf der Krim befindlichen ukrainischen Flottenstützpunkte und Kraftwerke zu beschlagnahmen. Diese Schritte nahm die Kiewer Zentralregierung zum Anlass, die Regierung der Krim ultimativ aufzufordern, das Referendum bis zum 12. März abzusagen.
Am 13. März 2014 erörterte das ukrainische Verfassungsgericht die Gültigkeit der Entscheidung des Krimparlaments über die Durchführung des Referendums. Das geplante Referendum wurde am 14. März 2014 für unzulässig erklärt.
Das Krimparlament lud die Organisation für Sicherheit und Zusammenarbeit in Europa (OSZE) ein, das Referendum zu beobachten. Die OSZE lehnte die Beobachtung ab, weil das Referendum verfassungswidrig sei und keine Einladung des ukrainischen Staates vorliege.
In den Tagen vor dem Referendum gab es eine großangelegte Kampagne für den Beitritt zur Russischen Föderation. Auf Wahlplakaten wurde die Krim mit einem Hakenkreuz und Stacheldraht einer Krim in den Farben der russischen Flagge gegenübergestellt. Auf anderen waren Parolen zu lesen wie „Der Faschismus wird nicht durchkommen. Alle zum Referendum.“

#### Unabhängigkeitserklärung
Am 11. März 2014 wurde vom Parlament der Krim die dem Referendum vorgreifende Unabhängigkeitserklärung der Autonomen Republik Krim und der Stadt Sewastopol für den Fall eines dahingehenden Ergebnisses des Referendums verabschiedet.

#### Referendum am 16. März 2014
Am 16. März 2014 fand das Referendum zum Status der Krim statt. Es konnten die beiden folgenden Optionen gewählt werden:
1. Sind Sie für eine Wiedervereinigung der Krim mit Russland mit den Rechten eines Subjekts der Russischen Föderation?
2. Sind Sie für eine Wiederherstellung der Gültigkeit der Verfassung der Republik Krim von 1992 und für einen Status der Krim als Teil der Ukraine?

Eine Optionsmöglichkeit für das Verbleiben in der Ukraine unter Beibehaltung der bestehenden Verfassung – also für den Status quo vor Beginn der Krise – gab es nicht.

#### Maßnahmen der Ukraine nach der Abspaltung
Am 12. März 2014 beschloss das ukrainische Parlament die Gründung der ukrainischen Nationalgarde.
Zur Bekämpfung sezessionistischer Bestrebungen in anderen Landesteilen nach dem Vorbild der Krim wurden deren Anführer verhaftet und angeklagt, so etwa der aus Charkiw stammende Mychajlo Dobkin oder der „Volksgouverneur“ von Donezk, Pawlo Hubarjew. Zur Beruhigung der Lage stellte Ministerpräsident Jazenjuk eine Dezentralisierung und mehr Kompetenzen für die Regionen der Ukraine in Aussicht. Dies solle Teil der neuen ukrainischen Verfassung sein.
Am 19. März erklärte das Außenministerium der Ukraine aus Protest gegen das russische Vorgehen, die Präsidentschaft der Gemeinschaft Unabhängiger Staaten (GUS), die sie damals innehatte, mit sofortiger Wirkung ruhen zu lassen. Am selben Tag kündigte Andrij Parubij die Einführung einer Visumspflicht für russische Staatsbürger an. Am 20. März sprach sich Jazenjuk jedoch gegen die Visumspflicht aus, weil an der Beibehaltung des visumfreien Verkehrs eine große Zahl der Bürger in erster Linie im Süden und Osten des Landes, die in Russland arbeiten oder Verwandte haben, interessiert sei.
Am 14. April 2014 erging der Erlass № 405/2014 zur Aufnahme einer militärischen Anti-Terror-Operation (ATO) gegen die Aufrührer im Donbass, auf der Krim und in Sewastopol des Präsidenten der Ukraine. Der Erlass wurde von Oleksandr Turtschynow unterzeichnet, der als Rada-Vorsitzender nach der Flucht von Wiktor Janukowytsch als Präsident der Ukraine amtierte.
Am 23. Dezember 2014 beschloss das Parlament, die in der Verfassung festgeschriebene Bündnisfreiheit der Ukraine aufzuheben. Die Ukraine schaltete auf der Halbinsel Krim aus Protest über die Einverleibung der Krim durch Russland zeitweise den Strom ab; am 26. Dezember wurden auch die Zug- und Busverbindungen vom Festland unterbrochen.
Der Nord-Krim-Kanal speist sich aus dem Dnepr und leitete früher Trinkwasser auf die Krim. Nach 2014 hat die Ukraine kurz vor dem Kontrollpunkt Kalantschak einen beweglichen Sperrriegel in den Kanal gebaut und ihn an anderer Stelle mit einem Wall gestaut. Der Kanal verschilfte dort.

### Aufnahme durch Russland und Eingliederung

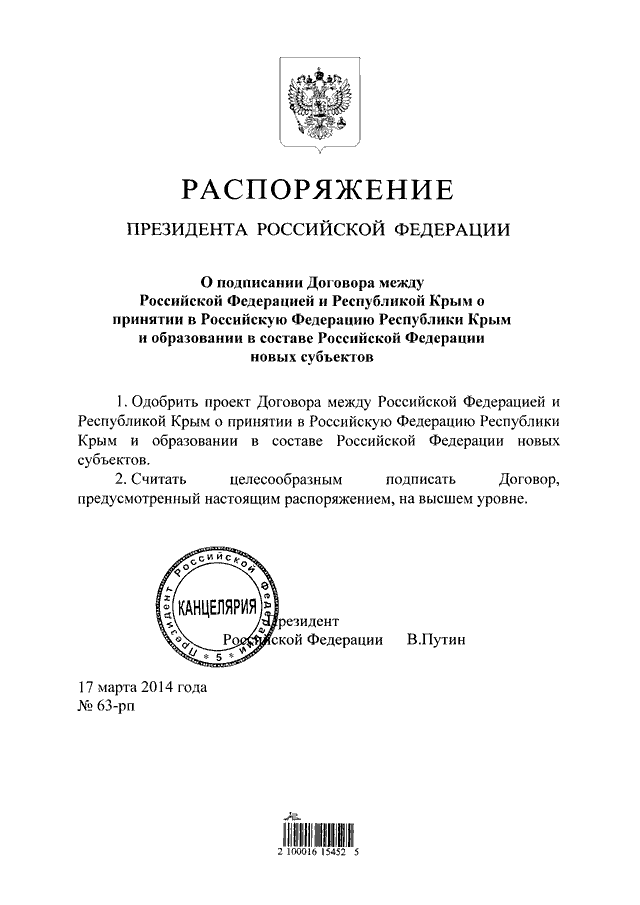
Beschluss des russischen Präsidenten über den Beitritt der Krim

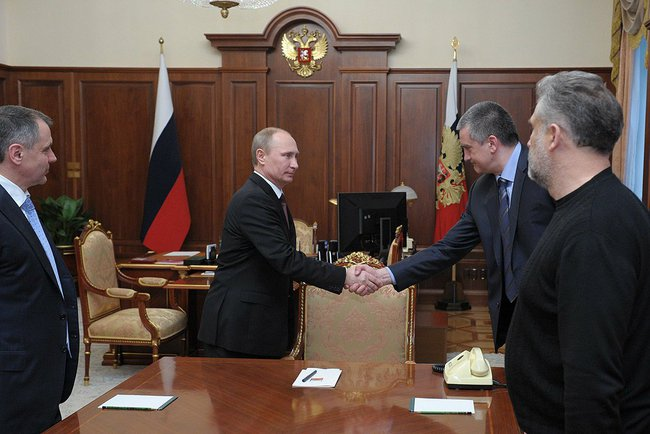
Wolodymyr Konstantynow, Wladimir Putin, Sergei Aksjonow und Alexei Tschaly

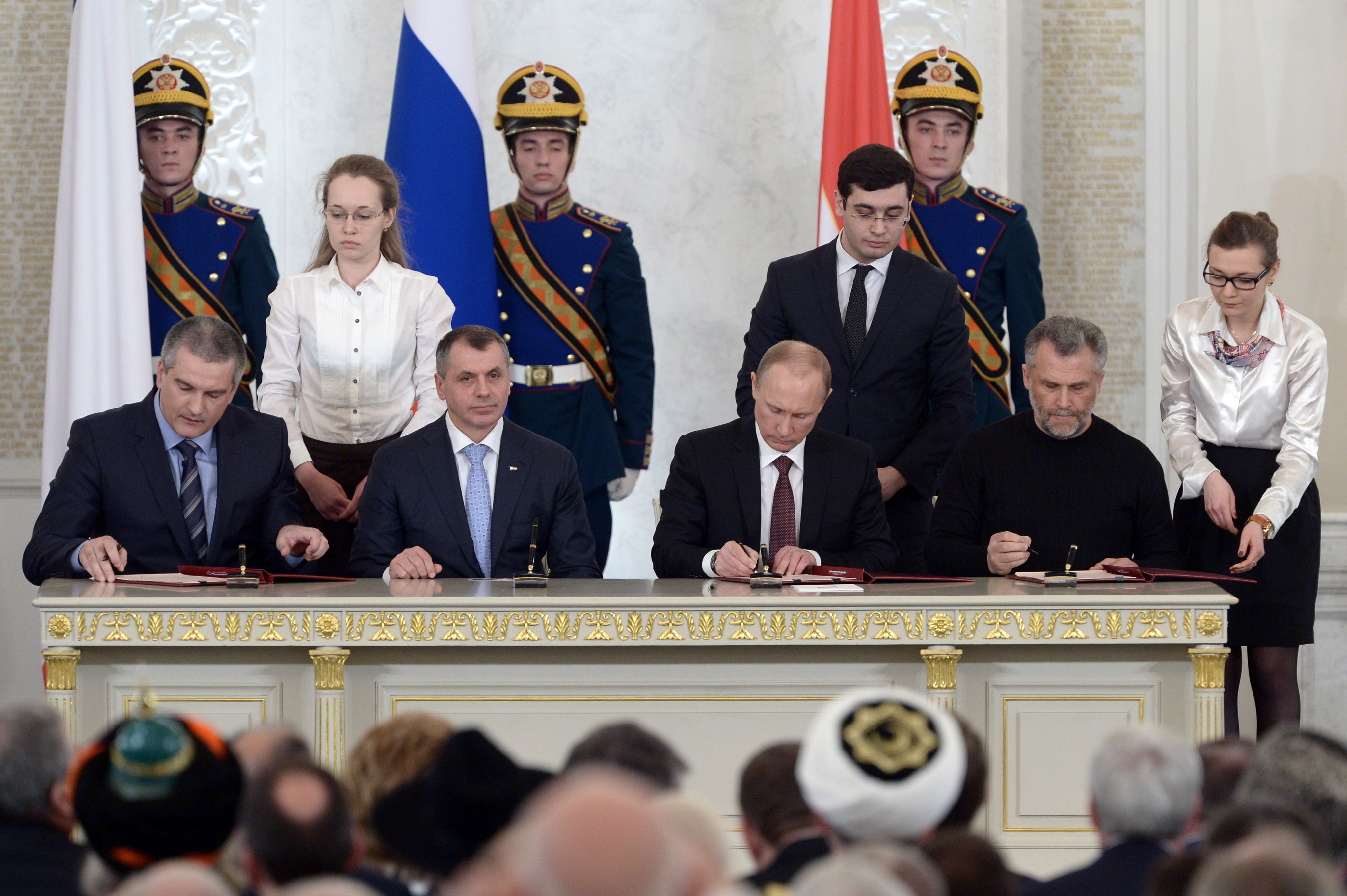
Die Unterzeichnung des Beitrittvertrags

Bereits einen Tag nach dem Referendum erklärte der Chef der Abstimmungskommission, es gäbe eine Zustimmung von 96,77 % der Wählerstimmen für einen Beitritt zu Russland. Der von Putin eingesetzte Rat für Menschenrechte stellte versehentlich eine interne Analyse auf seine Website nach der die Wahlbeteiligung bei 30 bis 50 % gelegen habe und 50 bis 60 % für den Anschluss an die Krim gestimmt hätten. Offizielle in Sewastopol verkündeten eine Wahlbeteiligung von 123 % der registrierten Wähler. Ministerpräsident Aksjonow kündigte an, dass gleich am Folgetag ein Aufnahmegesuch an den russischen Präsidenten Putin gerichtet würde. Am auf das Referendum folgenden 17. März 2014 beschloss das Regionalparlament in Simferopol folgende Maßnahmen:
- Zeitumstellung ab 30. März auf Moskauer Zeit;
- Rubel wird Zweitwährung, ukrainische Währung Hrywnja sollte am 1. Januar 2016 auslaufen (per Oktober 2017 weiter ukrainische Währung)
- Verstaatlichung der Öl- und Gaswirtschaft, beginnend mit Tschornomornaftohas.

Aksjonow teilte mit, das Schicksal der verbliebenen ukrainischen Truppen auf der Krim hänge davon ab, ob sie Russland die Treue schwören würden. Die Soldaten, die das ablehnten, müssten die Krim verlassen, man würde ihnen freies Geleit anbieten.
Der russische Präsident Wladimir Putin hielt am 18. März 2014 eine Rede zur Annexion der Krim. Noch am selben Tag unterzeichnete er zusammen mit dem Ministerpräsidenten der Republik Krim Sergei Aksjonow, dem Parlamentsvorsitzenden Wolodymyr Konstantynow sowie dem Vorsitzenden des Koordinationsrates zur Organisation der Stadtverwaltung von Sewastopol, Alexei Tschaly, einen Beitrittsvertrag der Krim zu Russland und kündigte an, es werde zwei neue Föderationssubjekte geben. Das Presseamt der russischen Regierung teilte hierzu mit, die Krim sei „ab dem heutigen Tag Bestandteil der Russischen Föderation“. In einem Fernsehinterview erklärte der russische Staatschef Putin, einer der Gründe für die Angliederung der Krim sei der Ausbau der militärischen Infrastruktur an den Grenzen Russlands im Zuge der NATO-Osterweiterung. Russland sei vom Schwarzen Meer abgedrängt worden.
Putin behauptete zur Rechtfertigung der Intervention, er habe „Erklärungen aus Kiew über einen baldigen NATO-Beitritt der Ukraine gehört“. Dabei ließ er aus, dass diese öffentlichen Erklärungen ukrainischer Politiker erst abgegeben worden waren, nachdem russische Truppen auf der Krim erschienen waren. Tatsächlich hatte die Ukraine unter der Janukowytsch-Regierung 2010 ein Gesetz verabschiedet, das dem Land die Teilnahme an einem Militärblock untersagte. Während des NATO-Gipfels in Bukarest im April 2008 wurde der Ukraine nach einer Intervention von Deutschland, Frankreich und Großbritannien ein „Aktionsplan für die Mitgliedschaft“ (englisch Membership Action Plan, MAP) verwehrt. Die deutsche Kanzlerin Angela Merkel lehnte Schritte in diese Richtung ab und US-Präsident Barack Obama unternahm im Gegensatz zu seinem Amtsvorgänger keine Maßnahmen in Richtung NATO-Beitritt der Ukraine. NATO-Generalsekretär Anders Rasmussen erklärte im Oktober 2013, dass die Ukraine 2014 definitiv nicht der NATO beitreten werde. Von 2009 bis 2014 spielte nach Angaben von Michael McFaul eine Erweiterung der NATO in Besprechungen zwischen Obama und Medwedew oder Putin keine Rolle. In einer Rede am 18. März 2014 versuchte Interims-Ministerpräsident Arsenij Jazenjuk sowohl Russland als auch den Ukrainern im Südosten zu versichern, dass eine NATO-Bewerbung der Ukraine „nicht auf der Tagesordnung“ stehe.
Der russische Staatskonzern Gazprom beantragte ebenfalls am 18. März die Förderkonzession für Öl- und Gasvorkommen vor der Küste der Krim, die sich nach Auffassung der Krimregierung nach dem Referendum nicht mehr in ukrainischem Besitz befinden.
Das russische Verfassungsgericht stellte am 19. März die Übereinstimmung des Abkommens mit der russischen Verfassung fest. Am 20. März stimmte die Duma mit 433 Ja- und einer Neinstimme für die Aufnahme der Krim und der Stadt Sewastopol in die Russische Föderation. Die Gegenstimme kam von Ilja Ponomarjow, der bekannt gab, gegen den Krieg opponiert zu haben. Am Tag darauf hatte auch der Föderationsrat den Vertrag gebilligt. Damit wurden die Republik Krim und die Stadt Sewastopol innerhalb der föderalen Gliederung Russlands zu zwei neuen Föderationssubjekten, die beide Teil des ebenfalls neu gegründeten Föderationskreises Krim sind.
Das russische Außenministerium gab am 31. März bekannt, dass Ausländer für einen Besuch der Krim künftig ein russisches Visum benötigen. Das ukrainische Außenministerium sagte am Tag darauf, nur diplomatische Vertretungen der Ukraine könnten Visa für die Krim ausstellen. Wer diese Bestimmungen nicht einhalte, dem drohten Sanktionen wegen „Unterstützung der zeitweiligen Besetzung ukrainischen Territoriums“.
Die Grenze der Krim wurde schon vor dem Referendum vermint. Am 18. März 2014 wurde nach Angaben des Sprechers des ukrainischen Verteidigungsministeriums der ukrainische Praporschtschik (ein höherer Unteroffizier) S. W. Kakurin durch einen Schuss tödlich verletzt. Prorussische Einheiten hätten den Stützpunkt, auf dem sich der Vorfall ereignete, besetzt. Interims-Ministerpräsident Arsenij Jazenjuk genehmigte daraufhin den Schusswaffeneinsatz für ukrainische Streitkräfte auf der Krim, sollten sie angegriffen werden. Eine Polizeisprecherin auf der Krim gab an, dass auch ein Mitglied der „Selbstverteidigungskräfte“ (prorussische Miliz) getötet wurde. Der Milizionär sei wie der ukrainische Soldat durch einen bisher nicht identifizierten Heckenschützen getötet worden.
Unmittelbar nach der Machtübernahme strich Viktor Iwanow, Chef der russischen Drogenkontrollbehörde, den Abhängigen auf der Krim das dortige Methadonprogramm für 800 Drogenkonsumenten, das die Ukraine aufgebaut hatte. Durch die Änderung auf die russische Drogen- und Gesundheitspolitik verschlimmert sich die HIV-Epidemie auch wieder auf der Krim.
Der russische Ministerpräsident Dmitri Medwedew kündigte am 31. März 2014 an, auf der Krim eine Sonderwirtschaftszone zu errichten. Gehälter und Renten sollen angehoben, das Bildungs- und Gesundheitswesen sowie die örtliche Infrastruktur verbessert werden. In der Regierung der Russischen Föderation wurde am gleichen Tag der Posten eines Ministers für Krim-Angelegenheiten neu geschaffen und mit Oleg Saweljew besetzt. Am 2. April 2014 wurde die Halbinsel Krim in den Militärbezirk Süd eingegliedert. Nach einer Übergangszeit bis zum 1. Januar 2015 sollten die Kreditinstitute auf der Krim der Aufsicht der Russischen Zentralbank unterstellt werden. Deren stellvertretender Vorsitzender Alexei Simanowski sagte, man werde solche Banken, die ihre Verpflichtungen gegenüber Kunden nicht erfüllten, zeitweise schließen. Knapp einen Monat nach dem Beitritt gab die Krim sich eine neue Verfassung, nach der sie als „unabänderlicher Teil der Russischen Föderation“ bezeichnet wird. Amtssprachen sind Russisch, Ukrainisch und Krimtatarisch.
Der Erste Stellvertretende Ministerpräsident der Krim Rustam Temirgalijew verkündete, die Landnahme durch Krimtataren, die nach dem Ende der Sowjetunion erfolgt war, teilweise rückgängig machen zu wollen. Die Tataren müssten das Land verlassen, da es für nicht näher definierte soziale Zwecke benötigt werde. Man sei jedoch bereit, einen anderen Teil des tatarischen Grundbesitzes zu legalisieren. Am 3. Mai stürmten 5000 Krimtataren die Grenze zwischen dem ukrainischen Festland und der Krim-Halbinsel, obwohl Spezialkräfte versuchten, die Grenze abzusichern. Sie wollten damit ihrem Anführer Mustafa Abduldschemil Dschemilew die Einreise auf die Krim ermöglichen, die ihm von Russland untersagt worden war. Die russischen Strafverfolgungsbehörden führten Strafprozesse gegen mehrere Dutzend Krimtataren, die die ihnen zwangsweise verliehene russische Staatsbürgerschaft nicht akzeptieren wollten. Inhaftiert wurden wegen angeblichen Terrorismus auch Teilnehmer von Protestaktionen der Krimtataren.
Am 1. Juni 2014 wurde der russische Rubel zur einzigen offiziellen Währung auf der Krim, die ukrainische Hrywnja erhielt den Status einer ausländischen Währung.

### Konfrontation 2018 um die Meerenge von Kertsch
Seit der Besetzung der Krim behindert Russland den ukrainischen und internationalen Schiffsverkehr im Asowschen Meer (vgl. Abschnitt „Schiffsverkehr“). Schiffe können das Asowsche Meer nur über die Meerenge von Kertsch befahren, die das Gewässer mit dem Schwarzen Meer verbindet. Gemäß dem 2003 von den Präsidenten Putin und Kutschma abgeschlossenen Vertrag zur gemeinsamen Nutzung des Asowschen Meeres dürfen Handels- wie Kriegsschiffe beider Länder die Meerenge frei benutzen. Am 25. November 2018 beschoss die russische Küstenwache, die dem Inlandsgeheimdienst FSB unterstehen, einen Schlepper und zwei Patrouillenboote vom Typ Hjursa der ukrainischen Marine, die auf dem Weg von der ukrainischen Hafenstadt Odessa am Schwarzen Meer nach Mariupol am Asowschen Meer waren. In den Monaten zuvor hatte es zunehmend Fälle von durch Russland aufgebrachten Frachtschiffen gegeben und die Ukraine hatte infolgedessen begonnen, zur Gewährleistung des sicheren Handelsverkehrs im Asowschen Meer dort eine Marinebasis aufzubauen. Am 25. November sollten daher planmäßig, und laut ukrainischen Angaben angekündigt, ein Schlepper und zwei Patrouillenboote von Odessa nach Mariupol verlegt werden.
Um Mariupol anzulaufen, mussten die drei Schiffe die Meerenge von Kertsch durchqueren. Zuerst rammte ein russisches Schiff den ukrainischen Schlepper, später wurden die ukrainischen Schiffe im Schwarzen Meer beschossen. Anschließend stürmten russische Spezialeinheiten die Schiffe, beschlagnahmten sie und nahmen 23 oder 24 ukrainische Matrosen fest. Nach ukrainischen Angaben wurden sechs Matrosen verletzt, der FSB sprach von drei Verwundeten. Am folgenden Tag bestätigte der FSB, dass ukrainische Schiffe im Schwarzen Meer mit Waffengewalt gestoppt und geentert wurden. Russland sperrte die Meerenge von Kertsch, indem es einen Tanker direkt unter der Krim-Brücke positionierte und so die Durchfahrt für ukrainische Schiffe blockierte. Russland setzte darüber hinaus Militärschiffe und -hubschrauber sowie Kampfflugzeuge ein, um ukrainische Schiffe an der Durchfahrt zu hindern.
2003 hatten Russland und die Ukraine einen Vertrag über die gemeinsame Nutzung des Asowschen Meeres unterzeichnet, der das Meer als inneres Gewässer beider Staaten definiert. Er garantiert den Schiffen beider Länder die freie Durchfahrt. Darüber hinaus dürfen nach den Regeln des internationalen Seerechtsübereinkommens von 1982, dem sowohl Russland als auch die Ukraine beigetreten sind, Schiffe die Meerenge von Kertsch frei passieren – auch ohne die Zustimmung der Anliegerstaaten. Seit der Annexion der Krim sieht Russland die Meerenge zwischen dem Asowschen und Schwarzen Meer jedoch als sein alleiniges Hoheitsgebiet und warf der Ukraine vor, die territorialen Gewässer Russlands verletzt zu haben. Da es sich um die Küste der Krim handelt, beansprucht die Ukraine diese als eigene. Das Schwarze Meer, in dem die Schiffe beschossen wurden, ist für die Schifffahrt frei. Noch im September hatte eine angemeldete Verlegung ukrainischer Schiffe durch die Meerenge nach Artikel 18 und 19 der UNO-Seerechtskonvention funktioniert. In einer von Kiew und Moskau initiierten Dringlichkeitssitzung des UNO-Sicherheitsrates am 26. November wurde Russlands Sichtweise, die Ukraine habe durch die Verlegung ukrainischer Schiffe in ukrainische Häfen russische Grenzen verletzt, mehrheitlich abgelehnt.
Aufgrund des Zwischenfalls und wegen angeblicher geheimdienstlicher Informationen, dass Russland einen großen Landangriff vorbereite, beantragte der ukrainische Präsident Petro Poroschenko beim Parlament die Verhängung des Kriegsrechts für 30 Tage, beginnend am 28. November um 9 Uhr Ortszeit in den zehn Regionen mit Grenze zu Russland und Transnistrien, das unter russischer Kontrolle steht. Das Parlament stimmte dem Antrag zu. Die Vereinigten Staaten, die drei baltischen Staaten, Schweden, Tschechien, Rumänien, die Türkei, die Europäische Union, Großbritannien, Frankreich, Polen, Dänemark und Kanada verurteilten das russische Vorgehen. Russland folgte Aufrufen anderer Länder nicht, die festgehaltenen ukrainischen Matrosen und Schiffe freizugeben, und stellte sich auf den Standpunkt, die gefangenen Seeleute wären nicht Kriegsgefangene, sondern Kriminelle. Deutschland rief Russland und die Ukraine zur Mäßigung auf und kritisierte die Vorführung ukrainischer Gefangener im russischen Fernsehen. Die österreichische Außenministerin Karin Kneissl äußerte: „Wir verfolgen die russische Militäraktion in der Straße von Kertsch mit großer Besorgnis“.
Am 30. November gab der Chef des ukrainischen Grenzdienstes, Petro Tsygykal, bekannt, männlichen russischen Staatsbürgern im Alter zwischen 16 und 60 Jahren sei die Einreise verboten. Der ukrainische Präsident Poroschenko erklärte, die verweigerte Einreise ziele darauf ab, Russen daran zu hindern, „private Armeen“ zu bilden, die auf ukrainischem Boden kämpfen.

### Bekräftigung der Ansprüche durch die Ukraine
Die politischen Anstrengungen der ukrainischen Regierung zur Wiedereingliederung der Autonomen Republik Krim und Sewastopols in den ukrainischen Staatsverband widerspiegelten sich in der ‘Militärstrategie der Ukraine’ der Jahre 2015 und 2020. Im Februar 2021 ist die „Strategie der militärischen Sicherheit der Ukraine“ (`Militärstrategie’ 2021) in Kraft. Am 24. März 2021 von Präsident Selenskyj durch den Erlass № 117/2021 der Beschluss des Rates für Nationale Sicherheit und Verteidigung der Ukraine vom 11. März 2021 sowie die „Strategie zur Beendigung des Besatzungsregimes und der Wiedereingliederung des vorübergehend besetzten Territoriums der Autonomen Republik Krim und der Stadt Sewastopol“ bestätigt und deren Umsetzung angeordnet. Nach dem Überfall Russlands auf die Ukraine vom Februar 2022 bekräftigte Selenskyj mehrfach, dass eines der Kriegsziele der Ukraine die Rückholung der Krim sei; dies wurde insbesondere nochmals hervorgehoben, als am 9. August 2022 mehrfache Explosionen schwere Schäden auf einem russischen Militärflugfeld bei Saky verursachten, und somit erstmals Kriegsziele auf der Krim angegriffen worden waren, obgleich die Ukraine sich nicht offiziell zu den Schlag bekannte und Russland von einem Unfall sprach.

## Internationale Reaktionen
Alle Vertreter der G8-Staaten (außer Russland) sowie die Präsidenten des Europarates und der EU-Kommission erklärten am 12. März 2014, das geplante Referendum der Krim nicht anerkennen zu wollen. Eine russische Annexion der Krim würde die Charta der Vereinten Nationen sowie Russlands Verpflichtungen aus der Helsinki-Schlussakte von 1975, aus dem Freundschaftsvertrag und dem Flottenstationierungsvertrag mit der Ukraine von 1997 und aus dem Budapester Memorandum von 1994 verletzen.
In Resolution 68/262 der UN-Generalversammlung wurde am 27. März 2014 die territoriale Integrität der Ukraine und die Ungültigkeit des von Russland initiierten Referendums festgehalten und die friedliche Beilegung des Konflikts gefordert.

### OSZE
Der Vorsitzende der Organisation für Sicherheit und Zusammenarbeit in Europa, Didier Burkhalter, kündigte die Entsendung des Beauftragten Tim Guldimann auf die Krim an. Ein einwöchiger Besuch unbewaffneter Militärbeobachter begann am 5. März 2014 in Odessa. Am 8. März 2014 wurden zivile und militärische Beobachter der OSZE von prorussischen bewaffneten Einheiten an einem Kontrollposten bei Armjansk daran gehindert, die Krim zu betreten. Nach OSZE-Angaben schossen die bewaffneten Männer in die Luft, es sei niemand verletzt worden. Prorussische Bewaffnete hatten den Beobachtern auch am 6. und 7. März an anderen Kontrollposten den Zugang zur Krim verwehrt. Die Aufgabe der OSZE-Beobachter war es, die militärischen Aktivitäten Russlands in der Ukraine zu beobachten. Die Mission wurde auf Bitte der Ukraine zunächst bis zum 16. März, dann bis zum 20. März verlängert.

### Europarat
Der Generalsekretär des Europarates, Thorbjørn Jagland, sagte am 11. März, dass er keine Beweise für eine Gefährdung der russischsprachigen Bevölkerung der Krim sehe.
Das Ministerkomitee des Europarates unterstrich am 14. März die Wichtigkeit, eine politische Lösung der Krise anzustreben.
Die für verfassungsrechtliche Fragen zuständige „Venedig-Kommission“ des Europarats befand das Referendum auf der Krim für illegal: Weder ließen die Verfassung der Ukraine noch die Verfassung der Region Krim eine Volksabstimmung über eine Sezession zu. Die Umstände der Abstimmung widersprachen demokratischen Standards.
Am 10. April 2014 entzog die Parlamentarische Versammlung des Europarates den 18 Vertretern der Russischen Föderation bis zum 26. Januar 2015 das Stimmrecht. Ferner darf Russland während dieses Zeitraums nicht an Beobachtungsmissionen teilnehmen und ist aus dem Bureau of the Assembly, dem Presidential Committee und dem Standing Committee ausgeschlossen. Nach einer dreistündigen Debatte wurde die Resolution mit 145 Stimmen bei 21 Gegenstimmen und 22 Enthaltungen angenommen. Das Verhalten Russlands wurde als eindeutiger Verstoß gegen das Budapester Memorandum bezeichnet. Durch die Missachtung der Souveränität und territorialen Integrität der Ukraine habe Russland die Stabilität und den Frieden in Europa gefährdet. Die russischen Delegierten unter Führung von Alexej Puschkow verließen den Sitzungssaal und boykottierten die Debatte.

### Europäische Union
Die Europäische Union ist mit der Ukraine über die Östliche Partnerschaft verbunden. Am 13. März 2014 verurteilte das Europäische Parlament in einer nicht legislativen Entschließung die Invasion der Krim. Es forderte den unverzüglichen Rückzug derjenigen russischen Streitkräfte, die rechtswidrig auf dem Gebiet der Ukraine stationiert sind. Die russischen Vorwürfe seien unbegründet. Die Abgeordneten forderten die ukrainische Regierung auf, die Rechte von Angehörigen nationaler Minderheiten, einschließlich der Rechte der russischsprachigen Ukrainer, uneingeschränkt zu schützen. Sie verlangten die Einführung einer neuen weitreichenden Sprachenregelung, durch die alle Minderheitensprachen gefördert werden. Die zwischen dem Europäischen Parlament und der russischen Staatsduma sowie dem Föderationsrat bestehende Zusammenarbeit könne nicht wie bisher fortgeführt werden.
Am 21. März kam es in Brüssel zur Unterzeichnung des politischen Teils des mit der Ukraine ausgehandelten Assoziierungsabkommens. Der wirtschaftliche Teil wurde nicht gebilligt. Grund sind Bedenken, dass Russland als Reaktion darauf den zollfreien Import aus der Ostukraine stoppen könnte, wodurch sich die Krise in der Ukraine verschärfen würde.

### NATO
In Brüssel kam am 2. März 2014 der Nordatlantikrat in einer außerordentlichen Sitzung zusammen, um über die Lage in der Ukraine zu beraten. NATO-Generalsekretär Anders Fogh Rasmussen beschuldigte Russland eines Bruchs des Völkerrechts. Russland müsse deeskalieren und seine Streitkräfte zurück in ihre Basen rufen. Die Ukraine ist wie Russland ein Partnerland der NATO. Rasmussen forderte ein baldiges Treffen des NATO-Russland-Rates sowie die Einleitung eines politischen Dialogs unter der Schirmherrschaft der UNO oder der OSZE.
Es wurde entschieden, AWACS-Flugzeuge über Polen und Rumänien einzusetzen, um den Luftraum im Krisengebiet überwachen zu können.

### Vereinigte Staaten

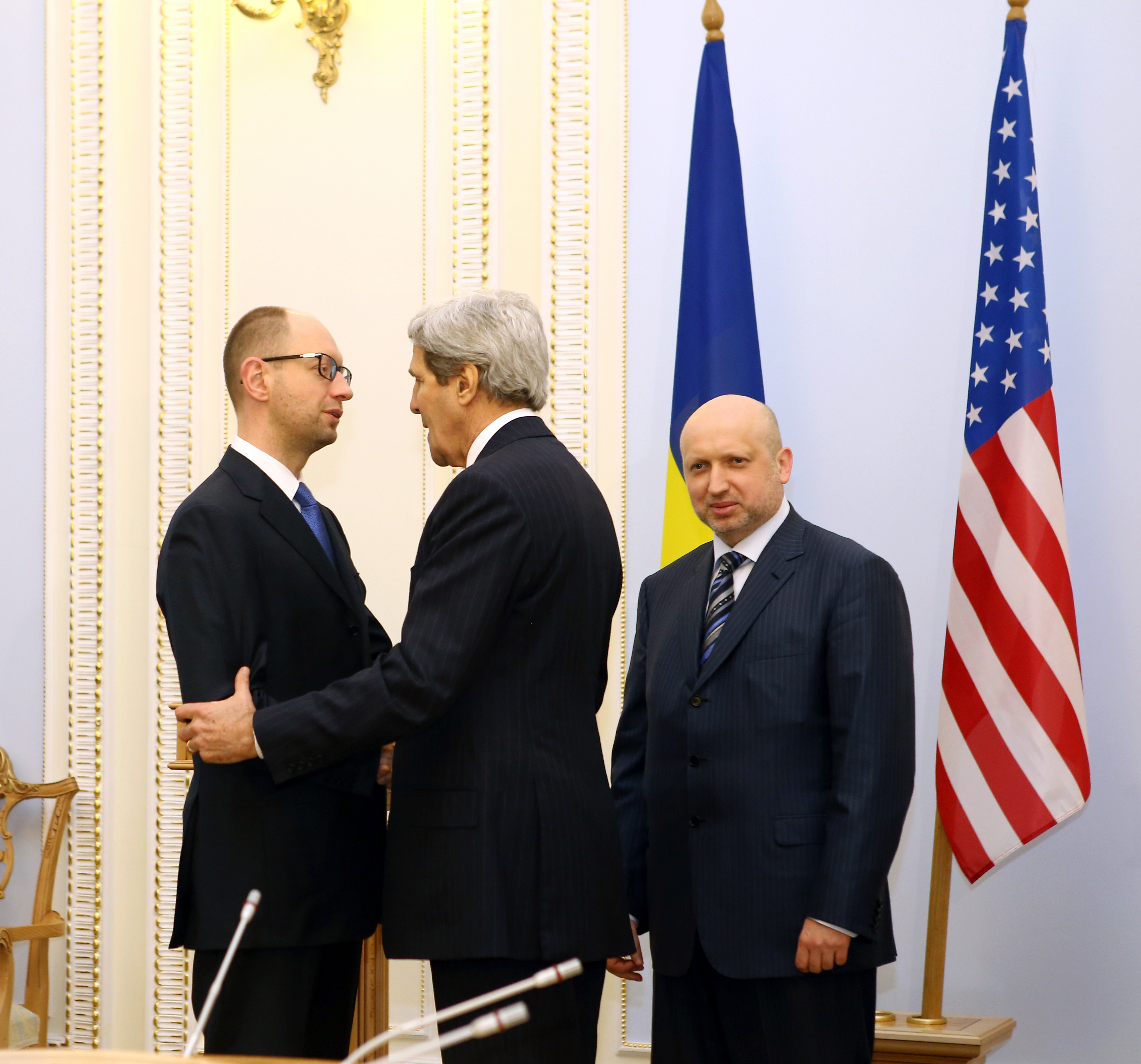
US-Außenminister Kerry mit dem ukrainischen Ministerpräsidenten Jazenjuk (links) und Parlamentspräsident und Übergangspräsident in Personalunion Turtschynow (rechts) in Kiew

Der US-amerikanische Präsident Barack Obama zeigte sich „zutiefst besorgt“ über das russische Vorgehen. Jede Verletzung der Souveränität und der territorialen Integrität der Ukraine werde einen Preis haben, erklärte Obama. US-Außenminister John Kerry drohte mit einer Absage des für Juni 2014 geplanten G8-Gipfels in Sotschi. Russland könne seine Mitgliedschaft in der Gruppe der Acht verlieren. Des Weiteren stellte er fest, dass Russland seine Verpflichtungen aus dem trilateralen Budapester Memorandum nicht eingehalten habe. Darin hatten Russland, Großbritannien und die USA Zusicherungen für die territoriale Integrität der Ukraine gegeben, die im Gegenzug alle atomaren Waffen aus ehemals sowjetischen Beständen nach Russland auslieferte. Daher wurde für den 5. März 2014 ein Treffen der Außenminister nach Art. 6 des Memorandums in Paris anberaumt. Russland lehnte die Teilnahme ab. Die USA, Großbritannien und die Ukraine trafen sich und kamen überein, dass direkte Gespräche erforderlich seien und internationale Beobachter in der Ostukraine und auf der Krim stationiert werden sollten.
Der Zerstörer Truxtun wurde ins Schwarze Meer verlegt und die militärische Zusammenarbeit mit Russland wurde suspendiert.
Am 24. März 2014 schlossen die übrigen Mitglieder Russland aus der G8 aus und wurden so wieder zur G7.

### Vereinigtes Königreich

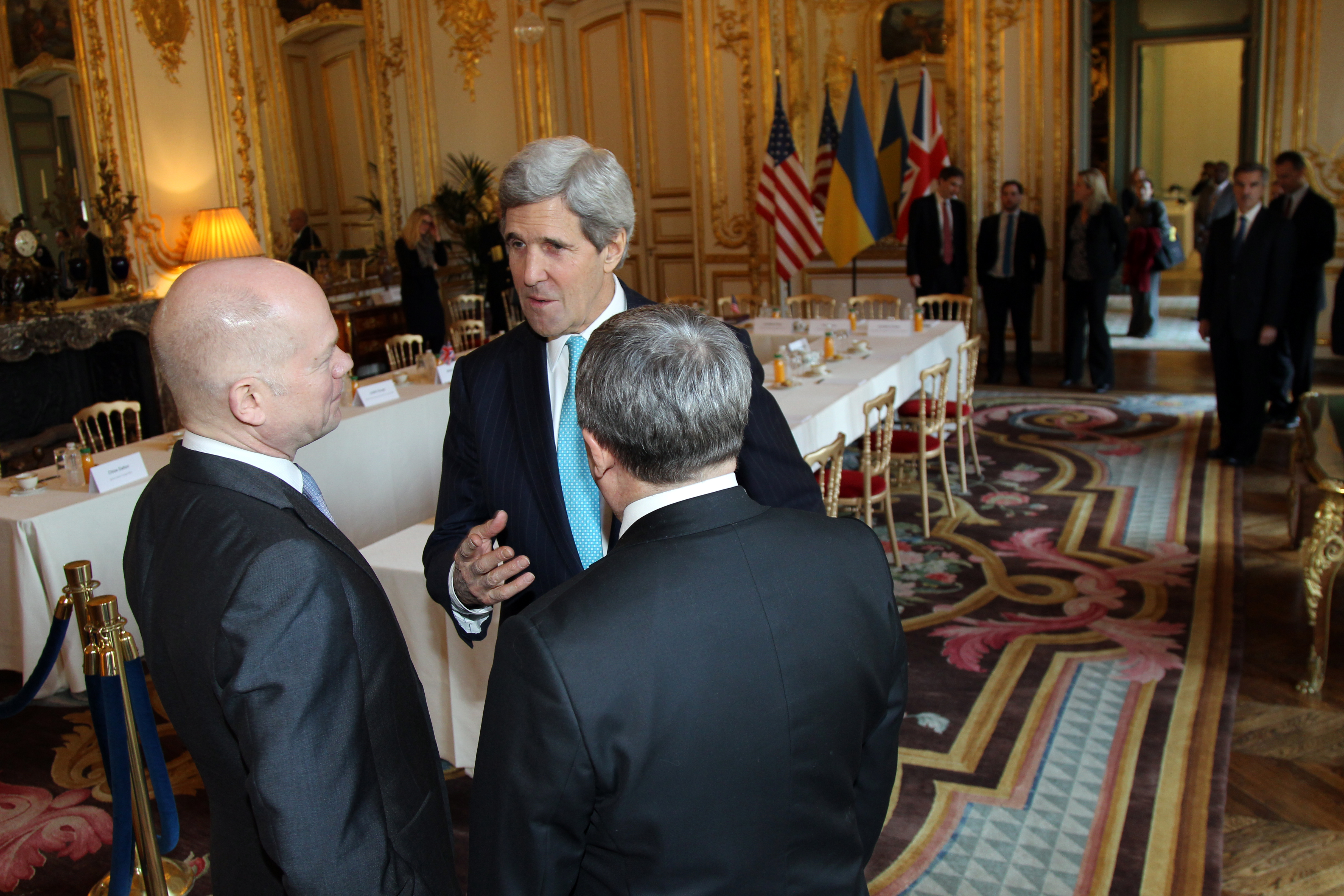
Außenminister Hague und Kerry treffen den ukrainischen Außenminister Deschtschyzja in Paris.

Der Außenminister William Hague warnte vor einer Teilung der Ukraine. Am 3. März stellte er zudem fest, dass die Krim bereits unter völliger Kontrolle Russlands sei. Er sehe die aktuelle Situation als „die größte Krise des 21. Jahrhunderts“. Trotzdem erwarte er eine starke Reaktion der internationalen Staatengemeinschaft. Die Grundlagen für die Zusammenarbeit im G8-Gremium seien geschädigt worden.
Premierminister David Cameron teilte mit, Russland habe die Souveränität und staatliche Einheit der Ukraine verletzt. Daher werde er wie auch Prince Edward, Earl of Wessex, der Schirmherr des britischen Behindertensportverbands, nicht zu den Winter-Paralympics 2014 in Sotschi reisen.
Nach einem Regierungsdokument, das auf offener Straße fotografiert worden war, möchte die britische Regierung Wirtschaftssanktionen gegen Russland vermeiden, die russischen Handel am Finanzplatz London gefährden. Zudem soll in allen Gremien von der Möglichkeit militärischer Vorbereitungen abgeraten werden. Europa solle zudem nach alternativen Gas- und Ölliefermöglichkeiten für die Ukraine suchen, falls Russland sie abschneide.

### Deutschland
Der deutsche Außenminister Frank-Walter Steinmeier sah Anfang März 2014 den Vorschlag von Kerry, Russland zur Not aus der G8 auszuschließen, skeptisch: Man sollte zur Deeskalation in der Ukraine beitragen und nicht jede mögliche Verschärfung herbeireden, die im Zweifel nicht helfen werde. Eine Woche später kündigte er die nächste Stufe der EU-Sanktionen an, wenn sich Russland in Gesprächen nicht bewege.
Am 28. Februar telefonierte Bundeskanzlerin Angela Merkel mit Putin, der ihr versicherte, dass keine regulären russischen Soldaten auf der Krim im Einsatz seien. Am 2. März warf sie ihm in einem weiteren Telefonat vor, mit der „unakzeptablen russischen Intervention auf der Krim gegen das Völkerrecht verstoßen zu haben“. Außerdem habe Russland gegen den Vertrag über die Schwarzmeerflotte von 1997 verstoßen. Putin teilte diese Sichtweise nicht, akzeptierte jedoch Merkels Vorschlag bezüglich der umgehenden Einrichtung einer Fact Finding Mission sowie einer Kontaktgruppe, um einen politischen Dialog zu beginnen. Merkel warf Russland in einer Regierungserklärung am 13. März 2014 vor, sich nicht als „Partner für Stabilität“ erwiesen zu haben, sondern die Schwäche des Nachbarlandes Ukraine ausgenutzt zu haben. Dem „Recht des Stärkeren“ stünde die „Stärke des Rechts“ gegenüber. Russland habe einen „eindeutigen Bruch grundlegender völkerrechtlicher Prinzipien“ begangen. Sollte es nicht sehr bald „auf den Weg des Rechts und der Zusammenarbeit“ zurückkehren, werde dies Russland politisch und wirtschaftlich massiv schaden.
Die von der EU im März 2014 verhängten Sanktionen gegen Russland wurden von drei der vier im 18. Deutschen Bundestag vertretenen Fraktionen befürwortet. Die Ausnahme bildete die Partei Die Linke.
Der freundschaftlich mit Putin verbundene frühere Bundeskanzler Gerhard Schröder verurteilte erstmals im Januar 2021 das russische Vorgehen als „Bruch des Völkerrechts“. Er lehne Sanktionen ab, weil er „nicht sehe, was sie erreichen können.“ Es werde keinen russischen Präsidenten geben, „der die Krim wieder rausrückt“.

### Schweiz
Die Schweiz schloss sich den Wirtschaftssanktionen der EU gegen Russland nicht an. Umgehungsgeschäfte via Schweiz sollten aber vermieden werden. Außerdem beschloss sie einen Bewilligungsstopp für Ausfuhren von Kriegsmaterial sowie für gewisse Dual-Use-Güter nach Russland und in die Ukraine, Meldepflichten betreffend Russland für Güter und Dienstleistungen im Zusammenhang mit der Erdölförderung sowie für Finanzdienstleister, dazu ein Verbot neuer Geschäftsbeziehungen für den Finanzsektor. Eine geplante Wirtschaftsmission wurde 2014 abgesagt. Nachdem selbst die boykottierenden EU-Staaten solche Missionen durchgeführt hatten, reiste der Wirtschaftsminister 2017 erstmals wieder nach Russland.

### Volksrepublik China
Am 4. März 2014 betonte der Sprecher des chinesischen Außenministeriums: „China hält sich immer an den Grundsatz der Nichteinmischung in die inneren Angelegenheiten anderer Länder und respektiert die Unabhängigkeit, Souveränität und territoriale Integrität der Ukraine“, berücksichtige aber gleichzeitig „die historischen und gegenwärtigen Faktoren der Ukraine-Frage“.
Eine Woche vor dem geplanten Krim-Referendum rief der Außenminister der Volksrepublik China, Wang Yi, alle Seiten zur Mäßigung im Ukraine-Konflikt auf: „Es ist bedauerlich, dass es zu der heutigen Situation in der Ukraine gekommen ist, doch ist es kein Zufall, dass dieser Punkt erreicht wurde“, sagte er bei einer Pressekonferenz in Peking. Die Krise sei kompliziert, Vorrang aber habe jetzt, dass „Gelassenheit und Zurückhaltung geübt und verhindert wird, dass die Situation weiter eskaliert.“ Sanktionen der USA und der EU gegen Russland lehnte er grundsätzlich ab. Wang beschrieb die Beziehungen zwischen China und Russland als in der besten Phase ihrer Geschichte. Chinas Staatspräsident Xi Jinping und Russlands Präsident Wladimir Putin hätten eine tiefe Freundschaft entwickelt.
Am 10. März rief Xi in einem Telefonat mit US-Präsident Barack Obama alle Seiten zu Ruhe und Zurückhaltung auf, um eine Eskalation zu vermeiden. Xi wies auf die komplexe Lage in der Ukraine hin und mahnte, die Differenzen durch politische und diplomatische Mittel zu lösen.
Internationale Beobachter sehen die VR China in einem gewissen Dilemma. Zum einen sei man an guten Beziehungen zum Nachbarn Russland interessiert, andererseits fürchte China auch separatistische Bewegungen im eigenen Land (Tibet, Xinjiang) und wolle daher diese auf internationalem Parkett nicht unterstützen. China habe eine unabhängige diplomatische Politik der Nichteinmischung in die internen Angelegenheiten anderer Länder, die nicht durch einen einzelnen Zwischenfall verändert werden könne.

## Reaktionen der Vereinten Nationen

### Vermittlungsbemühungen des UNO-Sicherheitsrats
Der Weltsicherheitsrat befasste sich am 28. Februar, 1., 3., 10., 13., 15. und 19. März 2014 mit dem Konflikt.
Am 15. März 2014 legte Russland sein Veto gegen eine Resolution des Sicherheitsrates ein, die das Unabhängigkeitsreferendum der Krim am 16. März als ungültig bezeichnen sollte. Die UNO-Vetomacht China enthielt sich der Stimme, die übrigen Mitglieder des Rates stimmten dafür. Dass China sich nicht an der Seite Russlands gegen die Resolution gestellt hatte, führten westliche Diplomaten auf den Verstoß des Referendums auf der Krim gegen die von China im Sicherheitsrat vertretenen Grundprinzipien der territorialen Integrität und der Nichteinmischung zurück. Der Vertreter der Vetomacht Frankreich, Gérard Araud, bezeichnete dagegen das Veto als russische Niederlage.

### Resolutionen der Generalversammlung der Vereinten Nationen

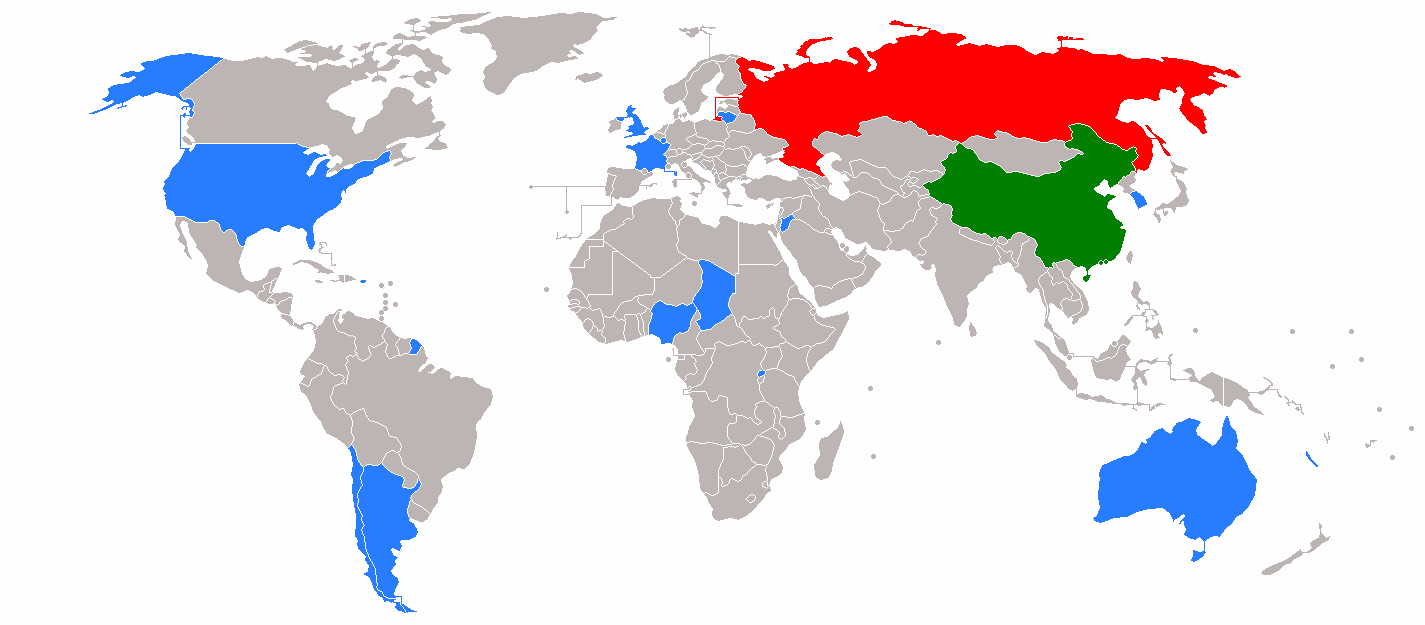
Abstimmung im UNO-Sicherheitsrat am 15. März 2014 über das geplante Referendum auf der Krim:
Verurteilung des Referendums
Enthaltung
Veto

Resolution der Generalversammlung der Vereinten Nationen zur territorialen Integrität der Ukraine:
Dafür
Dagegen
Enthaltung
Abwesenheit
Nicht-Mitglieder

Am 27. März 2014 nahm die Generalversammlung der Vereinten Nationen auf Antrag von Kanada, Costa Rica, Deutschland, Litauen, Polen und der Ukraine eine Resolution an, in der das Referendum vom 16. März für ungültig erklärt wurde. Sie bestätigte die Einheit der Ukraine und forderte alle Staaten, internationalen Organisationen und Sonderorganisationen auf, keine Änderung des Status der Autonomen Republik Krim und der Stadt Sewastopol anzuerkennen und alle Handlungen oder Geschäfte zu unterlassen, die als Anerkennung eines solchen geänderten Status ausgelegt werden könnten. Die Resolution bezieht sich dabei ausdrücklich auf den Vorrang des in der UN-Charta festgeschriebenen Grundsatzes der territorialen Unversehrtheit aller Mitgliedsstaaten, das Budapester Memorandum vom 5. Dezember 1994 und den ukrainisch-russischen Freundschaftsvertrag vom Mai 1997. Resolutionen der UN-Generalversammlung sind allerdings generell nicht bindend.
169 von 194 Mitgliedstaaten der Vereinten Nationen nahmen an der Abstimmung teil, 100 stimmten für die Resolution. Dabei enthielten sich 58 Staaten aus Afrika und Asien, einschließlich Indien und China, der Stimme. Gegen die Resolution stimmten elf Staaten: neben Russland auch Armenien, Bolivien, Kuba, Nicaragua, Nordkorea, Simbabwe, Sudan, Syrien, Venezuela und Belarus.
Am 7. Dezember 2020 forderte die UN-Generalversammlung die Russische Föderation als Okkupationsmacht in einer weiteren Resolution auf, sofort und bedingungslos ihre Truppen von der Krim abzuziehen und die Besetzung der Krim unverzüglich zu beenden.

### Resolution des Menschenrechtsausschusses der UN-Generalversammlung
Im Herbst 2016 brachte die Ukraine einen Resolutionsentwurf zu Menschenrechtsverstößen auf der Krim ein, mit der Unterstützung von 40 Ländern, darunter den Vetomächten USA, Frankreich und Großbritannien. Der Menschenrechtsausschuss der UN-Generalversammlung beschloss die Resolution im November 2016 mit 73 Ja-Stimmen, 23 Nein-Stimmen und 76 Enthaltungen. Dagegen stimmten unter anderem Russland, China und Syrien. In der Resolution wird Russland dazu gedrängt, UN-Beobachter auf die ukrainische Halbinsel Krim zu lassen. Die Resolution verurteilt „die diskriminierenden Übergriffe, Maßnahmen und Praktiken der russischen Besatzungsbehörden gegenüber den Einwohnern“ der Krim. Es ermahnt wegen einer ungerechten Behandlung von Minderheiten, insbesondere der Krimtataren, und ruft Russland auf, seine Entscheidung, den Medschlis aufzulösen, rückgängig zu machen. Kulturelle und religiöse Institutionen der Minderheit müssten wieder aktiv werden dürfen.

## Internationale Sanktionen

### Europäische Union
Die Europäische Union beschloss am 6. März 2014, in einem ersten Schritt die Verhandlungen mit Russland über Visumerleichterungen sowie über das neue Grundlagenabkommen auszusetzen. Guthaben von 18 Personen wurden blockiert.
Am 12. März 2014 wurden Rahmenbedingungen für weitergehende Sanktionen abgesegnet, die das Einfrieren von Vermögenswerten und Einreiseverbote beinhalten und mit den Vereinigten Staaten, der Schweiz, der Türkei, Japan und Kanada abgestimmt seien. Der formelle Beschluss dazu und eine Festlegung auf bestimmte natürliche und juristische Personen, auf die diese Sanktionen anzuwenden sind, sollten am 17. März bei einem Zusammentreffen der EU-Außenminister erfolgen.
Am 17. März 2014 setzte der Rat der Europäischen Union 21 Personen auf eine Sanktionsliste, mit der Reisebeschränkungen und das Einfrieren von Geldern und wirtschaftlichen Ressourcen verbunden sind. Die Personen werden vor allem für die Befürwortung der Entsendung russischer Truppen, für die Absetzung der bisherigen und Einrichtung der neuen Regierung der Krim und die Teilnahme an der Organisation des Referendums verantwortlich gemacht. Dazu gehörten der Ministerpräsident der Krim, Sergei Aksjonow, und Wolodymyr Konstantynow, Vorsitzender des Parlaments der Krim, aber auch russische Parlamentarier und höhere russische Offiziere. Am 21. März 2014 publizierte die EU eine zusätzliche Sanktionsliste mit den Namen von 12 weiteren Personen. Die Sanktionsliste wurde bis September 2014 mehrfach erweitert.
Am 18. Dezember 2014 führte die EU Sanktionen gegen die Krim und die Stadt Sewastopol ein, die es Unternehmen mit Sitz in der EU verbieten, wirtschaftliche Beziehungen zur Krim zu unterhalten.

### Vereinigte Staaten

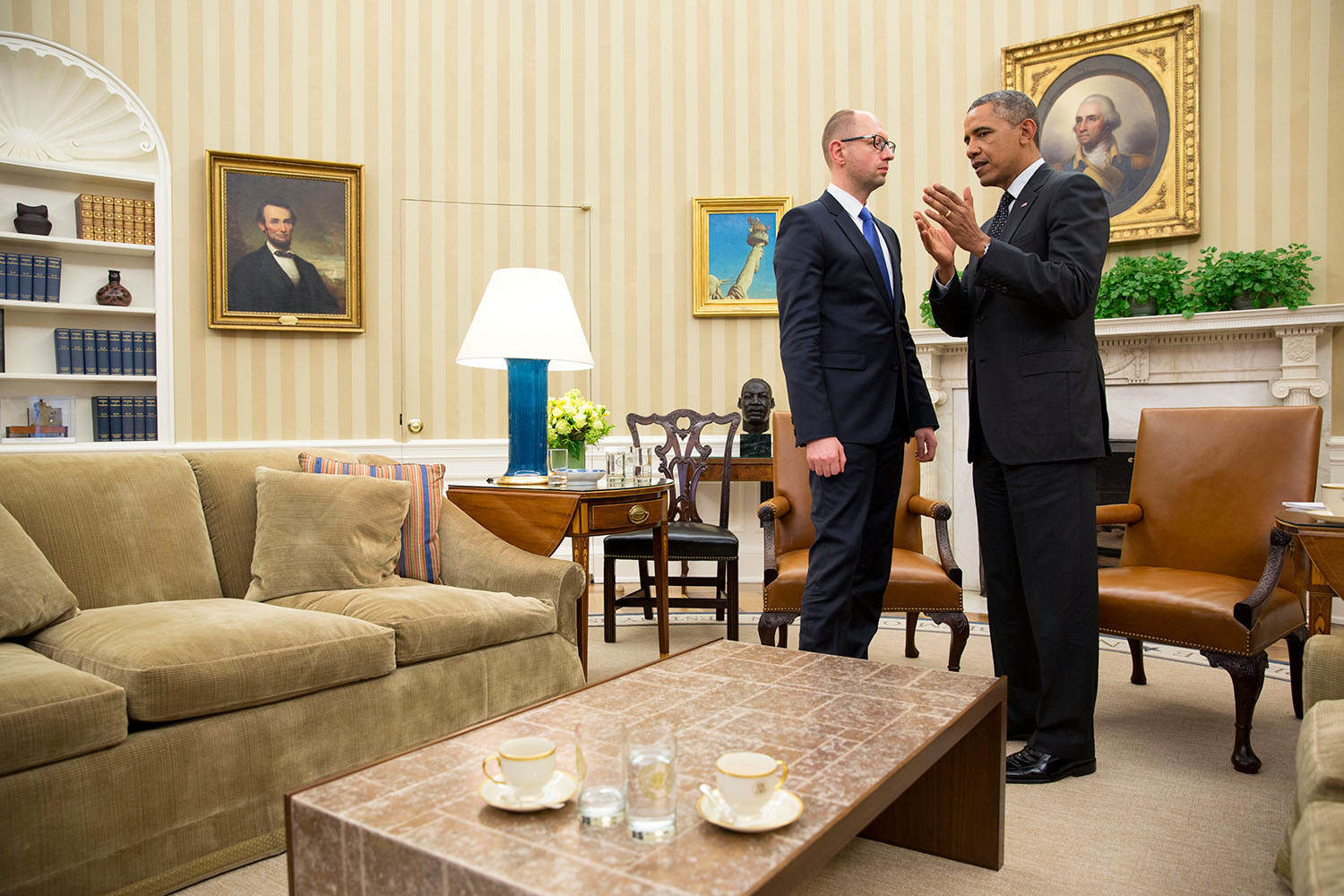
US-Präsident Obama mit dem ukrainischen Ministerpräsidenten Jazenjuk im Oval Office

Am 6. März 2014 beschloss US-Präsident Barack Obama, Sanktionen gegen die Bedrohung der Souveränität und Integrität der Ukraine zu ergreifen. Er erließ eine vorbereitende Executive Order („E.O. 13660“).
Der Senat der Vereinigten Staaten forderte am 11. März einen umgehenden Abzug russischer Truppen von der Krim und den Ausschluss Russlands aus der G8. Zudem wurde der Weltfußballverband FIFA aufgefordert, seinen Entscheid, die Fußball-Weltmeisterschaft 2018 in Russland auszutragen, zu überdenken.
Der Senatsausschuss für Außenpolitik beschloss am 12. März Sanktionen gegen Russen und Ukrainer, die an Gewalttätigkeiten oder Menschenrechtsverletzungen während des Euromaidans beteiligt waren, zusammen mit Rechts- und Finanzhilfen für die ukrainische Regierung und einer Mittelzuweisung für den Internationalen Währungsfonds. Von den 18 Komitee-Mitgliedern stimmten einzig die Republikaner James Risch, Rand Paul und John Barrasso gegen den Entwurf, der im nächsten Schritt dem Senat zur Abstimmung vorgelegt wird.
Am 17. März verhängte US-Präsident Obama per „Executive Order 13661“ Sanktionen gegen sieben Personen aus Russland, denen die USA vorwerfen, an der Inbesitznahme der Krim und der Einmischung in die nationale Souveränität der Ukraine beteiligt zu sein. Einreiseverbote wurden verhängt, Vermögenswerte eingefroren und Bürgern und Unternehmen der USA ist es verboten, Geschäfte mit den Sanktionierten zu machen. Das Finanzministerium der Vereinigten Staaten belegte zusätzlich aufgrund der „E.O. 13660“ ukrainische Personen mit Sanktionen.
Am 20. März wurden mit der „Executive Order 13662“ weitere Personen und Unternehmen auf die SDN-Liste gesetzt. Zudem wurde der Export von Rüstungsgütern und Dual-Use-Produkten nach Russland eingeschränkt.

### Weitere Länder
Wegen der Zugehörigkeit der Schweiz zum Schengen-Raum gelten die Einreisesperren der EU auch für die Schweiz, nicht aber die Wirtschaftssanktionen.
Am 2. April 2014 beschloss die Schweizer Regierung, dass Schweizer Finanzintermediären die Aufnahme neuer Geschäftsbeziehungen zu den 33 von der EU sanktionierten Personen untersagt ist. Bereits bestehende Beziehungen können beibehalten werden. Am 20. Mai wurde die Liste um 13 Personen und zwei Unternehmen erweitert.
Kanada verwendete ab 17. März dieselbe Sanktionsliste wie die erste Liste der USA, aber ohne Wiktor Janukowytsch. Norwegen implementierte am 21. März ebenfalls eine Sanktionsliste. mit den Namen von 21 Personen.
Japan kündigte am 18. März 2014 an, als Sanktionsmaßnahmen Verhandlungen über Visumerleichterungen und Abkommen über gegenseitige Investitionen, militärische und Raumfahrtkooperation mit Russland vorläufig auszusetzen. Am 28. Juli 2014 gab das Außenministerium weitere Sanktionen bekannt, darunter das Einfrieren von Geldern in Japan von Personen und Organisationen, die als Beteiligte an der Annexion der Krim und Destabilisierung der Ostukraine gelten, und die Einfuhr von Waren mit Ursprung auf der Krim oder in Sewastopol zu reduzieren; dies aufgrund der japanischen Haltung, die Annexion der Krim durch Russland nie anzuerkennen.

### Gegensanktionen durch Russland
Als Reaktion auf die Sanktionen der US-Regierung veröffentlichte das Außenministerium Russlands am 20. März 2014 eine Liste von neun Personen, denen die Einreise nach Russland untersagt wird. Dazu zählten John Boehner, Sprecher des Repräsentantenhauses der Vereinigten Staaten, und John McCain, US-Senator von der Republikanischen Partei. Als Vergeltung gegen die Sanktionen Kanadas belegte Russland am 24. März dreizehn kanadische Amtsträger mit Einreiseverboten, u. a. gegen Andrew Scheer, Sprecher des kanadischen Unterhauses, und gegen die Abgeordnete Chrystia Freeland.
Insbesondere verfügte der Kreml wirtschaftliche Gegensanktionen und verbot die Einfuhr von Lebensmitteln aus der EU. Jahrelang wurden – wie 2015 beschrieben „voller Stolz“ – Vernichtungsaktionen von Lebensmitteln veröffentlicht, auch entgegen einer 2015 von 310.000 Bürgern Russlands unterzeichneten Petition auf Change.org. Präsident Putin pries in den folgenden Jahren die Vorzüge von Importsubstitutionen an, bis im Februar 2019 erstmals auch offiziell von wirtschaftlichen Nachteilen durch die Sanktionen die Rede war – von zuvor propagierter vollständiger Importsubstitution war kaum mehr die Rede. Die Sanktionen wurden jährlich verlängert, zuletzt im September 2021 bis Ende 2022.
Am 27. Mai 2015 untersagte Russland 89 europäischen Politikern die Einreise.

## Russische Verlautbarungen

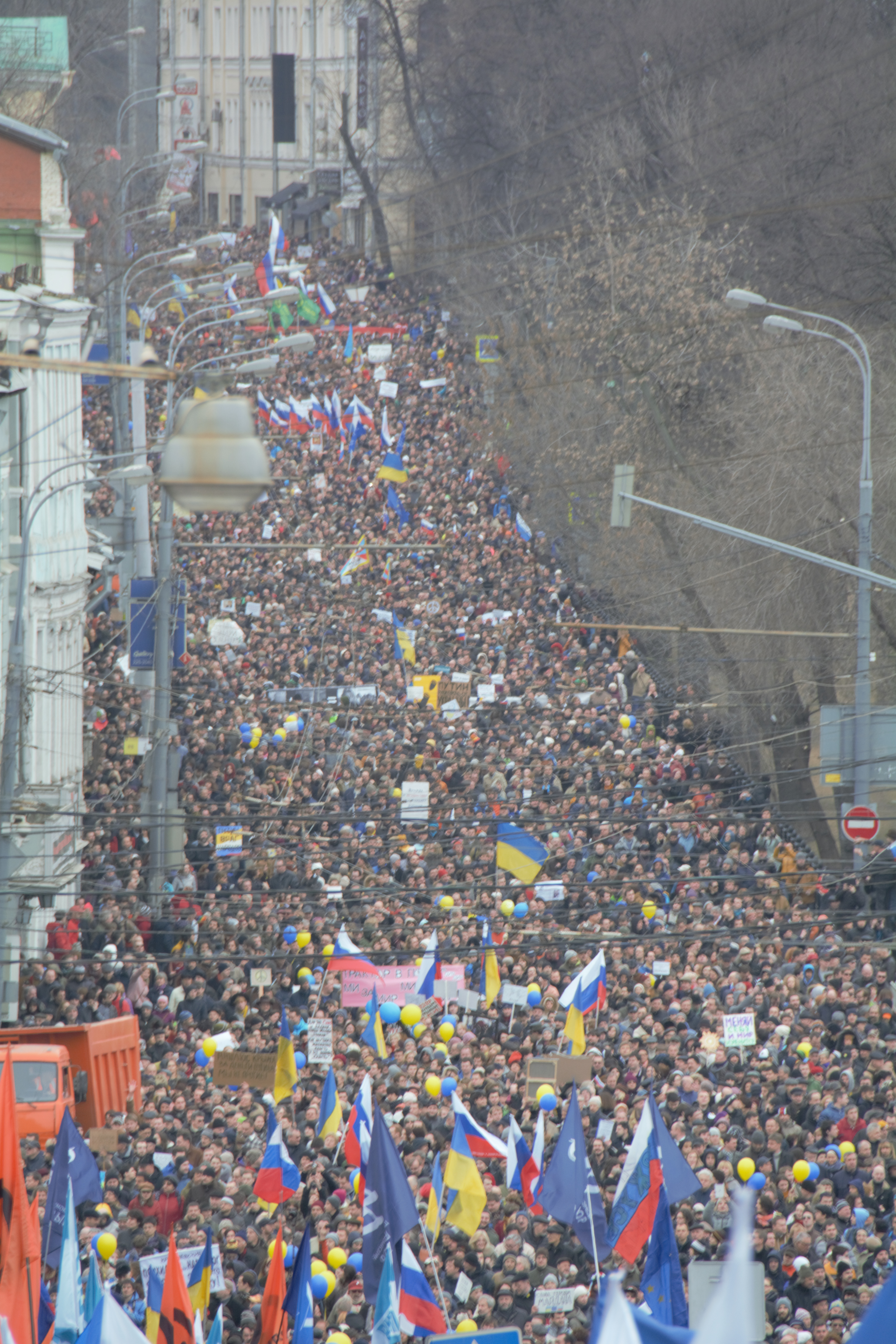
„Aufmarsch für Frieden und Freiheit“ in Moskau am 15. März 2014: Demonstration gegen die Intervention im Nachbarland

Russland warf dem Westen vor, er habe durch Besuche und Reden von Politikern wie Guido Westerwelle auf dem Majdan Nesaleschnosti in Kiew aktiv am Umsturz teilgenommen und sich in der Ukraine mit „ausgesprochenen Neonazis verbündet“. Damit war hauptsächlich die rechtsextreme Allukrainische Vereinigung „Swoboda“ unter der Führung von Oleh Tjahnybok gemeint sowie der Rechte Sektor um Dmytro Jarosch. Russland bezeichnete sein Vorgehen in der Ukraine als „Verteidigung der Menschenrechte“. Vor dem UNO-Menschenrechtsrat in Genf wurde erklärt, dass Moskau bei seinem Engagement „in erster Linie an die ukrainischen Bürger denke“. Der Übergangsregierung in Kiew warf Russland vor, die Menschenrechte der Russen in der Ukraine zu missachten.

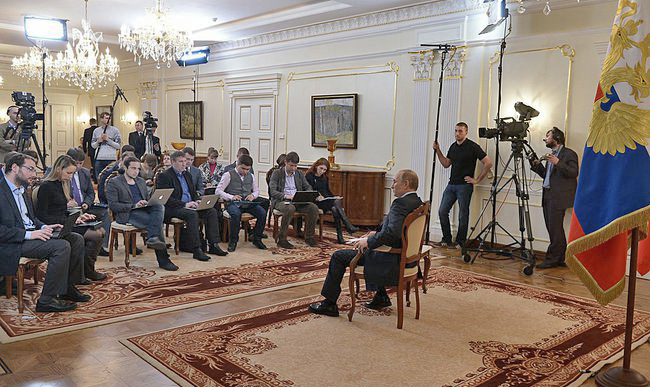
Pressekonferenz Putins in Nowo-Ogarjowo

Am 4. März verteidigte Russlands Präsident Putin das Vorgehen seiner Regierung: „Wir sind besorgt wegen der Orgien der Nationalisten, Extremisten und Antisemiten in der Ukraine. Die Menschen sind wegen dieser Gesetzlosigkeit bekümmert.“ Er berief sich auf ein Hilfeersuchen des abgesetzten Präsidenten Janukowytsch. De jure sei Janukowytsch noch immer der ukrainische Präsident, auch wenn er de facto keine Macht mehr habe. Putin wies darauf hin, dass Janukowytsch keine politische Zukunft mehr habe. Die Aufnahme des Politikers in Russland bezeichnete er als humanitäre Geste. „Wäre er in der Ukraine geblieben, wäre er umgebracht worden.“ Bezüglich des Budapester Memorandums erklärte Putin, die Ukraine nach dem „verfassungswidrigen Putsch“ sei eine andere als die, für die damals dieses Memorandum ausgestellt wurde. Wenn in Kiew eine „Revolution“ stattgefunden habe, dann habe man es dort mit einem „neuen Staat“ zu tun, weswegen die Verpflichtungen aus dem Budapester Memorandum nicht zum Tragen kämen.
Am 21. Februar habe Janukowytsch den Forderungen der ukrainischen Opposition zugestimmt, dann hätten sich die Regierungsgegner jedoch nicht an die Vereinbarungen gehalten, kritisierte Putin. „Dadurch hat man den Süden und Osten der Ukraine in Wallung gebracht.“ Der Putsch in Kiew sei lange vorbereitet worden, auch von westlichen Ausbildern. Putin räumte ein, dass die Probleme in der Ukraine groß seien, und zeigte Verständnis für die Menschen auf dem Majdan Nesaleschnosti, die einschneidende Änderungen forderten. Der Weg, den die Opposition wählte, sei nach seiner Auffassung falsch. Die jetzige Regierung der Ukraine sei illegitim. Sollten in der Ukraine Wahlen „unter solchem Terror abgehalten werden, wie wir ihn jetzt sehen, werden wir sie nicht anerkennen“, betonte Putin.
Zusätzlich verkündete er, dass die russischen Streitkräfte in einem extremen Fall in anderen Teilen des Landes einschreiten könnten. Russland behalte sich alle Mittel zum Schutz der Russen in der Ukraine vor. „Wir werden nicht zusehen, wenn sie verfolgt und vernichtet werden.“ Derzeit gebe es jedoch keine Notwendigkeit für eine Entsendung von Truppen in die Ukraine, die Putin als Bruderstaat bezeichnete. Kritik aus dem Westen wies er zurück und erinnerte an das Vorgehen der USA und ihrer Verbündeten im Irakkrieg und im Bürgerkrieg in Libyen.

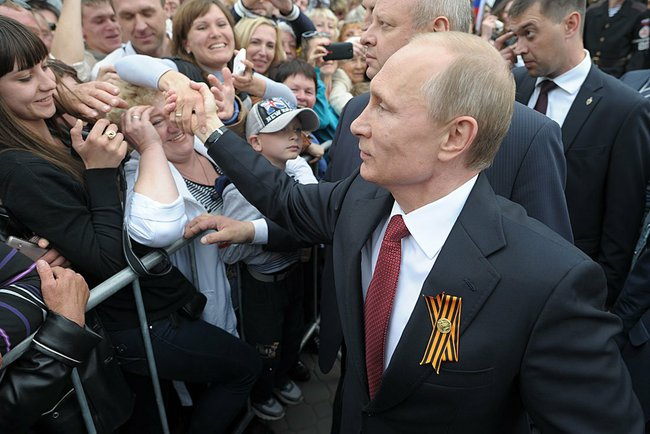
Wladimir Putin in Sewastopol, 9. Mai 2014

Ähnlich äußerte sich der Ständige Vertreter bei den Vereinten Nationen Witali Tschurkin in der Sitzung des Sicherheitsrates vom 13. März. Die Regierung in Kiew sei nicht die am 21. Februar vereinbarte „Übergangsregierung der nationalen Einheit“, sondern eine „Regierung der Sieger“, die gegen das Abkommen vom 21. Februar verstoße.
In seiner Rede vom 18. März 2014 äußerte Putin seine Dankbarkeit gegenüber allen, die Verständnis für die russischen Handlungen auf der Krim zeigten, insbesondere „dem chinesischen Volk, dessen Führer die Lage um die Ukraine und die Krim in ihrer geschichtlichen und politischen Zusammenhang berücksichtigen“. Ebenso wisse man Indiens „Zurückhaltung und Objektivität“ zu schätzen.
Im September desselben Jahres verglich Wiktor Schenderowitsch das Referendum auf der Krim mit dem Referendum über die Unabhängigkeit Schottlands: Die jahrelangen Vorgänge und Abklärungen in Schottland definierte er als Abstimmung, die „grünen Männchen“ der Krim als „Pornografie“; die Frage sei eine reine Erpressung im Sinne etwa der Frage „Sind Sie für Putin oder das Absägen ihrer Hand mit einer rostigen Säge?“
Am 4. Dezember 2014 hielt Putin die jährliche Rede zur Lage der Nation vor der Föderationsversammlung (den beiden Kammern des russischen Parlaments) in Anwesenheit zahlreicher Würdenträger. Putin wiederholte seine These, der Beitritt der Krim sei in völligem Einklang mit dem Völkerrecht geschehen und führte aus: „Die Krim hat eine große zivilisatorische und sakrale Bedeutung – jetzt und für immer. So wie der Tempelberg in Jerusalem für die, die sich zum Islam oder zum Judentum bekennen.“

## Gerichtliche Klagen

### Europäischer Gerichtshof für Menschenrechte
Am 13. März 2014 reichte die Ukraine beim Europäischen Gerichtshof für Menschenrechte (EGMR) eine Staatenbeschwerde gegen Russland ein. Als provisorische Maßnahme wurden die Parteien ermahnt, auf jegliche Maßnahmen und insbesondere militärische Aktionen zu verzichten, die zu Verletzungen der in der Europäischen Menschenrechtskonvention verankerten Rechte der Zivilbevölkerung führen könnten. Der EGMR forderte Russland auf, zu der Annexion der Krim und den Vorgängen in der Ostukraine Stellung zu nehmen. Die Ukraine warf Moskau in der Staatenklage zahlreiche Fälle von Folter, Misshandlungen und willkürlichen Inhaftierungen ukrainischer Zivilisten vor. Der EGMR verlängerte die Rückmeldefrist und gab der Russischen Föderation bis zum 25. September 2015 Zeit, um zu zwei zwischenstaatlichen Klagen der Ukraine Stellung zu nehmen – auch in Bezug auf erzwungene Staatsbürgerschaft, Diskriminierung, Eigentumsrechte und das Recht auf Privatleben. Während dieser erweiterten Antwortfrist beschloss das Verfassungsgericht der Russischen Föderation am 14. Juli 2015, dass Russland nicht an die Urteile des EGMR gebunden sei. Die Entscheidung des russischen Verfassungsgericht steht laut den Menschenrechtsbeauftragten der OSZE im Widerspruch zu den Verpflichtungen, die Russland aus dem Völkervertragsrecht erwachsen.

### Internationaler Strafgerichtshof
Der Internationale Strafgerichtshof (IStGH) beschäftigt sich seit dem 25. April 2014 mit dem russisch-ukrainischen Krieg. Am 14. November 2016 veröffentlichte der IStGH seine Einschätzung des Konflikts. Das Gericht stuft die Situation auf der Krim und in Sewastopol als einen internationalen bewaffneten Konflikt zwischen Russland und der Ukraine ein. Dieser bewaffnete Konflikt begann laut dem IStGH spätestens am 26. Februar 2014, als Russland seine Streitkräfte einsetzte, um ohne Zustimmung der ukrainischen Regierung Kontrolle über Teile ukrainischen Gebiets zu erlangen. Die Situation auf der Krim und in Sewastopol nach dem 18. März 2014 stellt nach Ansicht des Gerichts eine andauernde Okkupation dar, auf die das Gesetz für internationale bewaffnete Konflikte weiterhin anwendbar sei. Der IStGH nennt Fälle möglicher Kriegsverbrechen seit der russischen Machtübernahme auf der Krim, die in die Zuständigkeit des Gerichts fallen können. Diese sind die Verfolgung von Krimtataren, Mord und Entführung von Gegnern der russischen Okkupation, Misshandlung im Zusammenhang mit Verhaftung oder Entführung und erzwungener Dienst im russischen Militär.

### Internationaler Gerichtshof
Am 16. Januar 2017 reichte die Ukraine vor dem Internationalen Gerichtshof Klage gegen Russland ein. Die Ukraine wirft Russland Verstöße gegen das Internationale Übereinkommen zur Beseitigung jeder Form von Rassendiskriminierung durch Verfolgung von Ukrainern und Krimtataren auf der besetzten Krim vor sowie Verstöße gegen das Internationale Übereinkommen zur Bekämpfung der Finanzierung des Terrorismus durch Waffenlieferungen und andere Hilfe an bewaffnete Gruppen, die auf ukrainischem Gebiet agieren. Die Anhörungen begannen am 6. März 2017.
Am 19. April 2017 entschied das höchste Gericht der Vereinten Nationen mit einer Interims-Entscheidung gegen Russland in der Sache Internationale Übereinkommen zur Beseitigung jeder Form von Rassendiskriminierung und gab damit der Klage der Ukraine in einem der zwei Punkte statt. Es verpflichtete Russland, die Tataren und Ukrainer auf der Krim vor Diskriminierung und Rassismus zu schützen. Die ethnischen Gruppierungen auf der Krim hätten ein Recht auf eigene Organisationen und Unterricht in ihrer Sprache. Russland wurde mit großer Mehrheit der Richter aufgefordert, dafür zu sorgen, dass die Gemeinschaft der Krimtataren auch künftig in der Lage ist, ihre repräsentativen Organisationen inklusive des Medschlis zu erhalten. Einstimmig beschlossen wurde, dass Russland die Verfügbarkeit einer Erziehung in ukrainischer Sprache sicherstellen muss. Abgelehnt wurde eine vorzeitige Entscheidung in der Sache Internationale Übereinkommen zur Bekämpfung der Finanzierung des Terrorismus. Das Gericht wies damit die ukrainische Forderung nach Sofortmaßnahmen gegen Russland zurück. Die Richter sahen in dem gegebenen Stadium des Verfahrens die Beweise nicht als ausreichend an. Das Gericht hatte zu dem Zeitpunkt das Hauptverfahren zu dieser Klage noch nicht eröffnet.

## Völkerrechtliche Bewertung
Die Abtrennung der Krim von der Ukraine ist unter völkerrechtlicher und verfassungsrechtlicher Beurteilung in mehrere Aspekte unterteilbar: der Frage nach der Rechtmäßigkeit des hastig improvisierten Referendums, der Präsenz russischer Sicherheitskräfte auf ukrainischem Territorium, der auf das Referendum hin erfolgten Abspaltung und erklärten Sezession und der Beitrittserklärung zur Russischen Föderation. Eine weitere damit zusammenhängende völkerrechtliche Frage ist die nach der Rechtmäßigkeit des Einsatzes russischer Truppen auf der Krimhalbinsel während der Krimannexion.

### Militärische Intervention
Die einseitige militärische Intervention Russlands auf der Krim wird mehrheitlich als ein Verstoß gegen das in Artikel 2 Nr. 4 der UN-Charta festgelegte Verbot der Gewaltanwendung bewertet. Das militärische Eingreifen Russlands sowie Maßnahmen wie die Abriegelung von Kasernen, wodurch die Ukraine an legalen Gegenmaßnahmen gehindert wurde, gelten als Akt der Aggression und Angriffshandlungen nach Artikel 3 der Aggressionsdefinition der Vereinten Nationen von 1974 (UN-Resolution 3314). Angriffshandlungen liegen sowohl nach Artikel 3 lit. a als auch lit. e vor. Russische Truppen, die sich nach dem Abkommen von 1997 über die Schwarzmeerflotte auf gepachteten Militärstützpunkten in Sewastopol aufhalten durften, agierten außerhalb der erlaubten Militärbasen und gegen die im Stationierungsabkommen vorgesehenen Bedingungen. Auch die Besetzung der Halbinsel und Abriegelung gegenüber den angrenzenden Gebieten der Ukraine, die Übernahme der Kontrolle über ihre Regierungs-, Kommunikations- und Versorgungseinrichtungen stellen Verstöße gegen das Gewaltverbot dar. Die Aktivitäten russischer Einheiten auf der Krim verstoßen darüber hinaus gegen den russisch-ukrainischen Freundschaftsvertrag von 1997, in dem sich beide Staaten zur Achtung der gegenseitigen territorialen Integrität und Unverletzlichkeit der Grenzen zwischen ihnen verpflichten, gegen die Helsinki-Schlussakte von 1975, die Alma-Ata-Erklärung von 1991 und das Budapester Memorandum von 1994. Bereits die Anfrage Präsident Putins um Einsatz von Streitkräften in der Ukraine und die Ermächtigung durch den russischen Föderationsrat kann als Androhung von Gewalt gegen die Ukraine und damit als eine Verletzung des allgemeinen Gewaltverbots ausgelegt werden.
Nach russischen Angaben war die militärische Intervention eine Maßnahme zum Schutz russischer Staatsbürger auf der Krim. Ein derartiges Recht, zum Schutz eigener Staatsbürger in einem Nachbarland militärisch einzugreifen, existiert im Völkerrecht jedoch nicht. Darüber hinaus handelt es sich bei den russischsprachigen Bewohnern der Krim mehrheitlich nicht um russische Staatsbürger, sondern russischsprachige Staatsangehörige der Ukraine. Der russische Militäreinsatz diente der Schaffung einer ständigen Militärpräsenz im Nachbarland und dem Erwerb fremden Staatsgebiets, womit er sich von den bisher bekannten Schutzeinsätzen unterscheidet, die eine Evakuierung eigener Staatsangehöriger und sichere Rückführung ins Heimatland bezweckten. Zudem wurden die von Russland behaupteten Angriffe gegen russischstämmige Krimbewohner international nicht bestätigt. Völkerrechtler verweisen darauf, dass in den Menschenrechtsberichten der UNO und OSZE vor und während der Annexion der Krim keine Menschenrechtsverletzungen zu Lasten der russischsprachigen Krimbewohner festgestellt wurden, sondern eher die Krimtataren und ukrainischstämmigen Bewohner Diskriminierungen ausgesetzt waren.

### Referendum
Das Selbstbestimmungsrecht der Völker beinhaltet kein Sezessionsrecht (externe Selbstbestimmung) und ermächtigt daher nicht dazu, aus einem in der internationalen Gemeinschaft etablierten Staat gegen dessen Willen mitsamt einem Teil des Staatsgebietes auszuscheiden. Laut Theodore Christakis existiert zwar kein positives Recht auf externe Selbstbestimmung, einseitige Sezessionen sind aber auch nicht per se verboten. Christakis führt weiter aus, dass die Sezession der Krim nicht wegen der unilateralen Unabhängigkeitserklärung illegal ist, sondern wegen der Gewalt, die von Russland ausging.
Das Referendum wurde von vornherein durch den Umstand entwertet, dass die Abstimmung unter den Bedingungen einer militärischen Intervention und Okkupation durch Russland und somit unter Verstoß gegen das Gewaltverbot vorbereitet und durchgeführt wurde. Eine effektive Ausübung der Selbstbestimmung der Völker war wegen des russischen Gewalteinsatzes nicht möglich. Hinzu kommt, dass bei der Durchführung des Referendums nach Einschätzung der Venedig-Kommission elementare demokratische Standards verletzt wurden. Zu den Verletzungen demokratischer Mindeststandards gehört nach Anne Peters unter anderem die mehrdeutige Referendumsfrage, die offenließ, welche Version der Krim-Verfassung von 1992 gemeint war, die mehrfache Vorverlegung des Durchführungsdatums sowie die fehlende Möglichkeit, in der Öffentlichkeit frei für den Verbleib in der Ukraine einzutreten, ohne Nachteile oder Sanktionen befürchten zu müssen.

### Unabhängigkeitserklärung und Eingliederung
Nach juristisch herrschender Meinung ist die Eingliederung der Krim in die Russische Föderation eine Annexion. Annexionen sind seit 1945 völkerrechtswidrig. Im Unterschied dazu sehen russische Wissenschaftler den Krim-Anschluss überwiegend als völkerrechtskonform.
Mit der einseitigen Erklärung der Unabhängigkeit wird nicht automatisch ein Staat geschaffen. Zwischen der Unabhängigkeitserklärung am 11. bzw. 17. März und der Unterzeichnung des völkerrechtlichen Vertrages über den Beitritt in den russischen Staatsverband am 18. März gelang es der „Republik Krim“ nicht, den Kriterien von Staatlichkeit zu entsprechen und eine von der Ukraine und Russland unabhängige Staatsgewalt zu etablieren. Weil das Gebilde „Republik Krim“ nicht die Qualität eines Staates hatte, konnte es keine gültigen Verträge mit der Russischen Föderation abschließen.
Nach Artikel 53 des Wiener Übereinkommens über das Recht der Verträge von 1969 sind Verträge, die zum Zeitpunkt des Abschlusses einer zwingenden Norm des Völkerrechts widersprechen, unwirksam. Der Vertrag verstößt gegen das allgemeine Gewaltverbot als zwingende Norm, weil sich die Russische Föderation durch militärische Intervention auf der Krim ihren Vertragspartner „Republik Krim“ geschaffen hat, sowie gegen die territoriale Integrität der Ukraine. Da die „Republik Krim“ zum Zeitpunkt der Anerkennung durch Präsident Putin kein von der Ukraine unabhängiger Staat war, stellt die Anerkennung eine Einmischung in die inneren Angelegenheiten der Ukraine dar. Das Völkerrecht verpflichtet alle Staaten, die Aufnahme der Krim in die Russische Föderation nicht anzuerkennen, weil der Gebietserwerb durch die Anwendung von Gewalt zustande kam (ex injuria jus non oritur).
Der Rechtswissenschaftler Georg Nolte sah 2014 das Referendum als unvereinbar mit der ukrainischen Verfassung an. Diese Einschätzung teilte der Rechtswissenschaftler Reinhard Merkel, er betonte allerdings, das Völkerrecht sei dieser Frage gegenüber indifferent und verhalte sich neutral.
Auch Hans-Joachim Heintze vom Institut für Friedenssicherungsrecht und Humanitäres Völkerrecht äußerte 2014, es gebe grundsätzlich kein vom Selbstbestimmungsrecht abgeleitetes Sezessionsrecht, das nationale Minderheiten in Anspruch nehmen könnten:

„Völkerrechtlich handelt es sich um eine Minderheit. Diese hat ein Recht darauf, ihre eigene Identität zu wahren, nicht auf Sezession.“

Anne Peters nannte Voraussetzungen für ein Referendum und schrieb: „Selbst wenn das Referendum frei und fair gewesen wäre, hätte das nicht das Fehlen inhaltlicher Faktoren kompensieren können.“ Zur Frage nach der Rechtmäßigkeit des Referendums komme die Frage, ob die Präsenz russischer Militärangehöriger auf dem Territorium der Krim vor der formalen Unabhängigkeitserklärung völkerrechtswidrig war. Peters schrieb:

„Man kann die russische Militäraktion nicht von der Volksabstimmung trennen. Einen Abspaltungsversuch, der durch die Bajonette einer fremden Gewalt veranlasst und ermöglicht wird, darf man nicht anerkennen.“

Nolte und Saxer sahen in der Tatsache, dass das Referendum während einer russischen Militäraktion durchgeführt wurde, ein eindeutiges Indiz für eine Unrechtmäßigkeit nach Maßgabe der Hoover-Stimson-Doktrin oder des Litwinow-Protokolls.

„Die Präsenz russischer/russisch gesteuerter Truppen, ursprünglich gedeckt durch ein Stationierungsabkommen, mutiert so zur militärischen Bedrohung und Besatzung, was das Gewaltverbot der UN-Charta, eine Zentralnorm des internationalen Systems, verletzt. Völkerrechtlich besteht eine Pflicht von Staaten und internationalen Organisationen, Gebietsveränderungen als Folge der Anwendung oder Androhung von Gewalt nicht anzuerkennen.“

## Auswirkungen der Annexion

### Menschenrechte
Seit der Besetzung und Annexion der Krim durch die Russische Föderation hat sich die Menschenrechtslage für eine große Anzahl von Einwohnern erheblich verschlechtert. Grundrechte wie die Versammlungs-, Vereinigungs-, Niederlassungs-, Informations- und Meinungsfreiheit wurden durch Russland auf der Krim eingeschränkt und ausgehöhlt. Systematischen Menschenrechtsverletzungen sind vor allem Krimtataren und Ukrainer ausgesetzt, die sich gegen die russische Annexion ausgesprochen, die russische Staatsbürgerschaft abgelehnt oder die Besatzungsmächte nicht unterstützt haben. Unter der russischen Besetzung kam es zu schweren Menschenrechtsverletzungen wie willkürlichen Festnahmen, widerrechtlicher Haft, Verschwindenlassen, Misshandlung, Folter und außergerichtlicher Tötung. Gefangene wurden illegal von der Krim in russische Gefängnisse gebracht. Das Europäische Parlament verurteilte die Menschenrechtsverletzungen in einer Entschließung vom 16. März 2017 über ukrainische Gefangene in Russland und die Lage auf der Krim.
Amnesty International hält fest, dass es seit der Annexion mehrere Fälle des Verschwindenlassens von Krimtataren gegeben hat, die nie effektiv aufgeklärt worden sind. Am 24. Mai 2016 wurde Erwin Ibragimow, ein Mitglied des World Congress of Crimean Tatars, von einer Gruppe von Männern in einen Wagen gezerrt und weggefahren. Amnesty International fordert die russischen Behörden dazu auf, die Entführung aufzuklären.

#### Russisches Rechtssystem
Das humanitäre Völkerrecht und das IV. Genfer Abkommen schreiben vor, dass eine Besatzungsmacht die geltenden Gesetze des besetzten Gebiets respektieren muss. Unter Missachtung dieser Verpflichtung hat Russland ukrainische durch russische Gesetze ersetzt und die Krim dem russischen Rechtssystem unterstellt. Dadurch kam es zu einer Verschlechterung der Menschenrechtssituation.

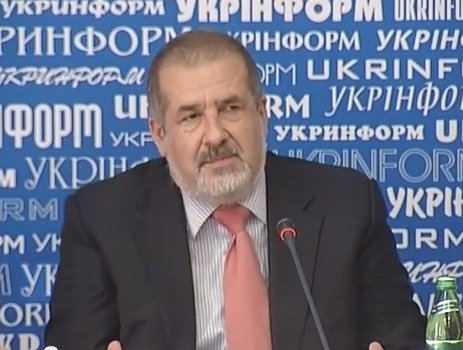
Refat Tschubarow und andere Krimtataren und Kreml-Kritiker wurden nach russischen Gesetzen des „Extremismus“ angeklagt.

Russische Extremismus- und Separatismusgesetze werden willkürlich gegen friedliche Versammlungen, Äußerungen und politische Aktivitäten angewendet – in einigen Fällen rückwirkend auf Ereignisse vor der Annexion wie im Prozess gegen Achtjom Tschijgos und außerhalb der Krim auf dem ukrainischen Festland. Kritik an der Annexion wird als „Separatismus“ ausgelegt und strafrechtlich geahndet. Die Meinungsäußerung, die Krim gehöre zur Ukraine, ist strafbar mit bis zu fünf Jahren Haft. Im September 2014 erklärte der Generalstaatsanwalt der Krim, dass jeder Ausdruck der Nichtanerkennung der Krim als Teil der Russischen Föderation strafrechtlich verfolgt wird. Bestimmungen des russischen Strafrechts werden regelmäßig verwendet, um Kritik an der russischen Regierung zu kriminalisieren. Der krimtatarische Politiker Ilmi Umerow wurde des „Separatismus“ schuldig gesprochen und zu einer zweijährigen Gefängnisstrafe verurteilt, weil er die Annexion kritisiert und die Krim als Teil der Ukraine bezeichnet hatte. Der Journalist Mykola Semena erhielt eine zweieinhalbjährige Bewährungsstrafe ebenfalls wegen „separatistischer Äußerungen“, da er in Ausübung seines Berufes die Annexion als völkerrechtswidrig bezeichnet hatte. Unter dem Vorwand der Extremismusbekämpfung werden Krimtataren und andere Kritiker durchsucht, eingeschüchtert und verhaftet. Russland ließ das wichtigste Selbstverwaltungsorgan der Krimtataren – der Medschlis – als „extremistische Organisation“ einstufen und verbieten. Seitdem ist die bloße Mitgliedschaft im Medschlis strafbar. Anführer der Krimtataren wurden ausgewiesen. Die Vorsitzenden des Medschlis leben im Exil in Kiew, seitdem Russland ihnen die Einreise auf die Krim untersagte und gegen sie Haftbefehl erließ. Seit der Annexion gibt es immer wieder Meldungen über verschwundene Krimtataren und Ukrainer. Einige wurden tot aufgefunden. Pro-Ukrainische Aktivisten, Minderheiten und Journalisten, die des „Extremismus“ und „Separatismus“ bezichtigt werden, erhalten keine Möglichkeit, ihr Recht auf ein faires Verfahren durchzusetzen und gegen eventuelle Verfahrensmängel vorzugehen. Gegen kremltreue Milizen wurden hingegen keine Ermittlungen oder Strafverfahren eingeleitet, obwohl ihnen schwere Menschenrechtsverletzungen wie Folter, Entführungen und außergerichtliche Tötungen während und nach der Annexion vorgeworfen werden. Im russischen Parlament wurde der Gesetzesentwurf eingebracht, die Rechtsverstöße pro-russischer Milizen auf der Krim zu amnestieren. Im Juni 2014 wurden die Milizen in die Polizei der Krim eingegliedert.
Seit der Annexion gelten auf der Krim russische Anti-Homosexuellen-Gesetze, die es untersagen, sich öffentlich zur Homosexualität zu bekennen. Die russischen Behörden verkündeten nach der Besetzung, dass Schwule auf der Halbinsel nicht mehr willkommen seien und keine öffentlichen Veranstaltungen abhalten dürften. Schwule flohen aus der Krim auf das ukrainische Festland und in andere europäische Länder.
Am 11. Februar 2016 wurde der krimtatarische Menschenrechtler Emir-Usein Kuku von russischen Behörden festgenommen. Kuku trat im Jahr 2014 der Crimean Human Rights Contact Group bei, die sich mit dem Verschwindenlassen von Menschen auf der Halbinsel beschäftigt hatte. Ihm wird von den russischen Behörden vorgeworfen, der islamistischen Organisation Hizb ut-Tahrir anzugehören, was er jedoch selbst bestreitet. Amnesty International initiierte eine Kampagne für seine Freilassung.
Als Reaktion auf die politische Verfolgung von Krimtataren wurde am 9. April 2016 die Basisorganisation Krim-Solidarität ins Leben gerufen. Eines ihrer leitenden Mitglieder Serwer Mustafajew wurde am 21. Mai 2018 verhaftet und wegen „Mitgliedschaft in einer terroristischen Organisation“ angeklagt. Auch ihm werden Verbindungen zu Hizb ut-Tahrir vorgeworfen. Amnesty International und Front Line Defenders setzen sich für seine sofortige Freilassung ein.
Am 9. November 2016 wurden die Ukrainer Oleksij Bessarabow, Dmytro Schtyblykow und Wolodymyr Dudka festgenommen, denen vorgeworfen wurde, Sabotageakte im Auftrag des ukrainischen Geheimdienstes auf der Krim verüben zu wollen. Schtyblykow wurde zu fünf, Bessarabow und Dudka jeweils zu vierzehn Jahren Gefängnis verurteilt. Freedom House und die Menschenrechtsorganisation Memorial stufen sie als politische Gefangene ein.

#### Enteignungen

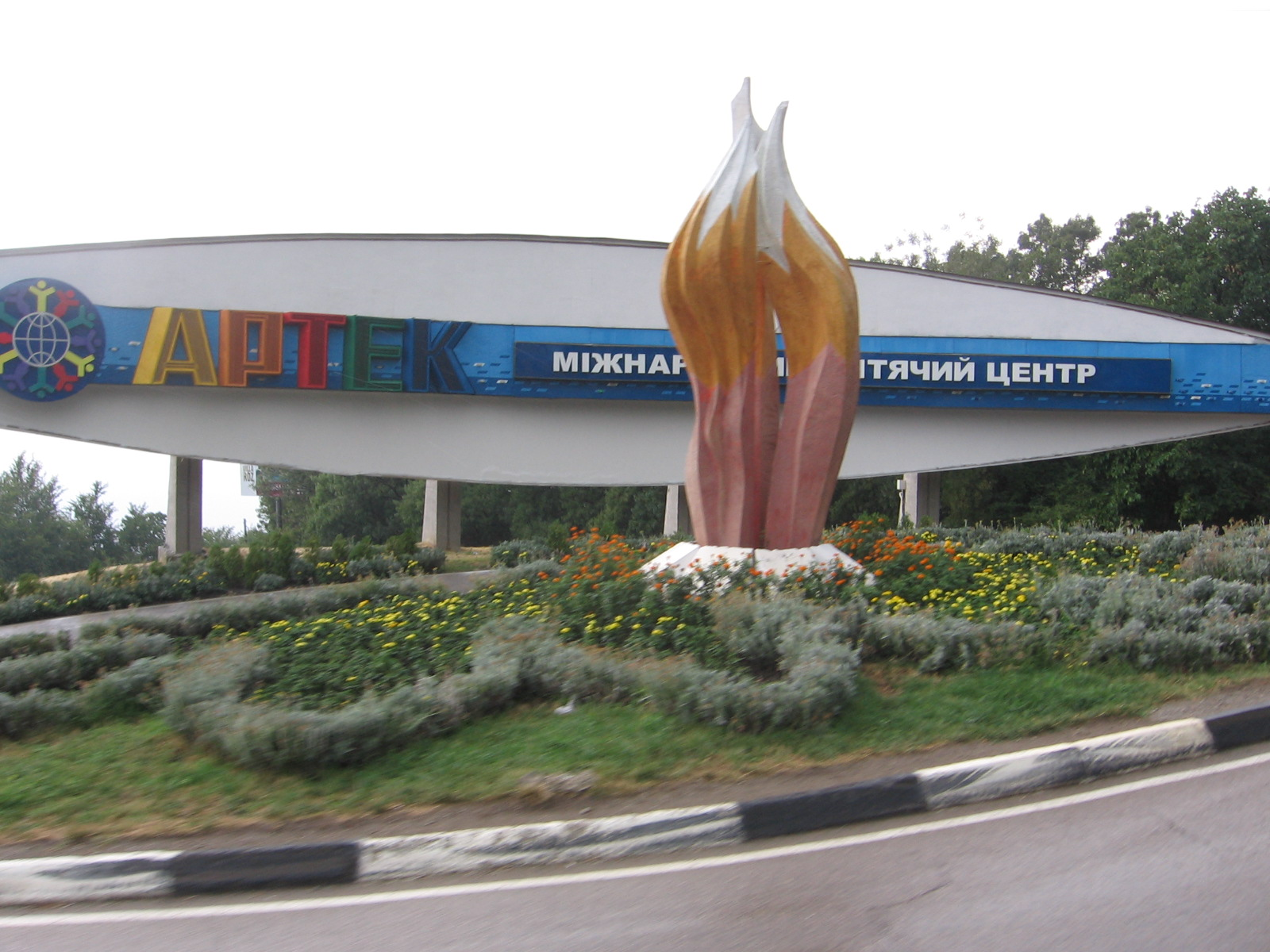
Im Zuge der Enteignungen wurde auch das Kinderzentrum Artek von Russland konfisziert.

Einer Besatzungsmacht ist es gemäß humanitärem Völkerrecht untersagt, öffentliches oder privates Eigentum in den besetzten Gebieten zu konfiszieren. Trotzdem hat Russland seit März 2014 Immobilien und Unternehmen in ukrainischem Staatsbesitz sowie private Grundstücke und Geschäfte von Krimbewohnern häufig gewaltsam konfisziert und „verstaatlicht“. Die Beschlagnahmungen erfolgen Berichten zufolge ohne angemessene Ankündigung, Entschädigung, Rechtsgrundlage oder Möglichkeit zur Berufung. In einigen Fällen wurden die Beschlagnahmungen von kremltreuen Milizen durchgesetzt. Schon am 18. März 2014 fanden Enteignungen statt, als maskierte und schwer bewaffnete Soldaten private Gewerbebetriebe wie Autohäuser stürmten und die Büros und Verkaufsräume übernahmen.
Laut dem ukrainischen Justizministerium hat Russland allein bis Februar 2015 etwa 4000 ukrainische Unternehmen beschlagnahmt. Der Ukraine entstand ein geschätzter Schaden von über eine Milliarde US-Dollar. Zusätzlich wurden zahlreiche andere öffentliche und private Grundstücke beschlagnahmt, darunter ein großer Teil des Tourismus- und Industriesektors. Eine Untersuchung der Associated Press auf der Krim kam zu dem Ergebnis, dass bereits bis Dezember 2014 Tausende von privaten Unternehmen und Immobilien ohne Rechtsgrundlage beschlagnahmt wurden. Rechtmäßige Eigentümer wurden von ihren Grundstücken vertrieben, Gebäude, Bauernhöfe und andere wertvolle Immobilien wurden konfisziert, vorgeschriebene Entschädigungen wurden nicht gezahlt und Vertreter der krimtatarischen Minderheit und unabhängiger Nachrichtenmedien sowie ukrainefreundliche Vertreter der Orthodoxen Kirchen wurden gezielt enteignet. Auch die New York Times berichtete von derartigen Übernahmen im Wert von über 1 Milliarde Euro innerhalb weniger Wochen nach der Besetzung. Banken, Hotels, Schiffswerften, Unternehmen in der Energiewirtschaft und der chemischen Industrie, die Filmstudios von Jalta, Mobilfunkunternehmen, ein Großbauernhof mit 34.600 Hektar Land, ein Tankstellennetz, der größte Brothersteller und der wichtigste Milchprodukteproduzent der Krim wurden von Moskau „verstaatlicht“ (vgl. Abschnitt „Unternehmen und Bankwesen“). In Sewastopol finden seit 2016 regelmäßig Kundgebungen örtlicher Unternehmer gegen die Enteignung und Verstaatlichung von Grundstücken statt, welche die Ukraine an Privatunternehmen vergeben hatte.
Gegen die systematischen Enteignungen reichten Krimbewohner und die Ukraine Klagen in Anlehnung an Artikel 1 des Protokolls 1 der Europäischen Menschenrechtskonvention ein. Der Europäische Gerichtshof für Menschenrechte (EGMR) hatte in einem früheren Urteil erklärt, dass eine Besatzungsmacht für die Verletzung von Eigentumsrechten im besetzten Gebiet verantwortlich ist. Am 10. Mai 2018 entschied der Ständige Schiedshof in Den Haag über die Klage von 18 enteigneten ukrainischen Unternehmen und einer Privatperson. Laut dem einstimmigen Urteil trägt Russland die Verantwortung für die Verletzung der Rechte der ukrainischen Investoren und muss eine Entschädigung von rund 160 Millionen Dollar zahlen. Weitere Klagen wurden bereits eingereicht und vom Schiedshof angenommen. Im November 2018 beschloss der Ständige Gerichtshof, dass Russland der Staatlichen Sparbank der Ukraine als Entschädigung für ihren Eigentumsverlust 1,3 Milliarden Euro zahlen muss.
Im März 2020 verfügte Russland per Dekret durch den russischen Präsidenten Wladimir Putin, dass sämtliche Grundstücke von nichtrussischen Eigentümern in Küstenregionen (etwa 11.500 Grundstücke) innerhalb eines Jahres entweder an russische Staatsangehörige oder den russischen Staat zu veräußern seien. Im März 2021 wurden alle bis dahin nicht veräußerten Grundstücke von Nichtrussen enteignet.

#### Grenzsicherung
Seit 2014 verläuft die Grenze zwischen der Ukraine und der von Russland annektierten Krim entlang der südlichen Verwaltungsgrenze des Oblast Cherson über die Landenge von Perekop. Im Dezember 2018 hat Russland die Landverbindungen durch einen fast 60 km langen, soliden Metallzaun von 2,10 m Höhe mit Stacheldrahtkrone und Sicherungssensorik getrennt.

#### Kultur und Sprache

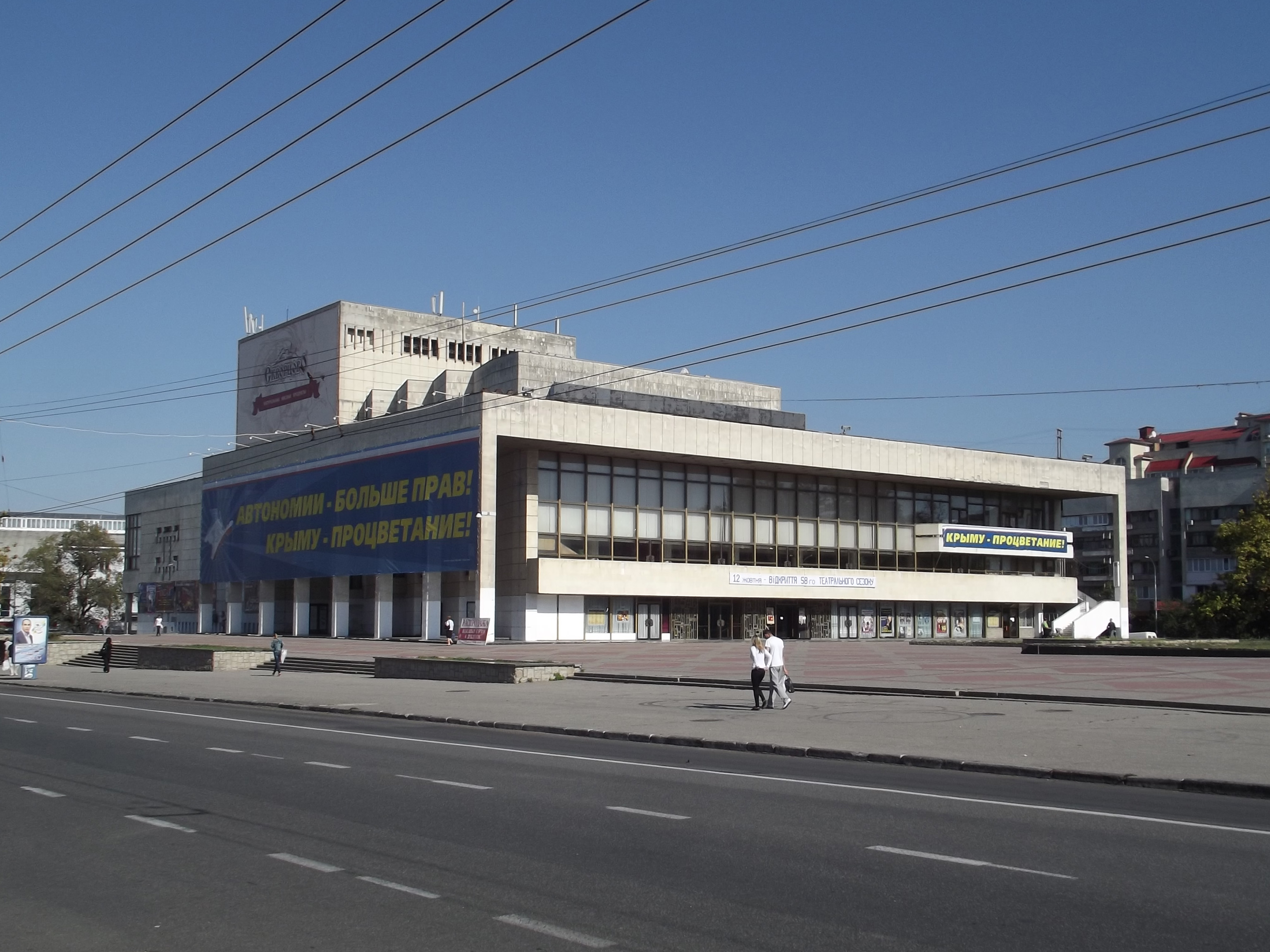
Ukrainisches Musiktheater in Simferopol, dessen Name nach der Annexion um das Wort „ukrainisch“ gekürzt wurde.

Ukrainer und Krimtataren werden bei der friedlichen Auslebung ihrer Kultur und Äußerung politischer Ansichten zunehmend kontrolliert und unter Druck gesetzt. Der Raum für die ukrainische Kultur wurde erheblich eingeengt, kulturelle und religiöse Symbole der Ukraine werden unterdrückt. Krimbewohner, die ukrainische Staatssymbole tragen oder wichtige Tage oder Personen in der ukrainischen Kultur und Geschichte feiern, sind Anfeindungen ausgesetzt, werden verwarnt und gerichtlich belangt. Ein russisches Gericht verurteilte drei Krimbewohner zur Zwangsarbeit, weil sie den Geburtstag des ukrainischen Dichters Taras Schewtschenko feierten und in der Nähe einer ukrainischen Fahne standen. Das Gericht stufte die ukrainische Flagge als „extremistisch“ und als „Provokation“ ein. Versammlungen, welche die Rückkehr der Krim in die Ukraine fordern oder Loyalität gegenüber der Ukraine ausdrücken, wurden effektiv verboten. Spuren der ukrainischen Geschichte der Krim werden ausgelöscht und pro-ukrainische Aktivität ist gefährlich. Einrichtungen zur Förderung der ukrainischen Kultur wurden geschlossen. Das Museum für Wyschywanka – eine traditionelle ukrainische Stickerei – wurde im Februar 2015 geschlossen und Personen, die den Wyschywanka-Tag feierten, wurden verhaftet. Ein ukrainisches Kulturzentrum in Simferopol wurde regelmäßig von der Polizei und vom russischen Inlandsgeheimdienst FSB angerufen und die Aktivitäten gestört und verboten. 2017 wurde das Kulturzentrum geschlossen und der Leiter zog auf das ukrainische Festland, nachdem er Warnungen über seine bevorstehende Festnahme durch den FSB erhalten hatte. Bücher in ukrainischer Sprache, von ukrainischen Autoren und über relevante Themen wurden aus öffentlichen und Schulbibliotheken entfernt. Bücher krimtatarischer Menschenrechtsaktivisten und Politiker wurden verboten. Schulverwaltungen, Lehrer, Eltern und Kinder werden unter Druck gesetzt, den Unterricht in ukrainischer Sprache aufzugeben. Seit der russischen Besetzung sind die ukrainische und krimtatarische Sprache aus dem Unterricht weitgehend verschwunden.
Laut dem Bund der Vertriebenen und dessen Präsident Bernd Fabritius ist auch die deutsche Minderheit auf der Krim Repressionen ausgesetzt, die vor der russischen Annexion nicht bestanden hätten. Deutsche können im Alltag ihre Sprache nicht mehr wie gewohnt anwenden, müssen die russische Staatsangehörigkeit annehmen und sind Einschränkungen in der Versammlungsfreiheit ausgesetzt.

#### Medien, NGOs und religiöse Einrichtungen
Russland hat die Zahl und den Zugang zu unabhängigen Medien auf der Krim reduziert, den freien Informationsfluss für die Öffentlichkeit (insbesondere Online- und Rundfunkmedien) abgeschnitten und strafrechtliche Sanktionen gegen private und öffentliche Akteure angedroht, die abweichende Ansichten über die Krim-Annexion vertreten. Unmittelbar nach der Annexion wurden alle ukrainischen Fernsehsender aus dem Kabelnetz genommen und durch russisches Staatsfernsehen ersetzt. Bereits ein Jahr nach der Annexion wurden so gut wie alle unabhängigen Medien abgeschafft. Auch die Übertragung des größten unabhängigen Fernsehsenders der Krim – Fernseh- und Radiostation Schwarzmeer (Tschernomorskaja Teleradiokompanija) – wurde eingestellt und das Eigentum des Senders beschlagnahmt. Zeitungen in ukrainischer Sprache werden nicht mehr auf die Krim geliefert. Auch zahlreiche Radiosender auf der Krim haben ihre Übertragungsrechte verloren. Auf ihren Frequenzen senden seither russische Sender wie zum Beispiel das Radio des russischen Verteidigungsministeriums. Die russische Telekommunikationsaufsichtsbehörde Roskomnadsor vergibt seit Februar 2015 keine Lizenzen mehr für die Krim und die Registrier-Seite ist für Internetnutzer aus der Krim gesperrt. Journalisten und Blogger werden bei ihrer Arbeit behindert, angegriffen und verfolgt. Fälle von Entführungen sind bekannt. Dem beliebten krimtatarischen Fernsehsender ATR wurde die Lizenz entzogen und der Sender musste nach Kiew umziehen. Der Nachrichtenagentur QHA der Krimtataren wurde die Lizenz vorenthalten. Die tatarische Zeitung Advent wurde mehrmals verwarnt und Mitarbeiter wurden vom Geheimdienst FSB einbestellt. Der einzige krimtatarische Radiosender Medan verlor seine Lizenz. Die russische Regierung bestätigte, dass auch Internetseiten wegen angeblich „extremistischer“ Inhalte auf der Halbinsel blockiert wurden. Ein Jahr nach der Annexion fiel die Zahl der auf der Krim operierenden Medien von 3000 auf 232.
Alle zuvor registrierten Nichtregierungsorganisationen (NGOs) sowie religiöse Gemeinschaften und Vereine wurden nach der Annexion angeordnet, sich nach russischen Gesetzen neu zu registrieren oder den Betrieb einzustellen. Waren vor der Annexion mehr als 10.000 NGOs auf der Krim angemeldet, so betrug ihre Zahl bis Ende 2014 nur noch 396. Die Neuregistrierung von NGOs wurde unter anderem durch russische Gesetze über „unerwünschte Organisationen“ und „ausländische Agenten“ behindert. Zum Beispiel musste sich eine Umweltschutzorganisation nach russischem Recht als „ausländischer Agent“ registrieren, weil sie sich hauptsächlich über internationale Zuschüsse finanzierte. Die NGO Feldmission für Menschenrechte auf der Krim wurde zur Aufnahme in die Liste der „unerwünschten Organisationen“ vorgeschlagen. Die meisten NGOs stellten ihren Betrieb auf der Krim ein und zogen auf das ukrainische Festland. Einige taten dies aus Protest gegen die Besetzung und andere wegen Drohungen von kremltreuen Milizen gegen NGO-Mitglieder. Vor der Annexion waren 1400 religiöse Vereine nach ukrainischem Recht registriert und weitere 674 Organisationen aus dem Muftiat operierten ohne Anmeldung. Nach Angaben der russischen Regierung waren bis August 2015 nur noch 53 religiöse Organisationen auf der Krim aktiv. Die Anmeldung eines Religionsvereins wurde nur russischen Staatsbürgern gestattet.

#### Staatsbürgerschaft
Am 1. April 2014 erklärte Russland alle Ukrainer und Staatenlose auf der Krim zu russischen Staatsbürgern, unabhängig davon, ob sie einen Wechsel der Staatsbürgerschaft wünschten und einen russischen Pass beantragten oder nicht. Seitdem sind Krimbewohner zum Wehrdienst bei den russischen Streitkräften verpflichtet. Einwohner, die der Einbürgerung widersprachen, erhielten automatisch den Status „Ausländer“, sogar wenn sie auf der Krim geboren wurden und ihre Familien seit Generationen auf der Halbinsel beheimatet waren wie die Krimtataren. Sie mussten um eine Aufenthaltserlaubnis ersuchen, für deren Erteilung Russland Obergrenzen festlegte, verloren wichtige Rechte und ihren Anspruch auf Sozialleistungen wie die Altersrente. Krimbewohner ohne russischen Pass sind seit der Annexion erheblich in ihren Eigentumsrechten eingeschränkt und dürfen zum Beispiel keine landwirtschaftlichen Flächen besitzen oder private Immobilien und Fahrzeuge anmelden oder verkaufen. Sie dürfen nicht wählen oder gewählt werden, eine Religionsgemeinschaft anmelden, öffentliche Versammlungen beantragen und keine Positionen in der öffentlichen Verwaltung innehaben. Auch der Zugang zur staatlichen Gesundheitsversorgung sowie die Suche und der Erhalt des Arbeitsplatzes wurden vom Vorliegen des russischen Passes abhängig gemacht. Eine Ukrainerin, die seit zehn Jahren auf der Krim lebte, verstarb, nachdem ihr ein staatliches Krankenhaus die Behandlung verweigert hatte, weil sie nach der Annexion keine Aufenthaltserlaubnis auf der Krim beantragt hatte. Krimbewohner ohne russische Staatsbürgerschaft haben seit der Annexion kein Recht mehr, öffentliche Schulen und Universitäten auf der Krim zu besuchen. Insbesondere im öffentlichen Sektor mussten Angestellte entweder ihre ukrainische Staatsbürgerschaft oder ihren Arbeitsplatz aufgeben. Krimbewohner, die der Einbürgerung zwar nicht explizit oder nicht rechtzeitig widersprachen, aber keinen russischen Pass beantragten, waren ebenfalls von Einschränkungen beim Bezug von Sozialleistungen und bei der Ausübung anderer Rechte betroffen.

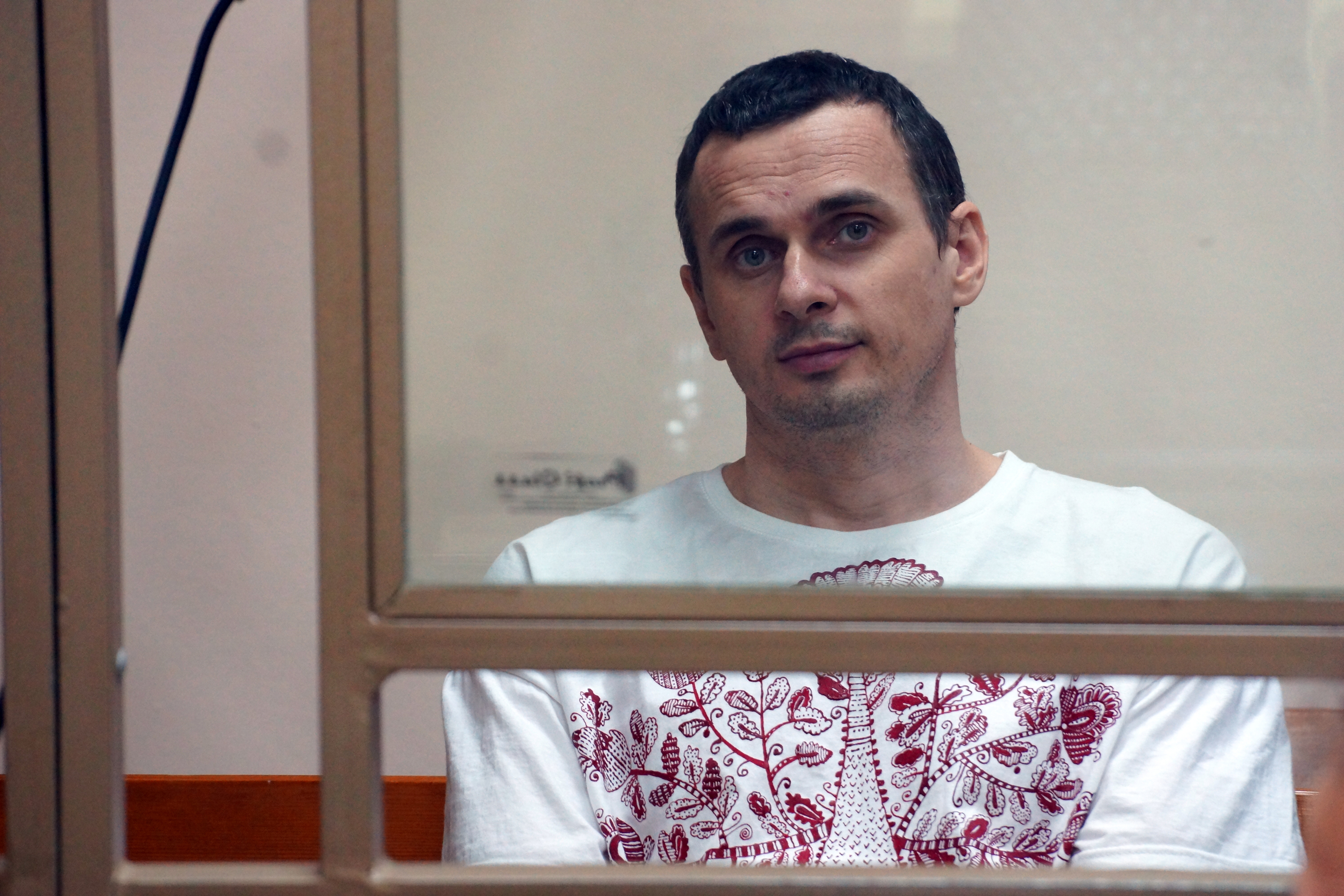
Ukrainische Gefangene wie Oleh Senzow wurden illegal von der Krim in russische Gefängnisse gebracht und zu russischen Staatsbürgern erklärt.

Zwangseingebürgert wurden auch Tausende von Kindern ohne elterliche Fürsorge, die keine eigene Willenserklärung abgeben konnten, sowie inhaftierte Personen. Die Krimbewohner Oleh Senzow und Oleksandr Koltschenko waren zwei bekannte politische Gefangene, die gegen ihren Willen zu russischen Staatsbürgern erklärt und denen der konsularische Beistand der Ukraine verweigert wurde, obwohl sie keine russischen Pässe beantragt hatten und auf der Beibehaltung ihrer ukrainischen Staatsangehörigkeit bestanden. Beide wurden am 7. September 2019 im Rahmen eines Gefangenenaustausches freigelassen und nach Kiew gebracht.
Die Auferlegung der russischen Staatsbürgerschaft steht im Widerspruch zum humanitären Völkerrecht und der IV. Genfer Konvention. Konkret ist es unzulässig, dass eine Besatzungsmacht die Einwohner des besetzten Gebiets dazu zwingt, ihr die Treue zu schwören, denn die Loyalität gegenüber dem Heimatstaat kann nicht unter Zwang gelöst werden. Das Aufzwingen der russischen Staatsangehörigkeit führte im Fall der Krim zu besonderen Loyalitätskonflikten, die das Privatleben der Krimbewohner betreffen. Durch die Einbürgerung ukrainischer Bürger wurden diese mit einem Staat verbunden, der einen Akt der Aggression gegen ihre Heimat begangen hat. Sie wurden verpflichtet, diesen Staat mit Waffen zu verteidigen. Krimbewohner wurden zudem unter Androhung von Haftstrafen genötigt, Loyalitätsbeziehungen zu anderen Staaten – etwa Aufenthaltsgenehmigungen in anderen Ländern oder andere Staatsangehörigkeiten – zu melden, was eine Verletzung des Rechts auf Privatleben darstellt. Da weder Russland noch die Ukraine offizielle Dokumente des anderen in Bezug auf die Krim anerkennen, befinden sich die Bewohner zwischen zwei sich überschneidenden und widersprüchlichen Rechts- und Regulierungssystemen. Aus diesem Grund haben viele Einwohner sowohl ihre ukrainischen Pässe behalten als auch russische Pässe beantragt, obwohl beide Länder die doppelte Staatsbürgerschaft nicht anerkennen.
Russland hatte schon 2008 damit begonnen, Pässe für Krimbewohner auszustellen, was in der Ukraine als eine mögliche Vorbereitung zu einer militärischen Intervention interpretiert wurde. Die Situation auf der Krim unterscheidet sich von anderen Gebieten im postsowjetischen Raum, wo Russland Besatzungsmacht ist. Ähnlich wie auf der Krim teilt Russland auch in besetzten Teilen Georgiens und Moldawiens russische Pässe aus, um Einfluss über die betroffene Bevölkerung zu gewinnen – ein Prozess, der als Passportisierung bekannt ist. Der wesentliche Unterschied zur Situation auf der Krim besteht darin, dass dort eine Absichtserklärung zum Erwerb der russischen Staatsangehörigkeit notwendig ist, wohingegen auf der Krim in kurzer Zeit eine kollektive Einbürgerung durchgeführt wurde, bei der ein expliziter Verzicht auf die russische Staatsangehörigkeit notwendig war und der nicht umfassend ermöglicht wurde. Präzedenzfälle für die kollektive Einbürgerung von Bewohnern besetzter Gebiete existieren nur aus der Zeit des Zweiten Weltkrieges. Der ständige Militärgerichtshof in Straßburg und der amerikanische Militärgerichtshof in Nürnberg verurteilten jeweils Robert Wagner und Gottlob Berger für Maßnahmen der Germanisierung der Einwohner besetzter Gebiete und deren Mobilisierung als deutsche Bürger.

#### Vertreibung und Umsiedlung
Seit der russischen Okkupation der Krim verändert sich die Bevölkerungsstruktur hauptsächlich aufgrund der Vertreibung ukrainischer und krimtatarischer Krimbewohner und anderer Minderheiten sowie eines kontinuierlichen Zustroms von Menschen aus der Russischen Föderation. Die meisten russischen Zuwanderer sind Beamte und Soldaten mit ihren Familien sowie Rentner. Laut der ukrainischen Volkszählung aus dem Jahr 2001 lebten 2,4 Mio. Einwohner auf der Halbinsel. Nach russischen Angaben vom September 2014 war die Einwohnerzahl um 4,8 Prozent auf 2,285 Mio. zurückgegangen, wobei jedoch der Anteil russischer Staatsbürger gestiegen und die Zahl von Ukrainern und Minderheiten gesunken war. Die Verdrängung von Ukrainern und Minderheiten verlief in Wellen und hatte mehrere Ursachen. Vertriebene nannten als Grund die Weigerung, unter russischer Kontrolle zu leben, sowie die Vermeidung der Wehrpflicht in der russischen Armee, Angst vor Diskriminierung und Verfolgung, Drohungen und Angriffe und Studium auf dem ukrainischen Festland. Wer sich weigerte, die russische Staatsbürgerschaft anzunehmen, musste entweder unter diskriminierenden Bedingungen leben oder von der Krim fliehen.
Im Januar 2018 verabschiedete die Parlamentarische Versammlung des Europarates (PACE) eine Deklaration, in der sie die Veränderung der demographischen Zusammensetzung der Krim durch Vertreibung der pro-ukrainischen Bevölkerung und Krimtataren und Verstärkung der Migration aus Russland verurteilt. Laut dem Genfer Abkommen IV „über den Schutz von Zivilpersonen in Kriegszeiten“ (Art. 49) ist die Umsiedlung von Zivilisten, die Staatsangehörige einer Besatzungsmacht sind, in das Territorium eines besetzten Gebietes verboten, ebenso wie die Ausweisung von Zivilisten aus dem besetzten Gebiet.
Laut dem ukrainischen Beauftragten für Angelegenheiten des krimtatarischen Volkes Mustafa Dschemiljew sind mehrere hunderttausend Menschen aus Russland auf die Krim eingewandert. Dschemiljew zufolge hielt Moskau die genaue Zahl der Russen geheim, die auf die Krim umgesiedelt wurden, weil die russische Regierung wisse, dass Umsiedlungen dieser Art nach der Genfer Konvention von 1949 Kriegsverbrechen darstellen.

### Wirtschaft

#### Unternehmen und Bankwesen
Ein Jahr nach der Annexion stellten über 60 % der lokalen Unternehmen ihren Betrieb ein und die Zahl der Einzelunternehmer verringerte sich um das Dreifache. Internationale Unternehmen wie zum Beispiel Apple und Google und Einzelhandelsketten haben die Krim verlassen. Unternehmen in privatem Besitz und ukrainische Staatsbetriebe wurden von Russland enteignet (vgl. Abschnitt „Enteignungen“). Ins Visier genommen wurden Unternehmen, die vom Kreml als ukrainefreundlich, strategisch wichtig oder „unwirtschaftlich“ eingestuft wurden. Das ukrainische Gas- und Ölunternehmen Chornomornaftoggaz, das zu 100 % in Besitz von Naftohas ist, wurde ebenfalls von Russland enteignet, also „verstaatlicht“ und unter Kontrolle von Gazprom gestellt. Im Dezember 2015 schätzte Naftohas seine von Russland entwendeten Vermögenswerte auf 15,7 Mrd. US-Dollar. Russland hat seit seiner Machtergreifung auf der Krim Zugang zu Offshore-Feldern mit 2,3 Billionen Kubikmeter Gas erhalten – genug, um die europäische Gasnachfrage für etwa 5 Jahre zu decken. Der ukrainische Energieminister sagte im April 2014, dass die Ukraine wichtige Öl- und Gasfelder im ukrainischen Schwarzmeerschelf (darunter auch die Gasfelder Holitsynske und Odeske) und Einkommen aus dem Verkauf von Schiefergas verloren habe und schätzte den anfänglichen Schaden auf 40 Mrd. US-Dollar.
Von den Schließungen und Enteignungen betroffen waren auch ukrainische Banken auf der Krim wie zum Beispiel die 339 Filialen der Privatbank, die bis dato mit mehr als 320.000 Kunden das größte Kreditinstitut der Krim war. Einwohner können seitdem nicht auf ihre ukrainischen Konten und Ersparnisse von der Krim aus zugreifen. Geldautomaten akzeptieren nur noch russische Karten. Mastercard und Visa haben ihre Zahlungsdienste auf der Krim eingestellt. Russische Politiker kritisierten das fehlende Interesse am Standort Krim. Trotz dessen meiden auch große russische Banken wie die Sberbank und die VTB die Krim aus Angst vor Sanktionen. Die Bankversorgung auf der Krim wird seit der Annexion größtenteils von der Russischen Staatlichen Commerzbank (RNKB) übernommen, die bis dahin nur in Moskau mit einer Filiale vertreten war. 2017 erhielt die RNKB 265 Mio. US-Dollar aus dem russischen Staatsetat, um weiter auf der Krim arbeiten zu können. Im August 2017 wurde die RNKB wegen der internationalen Sanktionen vom SWIFT-Netz abgetrennt.

#### Preisentwicklung
Nach der Besetzung der Krim durch Russland kam es zu einem Anstieg der Preise von Gütern und Dienstleistungen. 2013 waren die Preise noch leicht rückläufig und es herrschte eine Deflation von 0,5 %. Nach der Annexion stieg die Inflation auf 42,5 % – die zweithöchste Inflationsrate auf der Welt nach Venezuela. Die Preise für Lebensmittel stiegen im Laufe des Jahres 2014 um 52,9 % und die Preise für Dienstleistungen um 27 %. Bei einem Besuch auf der Krim im Mai 2016 sagte der russische Premierminister Dmitri Medwedew einer Rentnerin, die sich über steigende Preise und niedrige Renten beschwerte, dass Russland kein Geld habe und rief zum Durchhalten auf.

#### Tourismus
Im Tourismussektor, der die Haupteinnahmequelle der Halbinsel darstellt, wurden Verluste verzeichnet. Die Zahl der ausländischen Besucher sank, nachdem der internationale Flug- und Schiffsverkehr auf der Krim eingestellt worden war. Die Internationale Zivilluftfahrtorganisation meldete, dass die Ukraine nach wie vor das alleinige Recht hat, den Luftraum über der Krim zu kontrollieren. Weil aber Russland für sich die Luftraumsicherung über der Krim beansprucht, rieten die Europäische Agentur für Flugsicherheit und die Europäische Organisation zur Sicherung der Luftfahrt ihren Mitgliedstaaten und internationalen Airlines von Flügen auf die Krim und über dem Fluginformationsgebiet Simferopol ab. Seit der Annexion fliegen nur russische Airlines die Krim über Moskau und Sankt Petersburg an. Vor der Annexion kamen über 70 % der Touristen vom ukrainischen Festland, aber die Zahl der ukrainischen Besucher ging zurück. Seit der russischen Besetzung kommt die Mehrheit der Touristen aus Russland hauptsächlich dank einer massiven staatlichen Kampagne, die „patriotische Ferien“ auf der Krim anpries und weil die Reisen von Beamten, Rentnern und Jugendlichen auf die Krim mit Subventionen unterstützt werden. Trotzdem brachen die Touristenzahlen nach der Besetzung ein. Die Krim hatte vor der Annexion etwa 6 Millionen Besucher pro Jahr. Im Jahr 2014 sank die Zahl der Urlauber auf 3,8 Millionen, bevor sie im ersten Halbjahr 2015 um weitere 35 % sank.

#### Export und Landwirtschaft
Handels- und Exportindustrien machen zusammen fast ein Drittel der Wirtschaft der Krim aus. Vor der Besetzung wanderten 60 % der Exporte in Länder außerhalb der von Russland geführten Eurasischen Wirtschaftsunion und allein 25 % gingen in die Europäische Union. Seit der Annexion ist die Einfuhr von Waren mit Ursprung auf der Krim in die EU verboten, es sei denn, die Waren werden von einem ukrainischen Ursprungszeugnis begleitet.
Die Landwirtschaft, die eine der drei wichtigsten Wirtschaftsbranchen der Krim ist, leidet unter den Veränderungen im Zuge der Krim-Annexion. Zur Bewässerung landwirtschaftlicher Flächen fehlt das Wasser, weil die Ukraine die Wasserversorgung der Halbinsel nicht mehr vollständig übernimmt. Vor der Annexion gelangte ein Großteil des Wassers aus der Ukraine über den Nord-Krim-Kanal auf die Halbinsel (vgl. Punkt Wasserknappheit). Der Wassermangel führte dazu, dass wasserabhängige Getreidesorten wie Reis und Mais nicht angebaut werden konnten. Hinzu kommt, dass auch internationale Getreidehandelsunternehmen wie Cargill und Dreyfus die Krim seitdem meiden. Der Vorsitzende des Bauernverbandes schätzte die Situation als kritisch ein. Anfang Juli 2018 forderte Sergei Aksjonow von der russischen Regierung dringende Beihilfen als Entschädigung für dürrebedingte Schäden und Ernteeinbußen. Auch die Fischerei leidet unter der Abschottung vom ukrainischen Festland, weil die Ukraine der primäre Abnehmer für Fisch von der Krim war und Russland wegen der hohen Preise wenig Interesse am Import hat.

#### Versorgung
Die Krim war bei der Strom-, Wasser- und Lebensmittelversorgung von der Ukraine abhängig. Den Strombedarf konnte die Krim selbst nur zu etwa 10 % decken. Der Rest wurde vom ukrainischen Festland bezogen. Die Ukraine stellte die Subventionierung des auf die Krim gelieferten Stroms im Juli 2014 ein und begann im September 2014 mit der Reduzierung der Stromlieferungen dorthin. Über ein Jahr nach der Annexion bezog die Krim weiterhin 70 bis 90 % der Energie vom ukrainischen Festland. Zum Beginn des Jahres 2016 stoppte die Ukraine die Stromlieferungen auf die Krim komplett. Mitte 2015 gab Russland den Bau einer Unterwasser-Stromleitung für 47,3 Mrd. Rubel in Auftrag, um die Krim an die Stromversorgung der Region Krasnodar anzuschließen. 2016 bestand diese aus vier Strängen mit einer Gesamtkapazität von 800 Megawatt. 2017 kamen zu diesen 800 MW noch 300 MW durch auf der Krim zur Abdeckung von Lastspitzen aufgebaute Gasturbinenkraftwerke sowie knapp 200 MW durch bereits vor der Annexion auf der Krim vorhandene Anlagen hinzu. Schon vor der Annexion vorhandene Windkraft- und Solaranlagen waren durch den Wegfall von Subventionen seit der russischen Besetzung nicht mehr wirtschaftlich zu betreiben und fielen dadurch aus; Russland ist aber aufgrund der unzureichenden Stromversorgung an einem Ausbau dieser regenerativen Stromquellen interessiert. Ab 2015 errichtete Russland zwei Gaskraftwerke mit insgesamt 940 MW. Das Gas für diese und auch für andere Verbraucher auf der Halbinsel kommt nicht nur aus örtlicher Förderung, sondern auch durch eine im Dezember 2016 in Betrieb gegangene, 400 Kilometer lange Gasleitung von Krasnodar mit einer Kapazität von bis zu vier Milliarden Kubikmetern pro Jahr. Kurz nach der Annexion wurden 90 % Lebensmittel und Industriegüter über die Landverbindung zwischen dem ukrainischen Festland und der Krim importiert.

#### Schiffsverkehr
Seit der Besetzung der Krim blockiert Russland den ukrainischen und internationalen Schiffsverkehr im Asowschen Meer. Schiffe können das Asowsche Meer nur über die etwa 40 km lange Straße von Kertsch befahren, die das Gewässer mit dem Schwarzen Meer verbindet. Seit der Okkupation kontrolliert Russland beide Seiten der Straße von Kertsch. Für die ukrainische Wirtschaft sind das Asowsche Meer und vor allem die dortigen Häfen Mariupol und Berdjansk von großer Bedeutung. Seit dem Bau der Krim-Brücke ist die Lage für den ukrainischen Schiffsverkehr noch schwieriger geworden. Die Brücke wurde so niedrig gebaut, dass nur Schiffe mit maximal 33 Metern Höhe sie passieren können. Das hat dazu geführt, dass sich der Schiffsverkehr und die Zahl der Schiffe halbiert haben, die früher Mariupol und Berdjansk anliefen. Auch der Hafen in Henitschesk kann erhebliche Einnahmen einbüßen. Seit der Blockade sind ukrainische Häfen vom Wasser aus zunehmend von der Welt abgeschnitten. Mariupol verzeichnete einen Rückgang der Einnahmen von 30 %. Nach Schätzungen des ukrainischen Ministeriums für Infrastruktur belaufen sich die finanziellen Verluste aufgrund von Beschränkungen der Schifffahrt auf jährlich 20 bis 40 Millionen US-Dollar. Zudem werden immer mehr ukrainische und ausländische Schiffe, die nach Mariupol und Berdjansk fahren, vom russischen Inlandsgeheimdienst FSB festgehalten und kontrolliert, teilweise mehrmals, und die Schiffsbesatzungen werden verhört. Insgesamt hat die russische Marine ihre Präsenz erhöht, und Kriegsschiffe der Kaspischen Flottille wurden teilweise über den Wolga-Don-Kanal in das Asowsche Meer verlegt. Russland rechtfertigt die steigende Zahl von Eingriffen in den ukrainischen Schiffsverkehr mit Sicherheitsbedenken. Die Ukraine und die Vereinigten Staaten sprechen hingegen von einer wirtschaftlichen Blockade und anhaltenden Versuchen Moskaus, die Ukraine noch weiter zu destabilisieren.

#### Subventionen
Vor der Annexion bezog die Krim Subventionen. Gut zwei Drittel des Budgets kamen aus Kiew. Seitdem Russland die Halbinsel besetzt hat, muss Moskau die Kosten tragen und den Wegfall von Subventionen der ukrainischen Regierung kompensieren. Kurz nach der Annexion bezifferte Russlands Wirtschaftsminister das Haushaltsdefizit der Krim auf etwa eine Milliarde Euro. Die Krim ist nach den georgischen Republiken Abchasien und Südossetien und der moldauischen Region Transnistrien das vierte Teilgebiet eines anderen Landes, das Russland besetzt hat und auf eigene Kosten unterhält. Da die Krim flächen- und bevölkerungsmäßig um ein Vielfaches größer ist als die drei anderen besetzten Gebiete, ist die wirtschaftliche Belastung für Russland vergleichsweise groß. Im April 2015 schätzte der russische Premierminister Dmitri Medwedew die Gesamtkosten für die Annexion allein im Jahr 2014 auf 27 Mrd. Dollar, das sind 1,5 Prozent des russischen Bruttoinlandsprodukts.

### Umwelt

#### Wasserknappheit
Seit der Annexion leidet die Krim unter akutem Wassermangel und Teile der Halbinsel versteppen. Vor der Annexion erhielt die Krim bis zu 85 Prozent der benötigten Wasserlieferungen über den Nord-Krim-Kanal im Süden der Ukraine. Der Großteil des Wassers diente der Bewässerung landwirtschaftlicher Flächen und dem Betrieb von Industrieunternehmen. Seit der russischen Besetzung 2014 übernimmt die Ukraine die Wasserversorgung nicht mehr. Gemäß der vierten Genfer Konvention (Artikel 55 und 56) ist es Aufgabe der Besatzungsmacht, die besetzten Gebiete mit lebensnotwendigen Gütern wie Wasser zu versorgen. Auf der Halbinsel wurde nach Grundwasser gebohrt, das Wasser war allerdings zu salzig und hat die Böden weiter zerstört. Wegen akuter Wasserknappheit riefen im Juni 2018 sechs Rajone im Norden der Krim den Notstand aus. Die sechs Rayone machen etwa 20 Prozent der gesamten Fläche der Halbinsel aus. Im Juli 2018 veröffentlichte die Ukraine Satellitenbilder, die zeigten, dass große Teile der Vegetation im Norden der Krim vertrocknet sind.
Im Zusammenhang mit der Wasserknappheit kam es im August 2018 in der Stadt Armjansk im Norden der Krim zu einem Chemieunglück, nachdem aus einer alten Chemiefabrik Schwefeldioxid entwichen war (vgl. Armjansk#Chemieunfall).

#### Meerverhältnisse
Seit dem Bau der Krim-Brücke im Zuge der Annexion wird Treibeis auf dem Weg vom Asowschen Meer über die Straße von Kertsch blockiert. Das Treibeis bleibt sogar bei starkem Wind an den Brückenpfeilern hängen. Die Brücke wirkt demnach wie ein Damm. Das Eis staut sich und es entstehen Presseishügel.
Die Brücke ist eine der Hauptverschmutzungsquellen im Schwarzen Meer. Seit dem Bau wurde eine erhöhte Konzentration von Schwebstoffen und verstärkte Algenblüte in den umgebenden Gewässern festgestellt. Auf der Insel Tusla entstanden irreparable Umweltschäden. Auch der Wasseraustausch zwischen dem Asowschen und Schwarzen Meer wurde wesentlich beeinträchtigt, nachdem für die Brückenkonstruktion ein Damm aufgeschüttet worden war. Dies führte zu Veränderungen der Temperatur und der Eisverhältnisse in der Straße von Kertsch und im Asowschen Meer, die sich negativ auf viele Fischarten auswirken.

## Zeithistorische und politologische Forschung
Der Politologe und Publizist Ivan Krastev, Permanent Fellow am Institut für die Wissenschaften vom Menschen in Wien, warnte mit Blick auf die Annexion der Krim 2014 bereits am 4. Juli 2014:

„‚München 1938‘ lehrt uns […], dass die Kapitulation vor den territorialen Forderungen einer aggressiven Diktatur keinen Frieden bringt. Obwohl eine Kapitulation kurzfristig Krieg vermeidet, macht sie einen größeren Krieg unter ungünstigeren Bedingungen später unausweichlich. Dieses Ereignis warnt uns nicht davor überzureagieren, sondern davor, untätig zu bleiben.“

## Verfilmung
Im September 2017 erschien der russische Spielfilm Krim, der die Vorgänge laut einer Kritik der Tageszeitung Die Welt als „eine Fortsetzung der Propaganda bis in den Kinosaal“ schildert. Der Film gehe zurück auf eine Idee des Verteidigungsministers und wurde zum Teil vom Verteidigungsministerium der Russischen Föderation sowie von der staatlichen Filmstiftung finanziert. Regisseur war Alexei Pimanow, Vorstand der Medienholding der russischen Streitkräfte „Roter Stern“. Vom Bildungsministerium wurde vorab die „Empfehlung“ herausgegeben, in den Schulen dafür zu werben. Die Aufführungen blieben extrem schwach besucht, obschon Schulen gar Order erhalten hätten, dessen Aufführungen zu besuchen.